# Historia antigua de la península ibérica

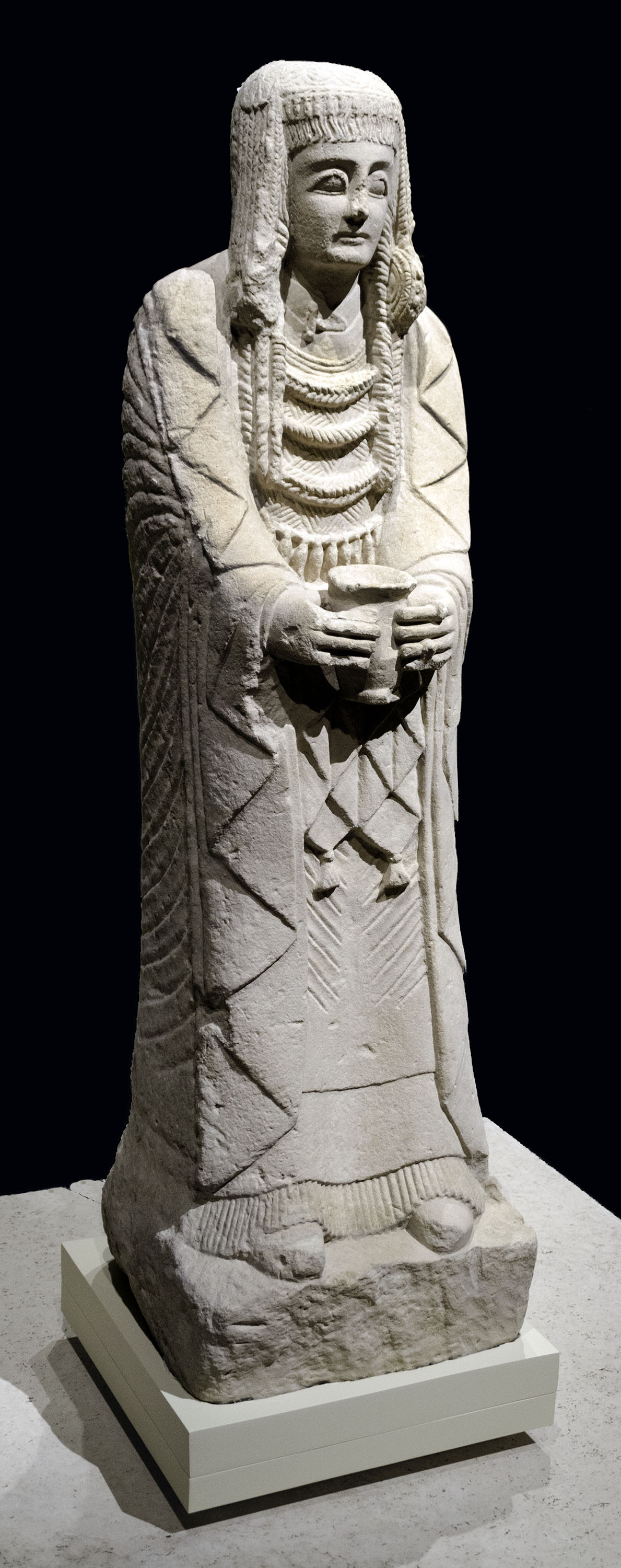
Gran dama oferente del Cerro de los Santos, escultura íbera del siglo III o II a. C.

Historia antigua de la península ibérica es la subdivisión de la ciencia histórica y la periodización del tiempo histórico correspondiente a la Edad Antigua general y limitada espacialmente a la península ibérica. Cronológicamente comienza a finales del II y comienzos del I milenio a. C., cuando empieza a haber referencias a esta región en fuentes escritas —lo que propiamente es protohistoria de la península ibérica, dado que no se produjeron localmente, sino en otros espacios geográficos—, y termina en la Antigüedad Tardía, con el declive del Imperio romano —desde la crisis del siglo III—, la invasión de los pueblos germánicos —año 411— y el asentamiento definitivo de la Hispania visigoda, que pervivió hasta el año 711. Ni el comienzo ni el final de la Edad Antigua en la península ibérica significaron cortes bruscos, sino seculares periodos de transición.
Durante el I milenio a. C. se produjo un intenso contacto, especialmente en el este y sur peninsular, entre los llamados pueblos indígenas y los llamados pueblos colonizadores históricos provenientes del Mediterráneo oriental: fenicios, griegos y cartagineses. A finales del siglo III a. C. se produjo la intervención romana, en el contexto de las guerras púnicas, que dio inicio a un profundo proceso de romanización.

## Denominación

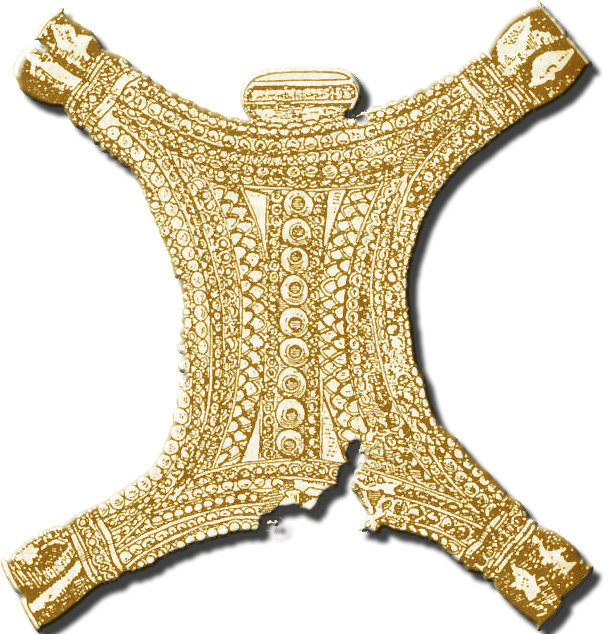
Pectoral de oro perteneciente al llamado "Tesoro de El Carambolo", identificado como tartésico, siglo VII o VI a. C. Su forma evoca la de los lingotes metálico llamados "galápagos" o "lingotes en rama chipriota", que a su vez imitaban la forma de las pieles de toros (relacionadas con rituales de sacrificio animal).

Posiblemente el término Tarshish, utilizado en los textos semíticos para denominar las tierras más occidentales del Mediterráneo, fuera equivalente al término griego Tartessos. Su identificación con la península ibérica no es algo evidente, como ocurre con el término Hesperia, citado en las fuentes griegas más arcaicas como el lugar donde se pone el Sol, que también es de los campos Elíseos o las islas Afortunadas. Hesperia era el lejano lugar del mito de Hércules y el dorado manzanar de las Hespérides. Conforme fueron ampliándose los conocimientos geográficos de los griegos, este término fue muy empleado para referirse a la península, pero aun así, se interpretaba como el punto más occidental del Mediterráneo, sin especificar. La mayor parte de las fuentes griegas se refirieron a este territorio con el término Iberia (tomado del topónimo autóctono del río Iber –Ebro–, del de algún otro río, especialmente de la zona suroccidental, o bien del topónimo genérico para cualquier río). En cambio, las fuentes latinas utilizaron el término Hispania, de posible origen fenicio-cartaginés (y-spny –"costa del norte"–).

Κατά μέρος δ' εατϊ πρώτη πασων άπό της I- σπέρας η Ίβηρία, βύρστ βοεία παραπληαία · των ώς αν τραχηλιαίων μερων υπερπιπτόντων εις την συνεχη Κελτιχή.
El primer país de todos hacia oeste es Iberia. Ella es parecida a una piel de buey, cuyas partes que corresponden al cuello caen hacia la Céltica.
Posidonio y Estrabón.

## Pueblos indígenas
Por muy profundas que fueran las transformaciones que la romanización (y posteriormente la islamización, la Reconquista y otros grandes procesos socioculturales de las sucesivas edades históricas) impuso a la configuración histórica en la península ibérica, el sustrato previo, determinado por los siglos en que los "pueblos indígenas" ocuparon el territorio, puede detectarse en notables pervivencias. Por ejemplo, se ha comprobado que la toponimia peninsular se divide, a grandes rasgos, en tres zonas: una céltica, con predominio del sufijo -briga, una íbera, con predomino de la raíz iltir/iltur, y una tartésica, con predominio de los sufijos -ipo, -ippo y -oba, -uba.

### Tartesios

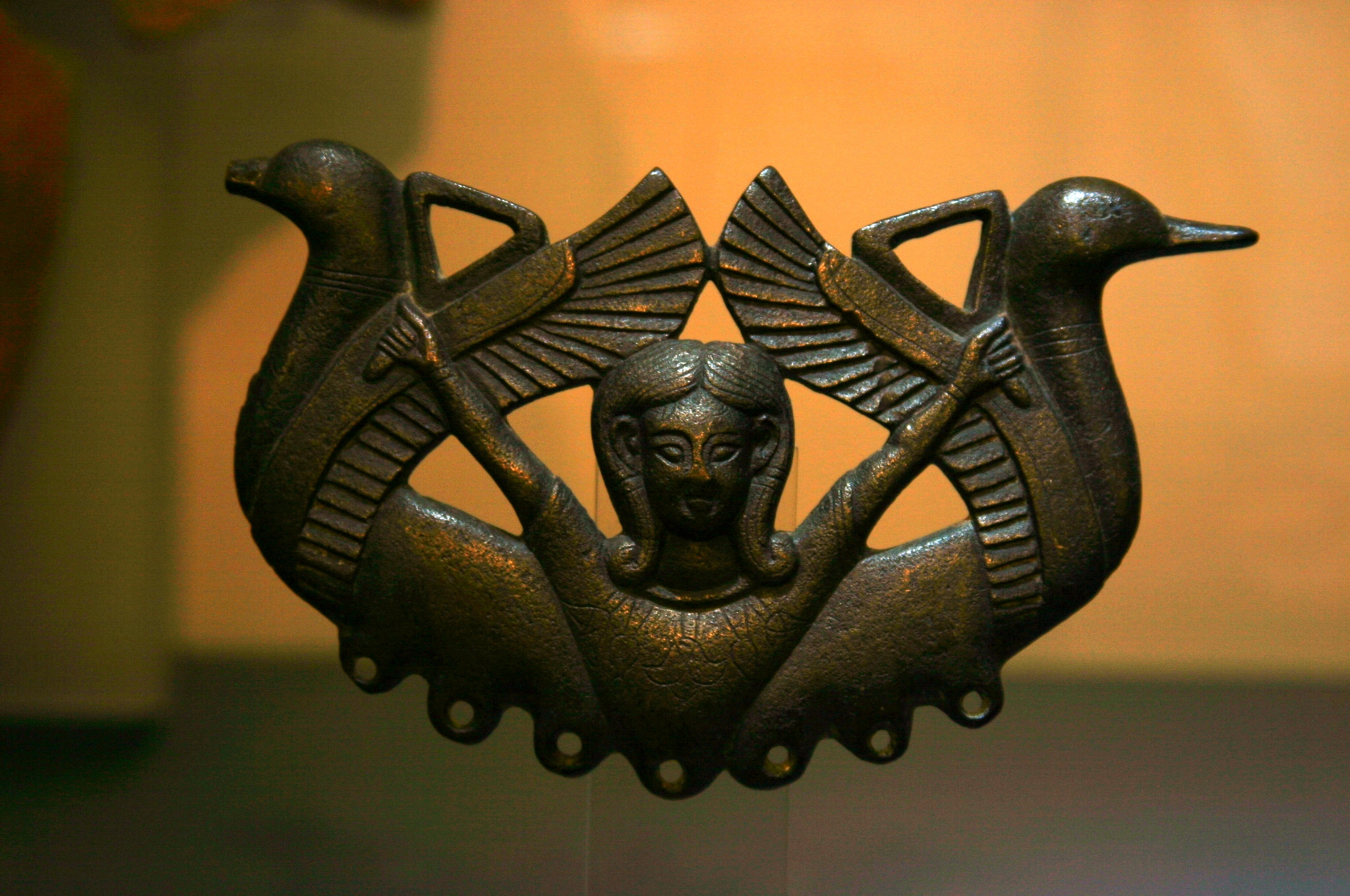
El denominado "Bronce Carriazo", identificado como pieza tartésica de influencia fenicia y egipcia y relacionado con el entorno de las marismas y esteros. Finales del o comienzos del

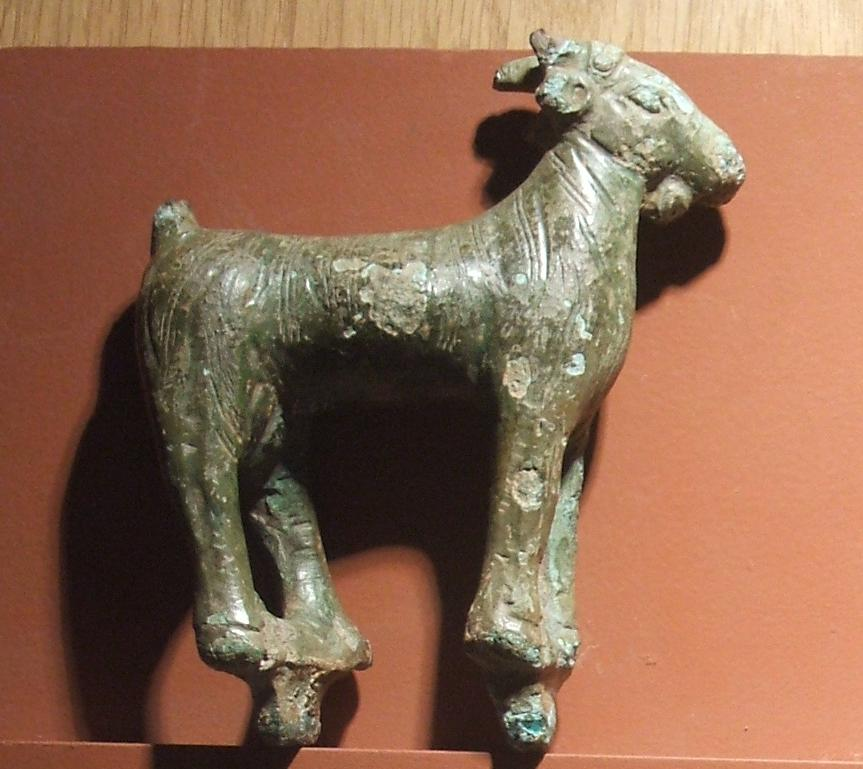
Figurilla tartésica de una cabra usada como exvoto, del Tesoro de la Aliseda,

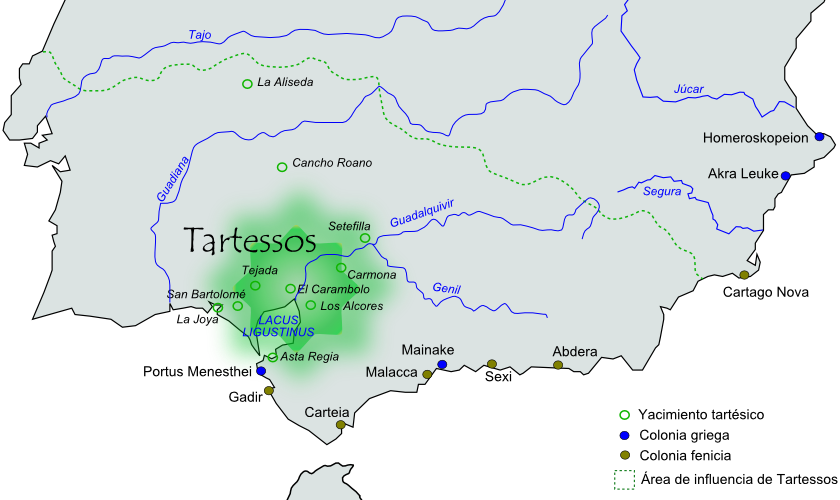
Áreas tartésica y de influencia tartésica, y colonias fenicias y griegas.

En la zona sudoccidental, región denominada Tartéside o Turdetania, en torno a la desembocadura del Guadalquivir, que en época antigua era una extensa albufera —el Lacus Ligustinus—, se desarrolló durante la primera mitad del I milenio a. C. la cultura tartésica. Las fuentes semitas hacen referencia a esta cultura con el nombre de Tarshish, como una zona al extremo del Mediterráneo occidental, caracterizada por su riqueza metalífera, y que se relaciona con la navegación fenicia.

La palabra del Señor se dirigió a Jonás, hijo de Amitai, en estos términos: «Parte ahora mismo para Nínive, la gran ciudad, y clama contra ella, porque su maldad ha llegado hasta mí». Pero Jonás partió para huir a Tarsis, lejos de la presencia del Señor. Bajó a Jope y encontró allí un barco que zarpaba hacia Tarsis; pagó su pasaje y se embarcó para irse con ellos.
Libro de Jonás.

El control fenicio de las factorías comerciales en torno al Estrecho, y especialmente de la colonia de Gadir (Cádiz), mantuvo la exclusividad de su comercio con pocas excepciones, como la llegada de expedicionarios griegos a la corte de Argantonio que refieren las fuentes clásicas: Anacreonte, quien cita su longevidad y riqueza, Heródoto, que describe dos expediciones, la más antigua de las cuales se habría producido en torno al 630 a. C. o Pausanias, que duda del origen tartésico que sus contemporáneos atribuyen a los quinientos talentos de bronce del tesoro, en el santuario de Olimpia, donado por el tirano Mirón de Sición (ca. 600 a. C.).

... una nave samia, cuyo capitán era Koleo, fletada para Egipto, fue llevada por los temporales a la misma Platea. ... levando ancla deseosos de llegar a Egipto, partiéronse de la isla, por más que soplaba el viento subsolano, el cual, como no quisiese amainar, les obligó a pasar más allá de las Columnas de Herakles, y llegar, por su buena suerte, a Tartesos. Era entonces Tartesos para los griegos un imperio virgen y reciente que acababan de descubrir. Allí negociaron tan bien con sus géneros que ninguno les igualó jamás en la ganancia del viaje ... Los samios, poniendo aparte la décima de su ganancia, que subió a seis talentos, hicieron con ella un caldero de bronce a manera de pila argólica; alrededor de él había grifos mirándose unos a otros, y era sostenido por tres colosos puestos de rodillas, cada uno de siete codos de alto; fue dedicado al Hereión. ...
Los habitantes de Focea fueron los primeros griegos que llevaron a cabo navegaciones lejanas; fueron ellos quienes descubrieron el golfo Adriático, el mar Tirrénico, Iberia y Tartesos; no navegaban en barcos redondos, sino en pentecónteras. Una vez llegados a Tartesos, lograron la amistad del rey de los tartesios, llamado Argantonio, quien reinó en Tartesos durante ochenta años y vivió un total de ciento veinte. Los focenses ganaron de tal forma la amistad de este príncipe que, inmediatamente, les invitó a dejar Jonia para venir a establecerse en la región de su país que ellos quisieran y, al punto, instruido por ellos acerca del avance de los persas, les dio dinero para fortificar su ciudad con una muralla.
Herodoto.

Tal magnífica acogida es comprensible, al significar una diversificación de las relaciones comerciales, hasta entonces monopolizadas por los fenicios. La presencia griega en la zona fue efímera, manteniéndose como una región desconocida e inaccesible, excepto para los fenicios y sus sucesores, los cartagineses. Las fuentes griegas se mantuvieron envueltas en misterios míticos, confusas y contradictorias, cuyos primeros reyes serían los míticos Gerión -derrotado por Hércules-, Norax, Hispalo, Hispan, Gárgoris y Habis, descrito como héroe civilizador. Los únicos datos seguros son sus reiteradas referencias a una civilización localizada más allá de las columnas de Hércules, el actual Estrecho de Gibraltar, y que destacaba por su riqueza, tanto en su base agropecuaria como en los metales -el nombre de Argantonio se interpreta como relativo a la plata- y por su actividad comercial. También son notables las referencias a la constitución de una sociedad jerarquizada, en la que el trabajo es incompatible con la nobleza.

Se le dio el nombre de Habis, y cuando recibió el poder real, fue de una tal grandeza que demostró no haber sido protegido en vano por los dioses de tantos peligros. Ciertamente, unció mediante las leyes a un pueblo de bárbaros, y fue el primero que les enseñó a someter los bueyes al arado y a pedir trigo a los surcos, e impulsó a los hombres a cambiar sus agrestes alimentos, a los que había tomado odio, por otros más agradables. Su caso se tomaría por fábula si no fuera como el de los fundadores de Roma, alimentados por una loba, o como el de Ciro, rey de los persas, que lo fue por una perra. También prohibió los menesteres serviles al populo ["pueblo", entendible como los ciudadanos] y dividió a la plebs [plebe, los que no tienen condición noble] en siete urbes [divisiones posiblemente sociales, no espaciales].
Justino (aplica conceptos propios de Roma, como la oposición entre patricios y plebeyos).

La comprobación arqueológica es muy problemática, dada la radical transformación geográfica del entorno (el Lacus Ligustinus se colmató) y la intensa ocupación de todos los núcleos urbanos por las civilizaciones que se sucedieron. Existiera o no una ciudad de Tartesos (hoy perdida o confundida con los cimientos de alguna de las existentes) no es probable que fuera la capital de un Estado de grandes dimensiones territoriales; de serlo, es imposible determinar cuál sería su territorio efectivo, si se limitaría a las ciudades ribereñas del Lacus Ligustinus (Luciferi Fanum, Ipora –ambas en el territorio del actual Sanlúcar de Barrameda–, Asta –Écija–, Nebrisa –Lebrija–, Caura –Coria del Río–) y los núcleos urbanos, rurales y metalúrgicos del entorno del bajo Guadalquivir (Niebla, San Bartolomé de Almonte, Tejada la Vieja, Carmo –Carmona–, Ispal –Sevilla–), o extendería su influencia más al interior, hasta Corduba (Córdoba) o incluso a núcleos más alejados, como Conisturgis (Medellín) o Mastia Tarseion (Cartagena). La historiografía reciente habla más bien de un área tartésica o de un ámbito de influencia tartésica, que va desde Sierra Morena hasta el Golfo de Cádiz y desde la desembocadura del Tajo hasta la del Segura, o incluso de una especie de "confederación tartésica".
A partir de la batalla de Alalia (enfrentamiento greco-cartaginés por la hegemonía en el Mediterráneo occidental –tuvo lugar en las aguas de Córcega en el año 537 a. C.–), Tartessos desaparece de las fuentes escritas, y la cultura material de la zona de influencia tartésica entra en una etapa de decadencia. Se han aducido desde causas externas, manifestadas de forma violenta (la imposición de la colonización territorial cartaginesa, que habría destruido Tartessos, bien físicamente como ciudad, o bien en su entidad política); hasta causas endógenas, manifestadas de forma gradual (agotamiento de las vetas más fácilmente aprovechables, decadencia del comercio colonial fenicio, ruptura de la ruta terrestre del estaño –controlada ahora por los griegos de Massalia–), que habrían llevado a las culturas nativas de nuevo a una economía casi exclusivamente agrícola y ganadera, y al cambio tecnológico del bronce al hierro. No obstante, los turdetanos, el pueblo que habitaba la zona a la llegada de los romanos (finales del siglo III a. C.), seguía siendo visto como el más rico y de mayor desarrollo cultural de toda la península.

### Íberos y celtas
La historiografía tradicional identificó con las categorías "íberos y celtas" a los pueblos prerromanos de la península ibérica. Aunque obsoleta en cuanto a determinados extremos que se han demostrado erróneos, la "población" de la península por grupos de supuesto origen norteafricano o semítico –los "íberos"– y centroeuropeo –los "celtas"–, la clasificación sigue teniendo validez genérica.

Distribución del territorio peninsular entre los principales pueblos y grupos de pueblos citados en las fuentes clásicas. A grandes rasgos, sigue un criterio étnico-lingüístico. En naranja, los pueblos "preindoeuropeos-íberos", a los que hay que añadir, en azul claro, la zona turdetana, ambas las de mayor contacto con los pueblos colonizadores. La zona centro, oeste y sur aparece diferenciada entre los pueblos "indoeuropeos-celtas" (en color claro), los pueblos "indoeuropeos-preceltas" (en color rosado) y los pueblos "aquitanos o protovascos", que son lingüísicamente preindoeuropeos, como los íberos, mientras que culturalmente son más similares a los de la zona septentrional.

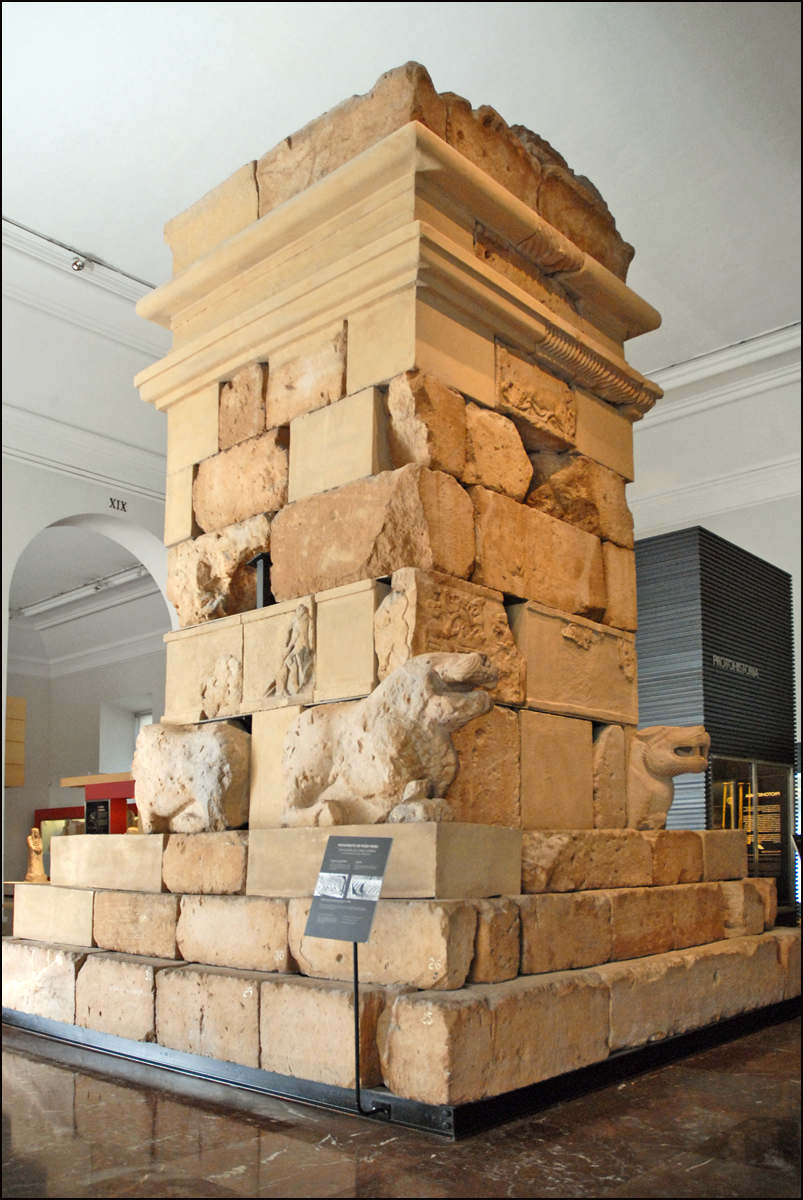
Monumento funerario íbero de Pozo Moro, ca. 500 a. C.

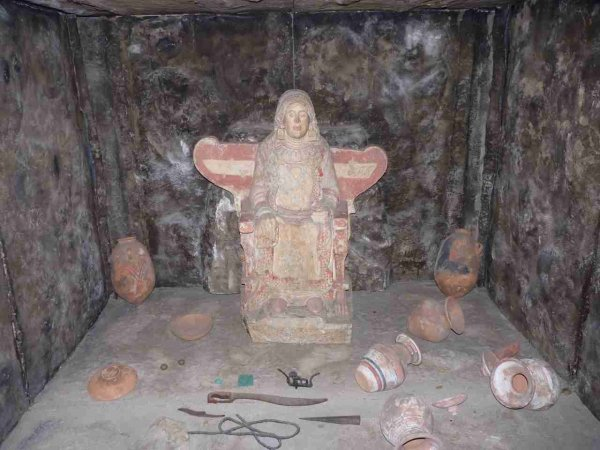
Reconstrucción del contexto arqueológico de la Dama de Baza, íbera.

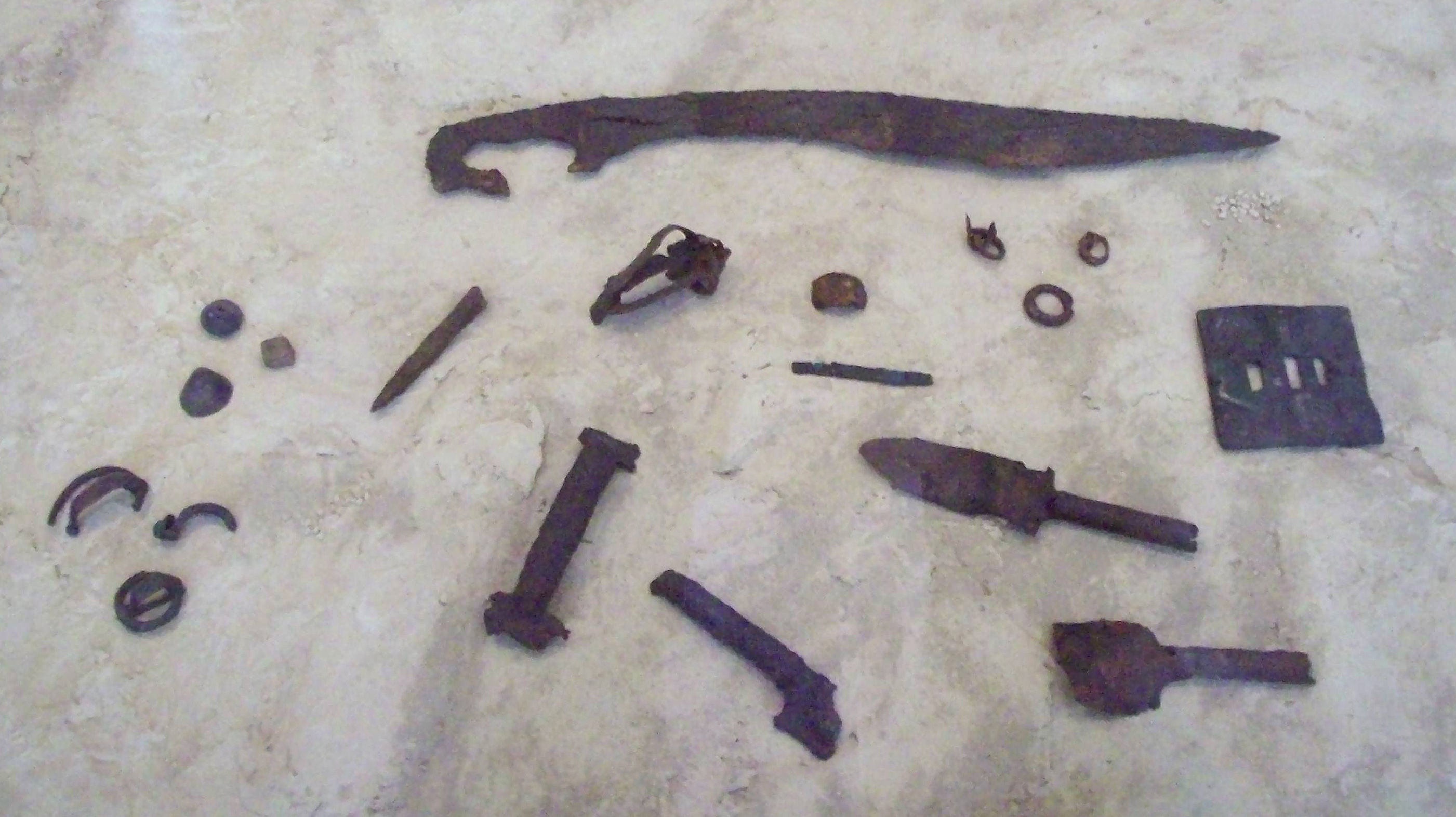
Ajuar funerario asociado a la Dama de Baza. Entre otras piezas de hierro, una falcata.

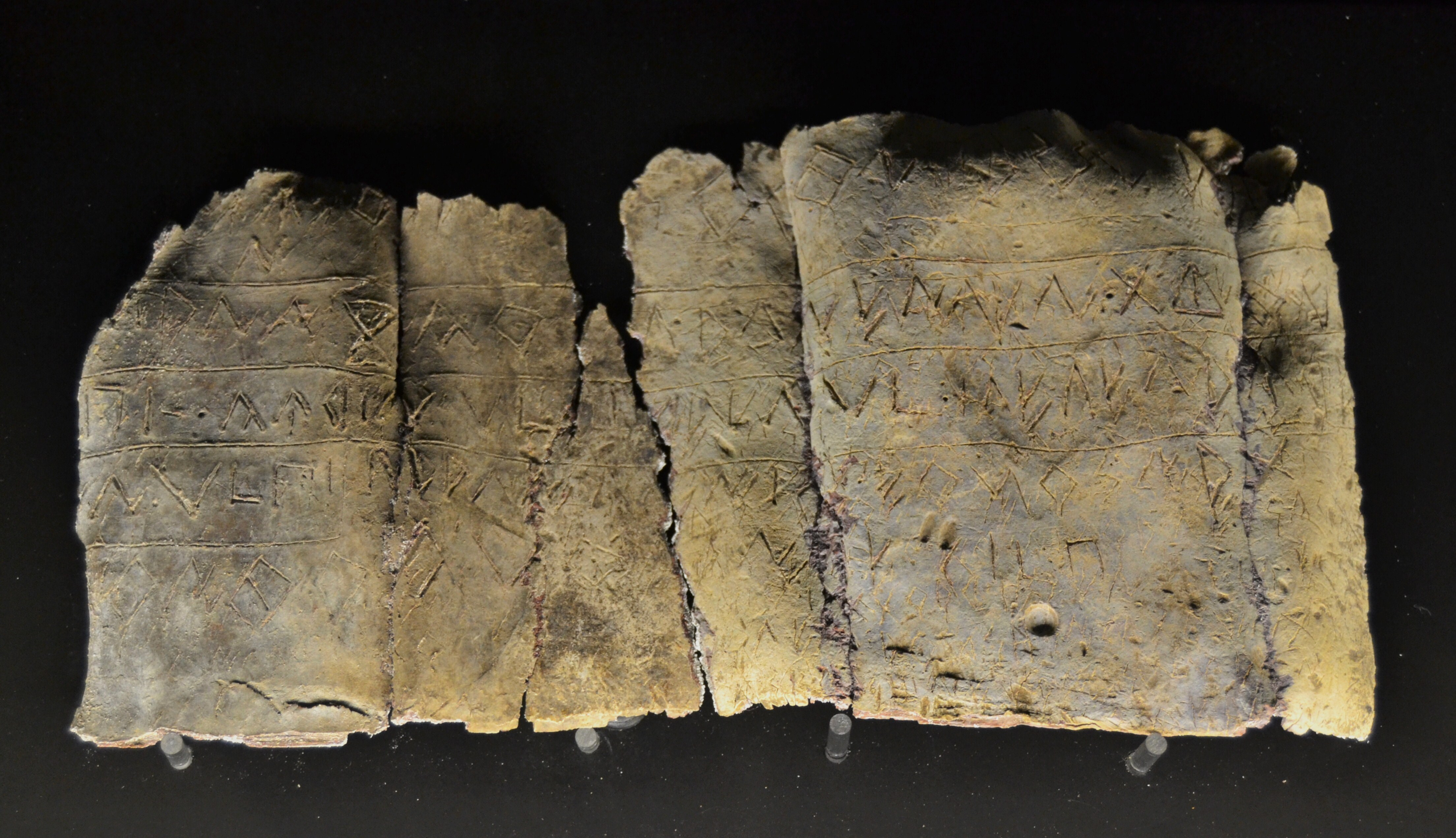
Plomo con escritura ibérica procedente del Pico de los Ajos.

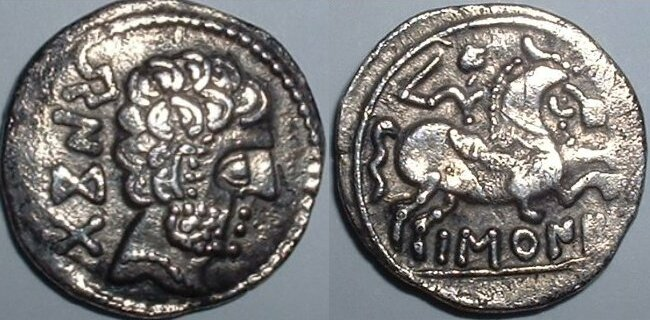
Moneda ibérica de Barscunes.

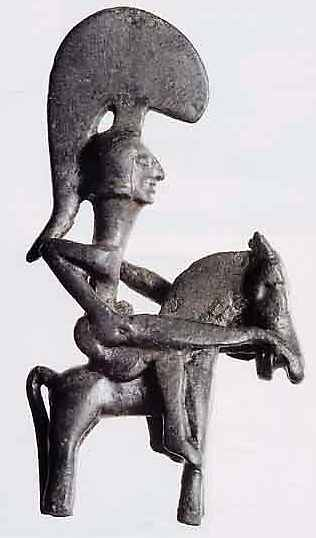
Guerrero de Mogente, bronce íbero del o.
Con los infantes está mezclada también la caballería, siendo los caballos adiestrados en subir sierras y arrodillarse con facilidad, cuando esto hace falta y se les manda. Produce la Iberia muchos corzos y caballos salvajes. ... los caballos de Celtiberia siendo grises cambian tal color si se los lleva a la Hispania exterior. Dice que son parecidos a los de la Parthia, siendo más veloces y de mejor carrera que los demás.
La importancia del caballo en toda la península ibérica, pero particularmente en la zona íbera, no solo se limitó a su uso en la guerra y como factor de prestigio social, sino que se expresó en el "culto equino" y en su utilización frecuente en todas las manifestaciones artísticas, especialmente en la escultura y la numismática. La historiografía tradicional llegó a darle un valor de permanencia en el carácter histórico español: Cástor, o el dios hípico de los españoles, debió de ser el tutelar para la serie de ejercicios de guerra, de justa o juego parecido a ella, de caza, y acaso otros que nos son desconocidos. Por eso su imagen debió prodigarse en monedas, fíbulas y juguetillos para estimular el ardor de la juventud valerosa, educada en tales prácticas que acaso desde la antigüedad constituyeran, si no en la forma, en el espíritu, lo que luego en la sociedad hispanoarábiga se denominó el arte de la jineta (José Ramón Mélida El jinete ibérico, 1900).

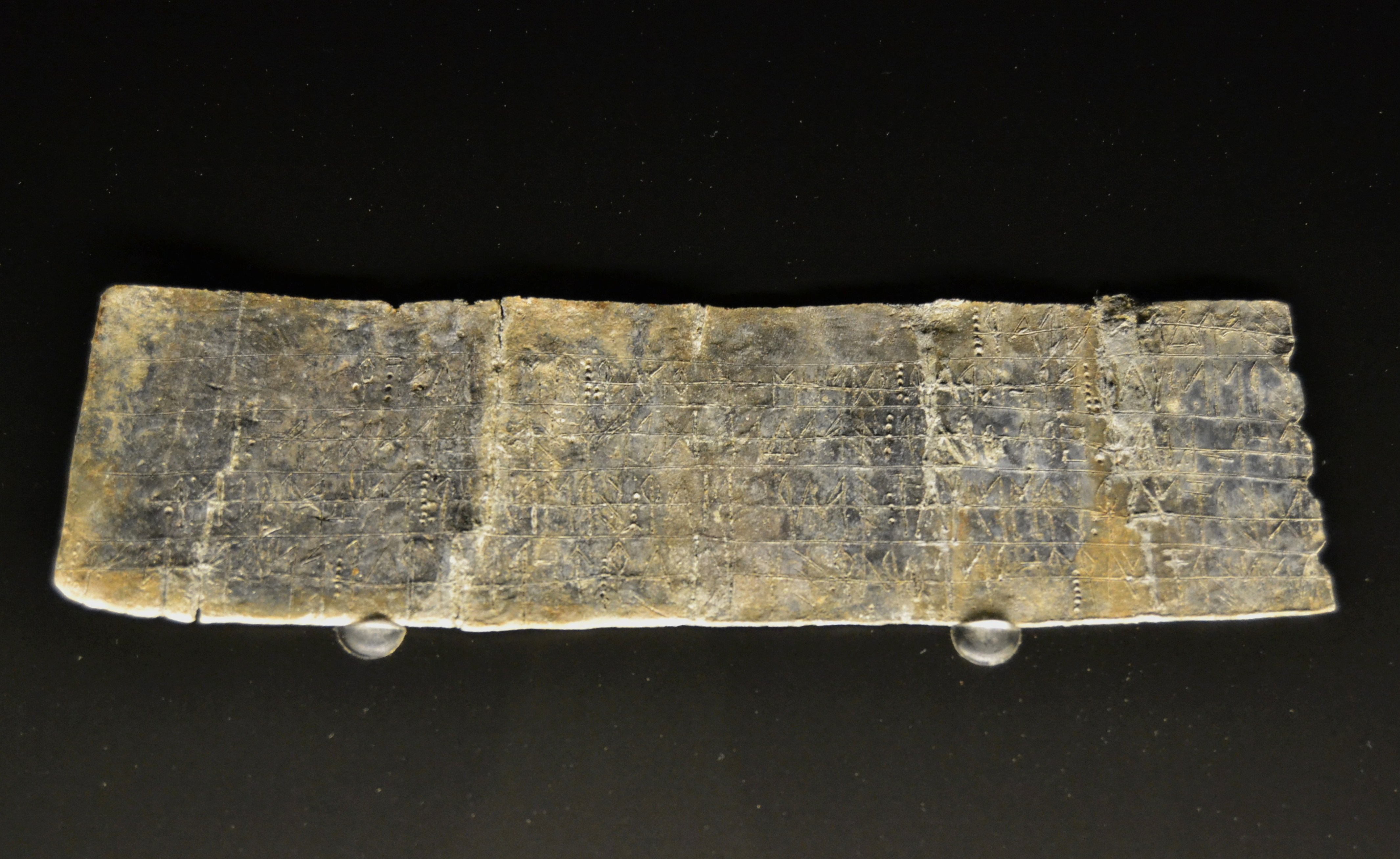
Plomo I de la Bastida de les Alcusses.

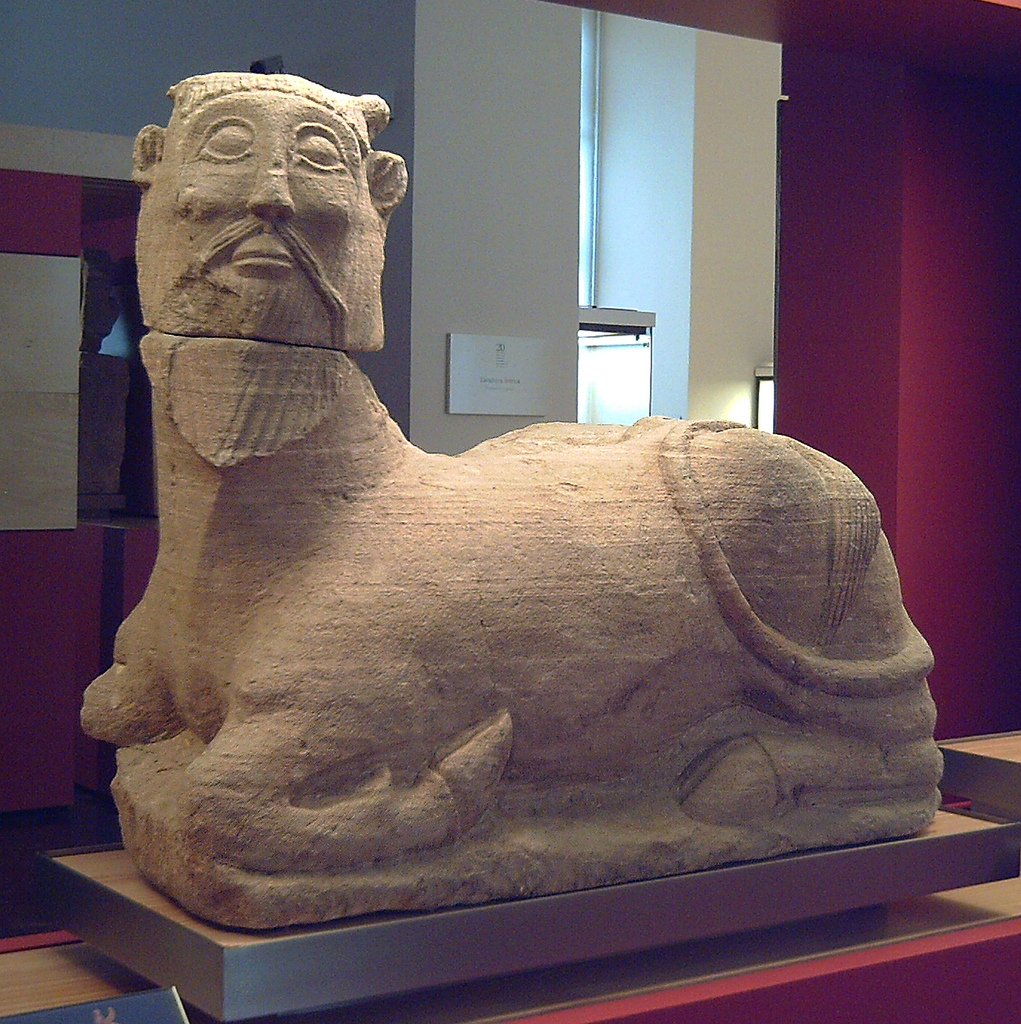
Bicha de Balazote, escultura íbera, segunda mitad del siglo VI a. C.

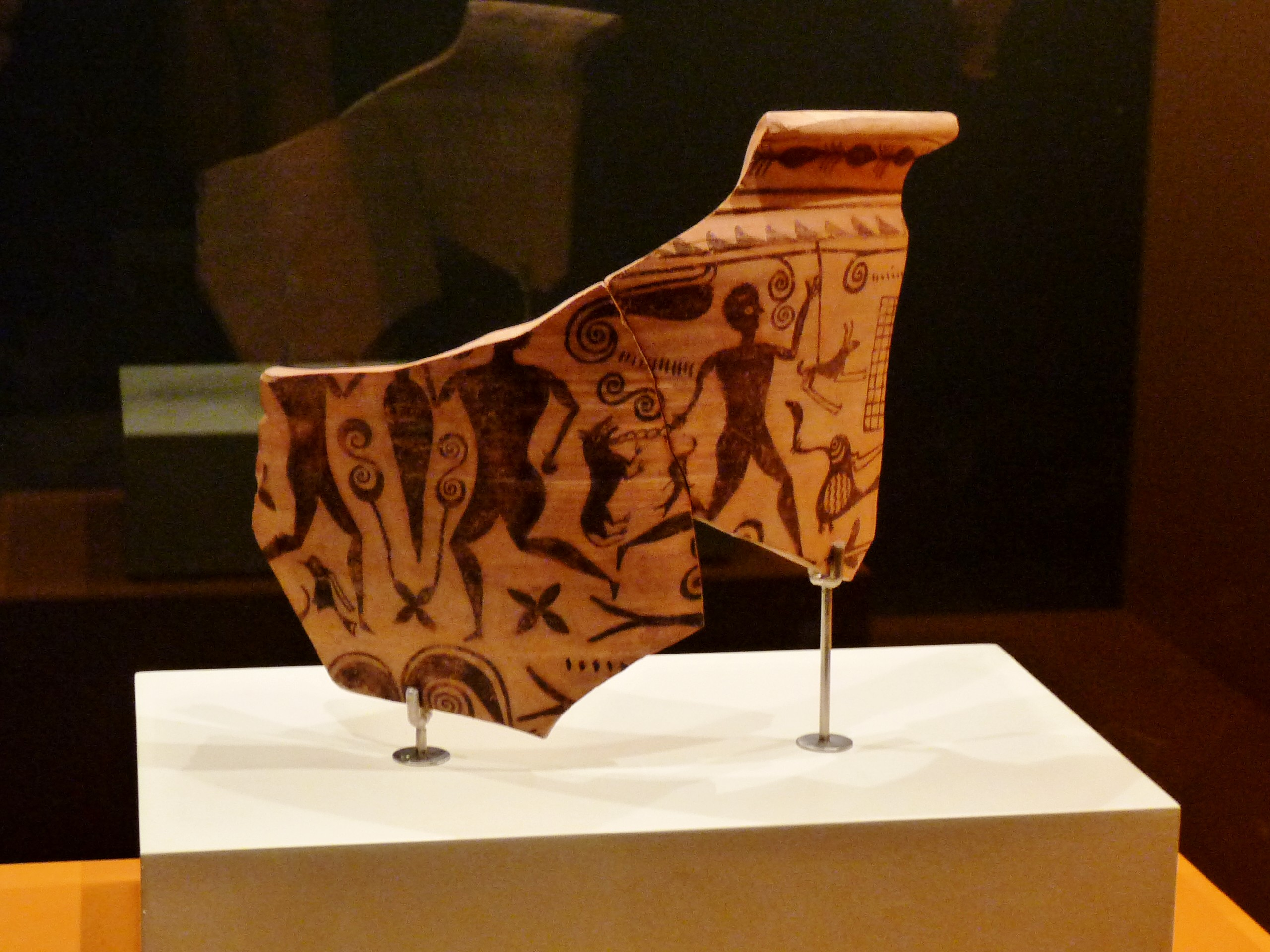
Fragmento de un kalathos ibérico procedente de El Castelillo (Alloza).

El área de los pueblos denominados íberos fue el este y sur peninsular, junto a los valles del Ebro y Guadalquivir; caracterizada por la mayor influencia de los pueblos colonizadores, lo que se ha denominado "proceso de iberización". Mantenían una explotación agropecuaria con base cerealista, que en algunas zonas se diversificaba con el olivo y que incluso incluía la irrigación. La minería era la base de una metalurgia del bronce, el hierro y los metales preciosos, muy demandada por los pueblos colonizadores. El desarrollo comercial de los excedentes, que incluyó el uso de la moneda, estimuló la jerarquización social y la formación de una élite guerrera aristocrática, que demandaba productos de lujo de importación para consolidar su prestigio. Localmente, se desarrollaron programas artísticos de cierta sofisticación, y se usaron alfabetos de origen fenicio o griego para la escritura de algunos textos. Los núcleos de población más importantes, verdaderas ciudades, localizadas en eminencias naturales, se amurallaron (la tipología que los romanos llamaron oppidum), como Asido (Medina Sidonia), Astigi (Écija), Sisapo (junto a las minas de Almadén), Castulo (Linares), Basti (Baza), Illici (Elche), Saiti (Játiva), Arse (Sagunto), Edeta (Liria), Castellet de Banyoles, Ullastret, Ilerda (Lérida), Castellar de Santisteban, Castellar de Meca o el Cerro de los Santos.
La descripción que Plinio el Viejo hace de la costa hispana, o la que Estrabón hace de la Turdetania, son elogiosísimas, inaugurando un verdadero género literario (las Laudes Baeticae o Laudes Hispaniae):

Inmediatamente después de Italia, y exceptuando las fabulosas regiones de la India, debo colocar a Hispania, al menos todo su borde costero; es Hispania, en verdad, pobre en parte, pero allí donde es fértil produce en abundancia cereales, aceite, vino, caballos y metales de todo género, en lo cual la Galia va a la par; pero Hispania la vence por el esparto de sus desiertos y por la piedra especular [lapis specularis], por la belleza de sus colorantes, por su ánimo para el trabajo, por sus fornidos esclavos, por la resistencia de sus hombres y por su vehemente corazón.

turdetanos y túrdulos ... tienen fama de ser los más cultos de los íberos. Poseen una "gramática" [alfabeto] y escritos de antigua memoria, poemas y leyes en verso, que ellos dicen de seis mil años. Los demás íberos también tienen también su "gramática", más esta ya no es uniforme, porque tampoco hablan todos la misma lengua...
Las orillas del Betis son las más pobladas ... Las tierras están cultivadas con gran esmero ... la región presenta arboledas y plantaciones de todas clases admirablemente cuidadas ... La Turdetania es maravillosamente fértil; tiene toda clase de frutos y muy abundantes; la exportación duplica estos bienes, porque los frutos sobrantes se venden con facilidad a los numerosos barcos de comercio. Esto se halla favorecido por sus corrientes fluviales y sus obras, semejantes ... a ríos y, como tales, remontables desde la mar hasta ciudades de tierra adentro, ya por navíos grandes, ya por otros más pequeños. Toda la tierra que se extiende tras la costa entre las Columnas [las de Hércules, el Estrecho de Gibraltar] y el Cabo Sagrado es llana. Ábrense en ella frecuentes escotaduras semejantes a hondonadas de regular tamaño, o a valles fluviales, por las que el mar penetra tierra adentro hasta muchos estadios de distancia; las aguas, ascendentes de la pleamar invádelas de tal modo, que los barcos entonces pueden subir por ellas como si lo hiciesen por un río, y hasta más fácilmente; en efecto, su navegación se parece a la fluvial, libre de obstáculos, ya que el movimiento ascendente de la pleamar la favorece como lo haría el fluir de un río... las naves, en algunos casos, puedan remontar sus aguas hasta ochocientos estadios tierra adentro [150 km, sólo puede referirse al Betis –Guadalquivir– y al Anas –Guadiana–]. ... A tanta riqueza como tiene esta comarca se añade la abundancia de minerales. Ello constituye un motivo de admiración; pues si bien toda la tierra de los íberos está llena de ellos, no todas las regiones son a la vez tan fértiles y ricas ... y raro es también que en una pequeña región se halle toda clase de metales. ... Hasta ahora, ni el oro, ni la plata, ni el cobre, ni el hierro, se han hallado en ninguna parte de la tierra tan abundantes y excelentes.

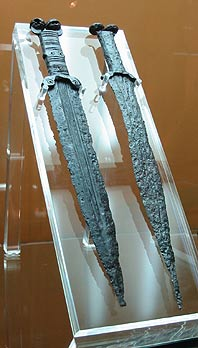
Espadas de antenas celtíberas.

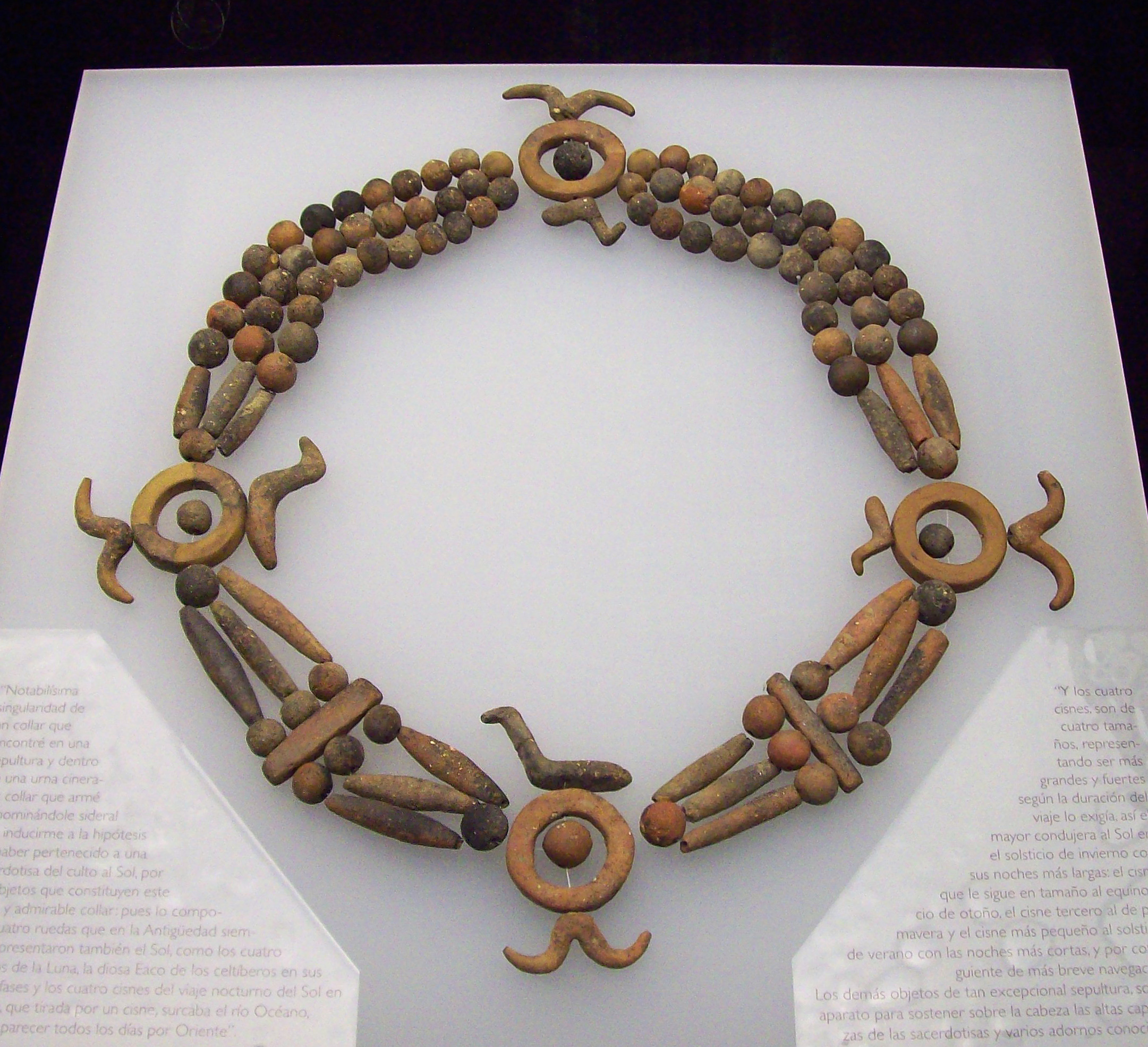
Collar de la sacerdotisa del sol, celtíbero, siglo IV a. C.

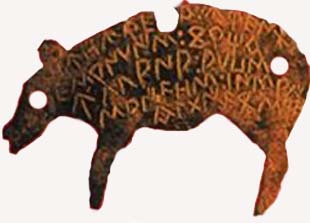
Tésera de hospitalidad celtíbera, procedente de Uxama Argaela.

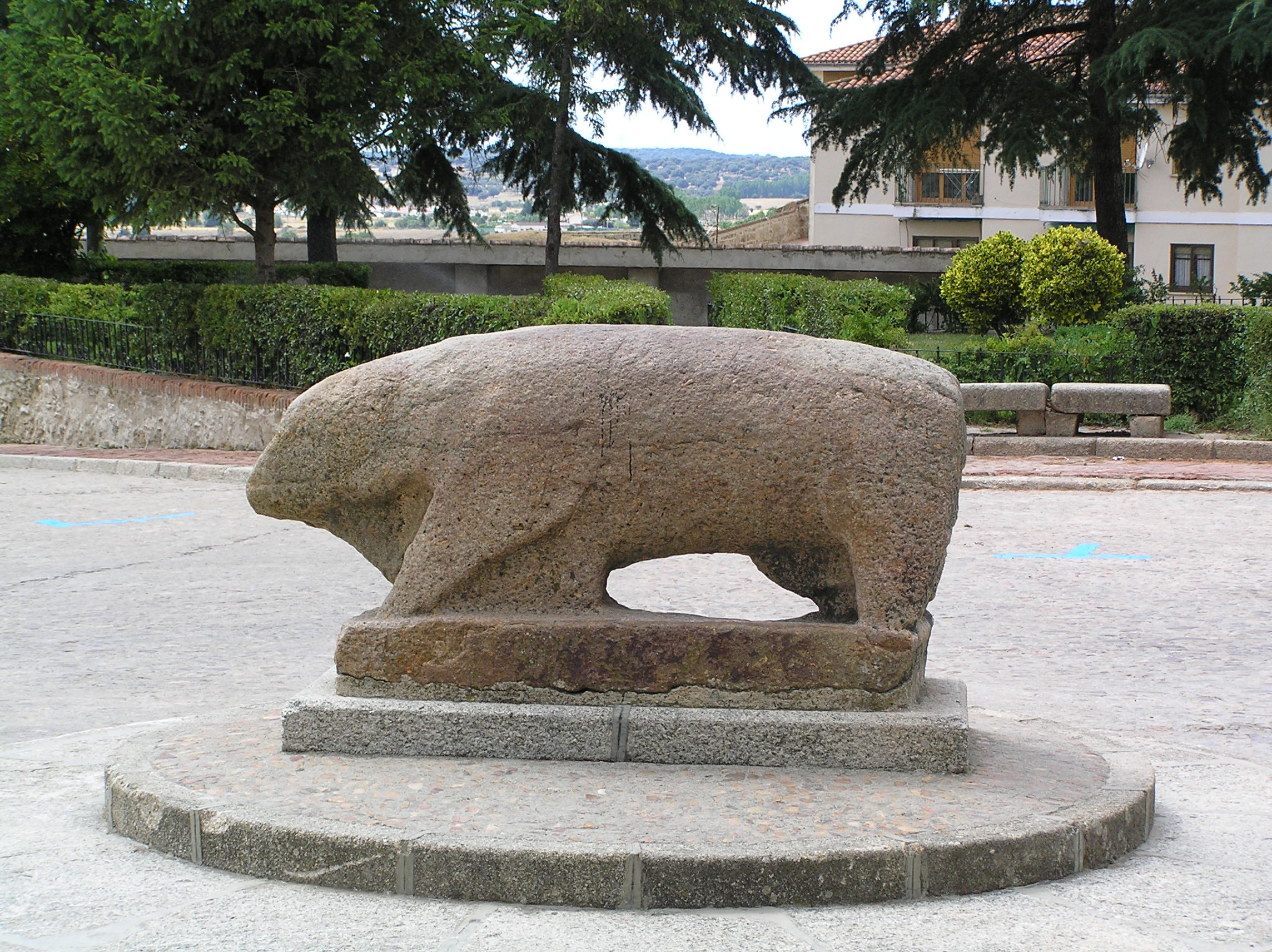
Verraco de piedra de Ciudad Rodrigo, monumento propio de los pueblos de la Meseta y el oeste peninsular (desde las zonas de lusitanos y vetones hasta los territorios limítrofes de vacceos, carpetanos, galaicos o astures).

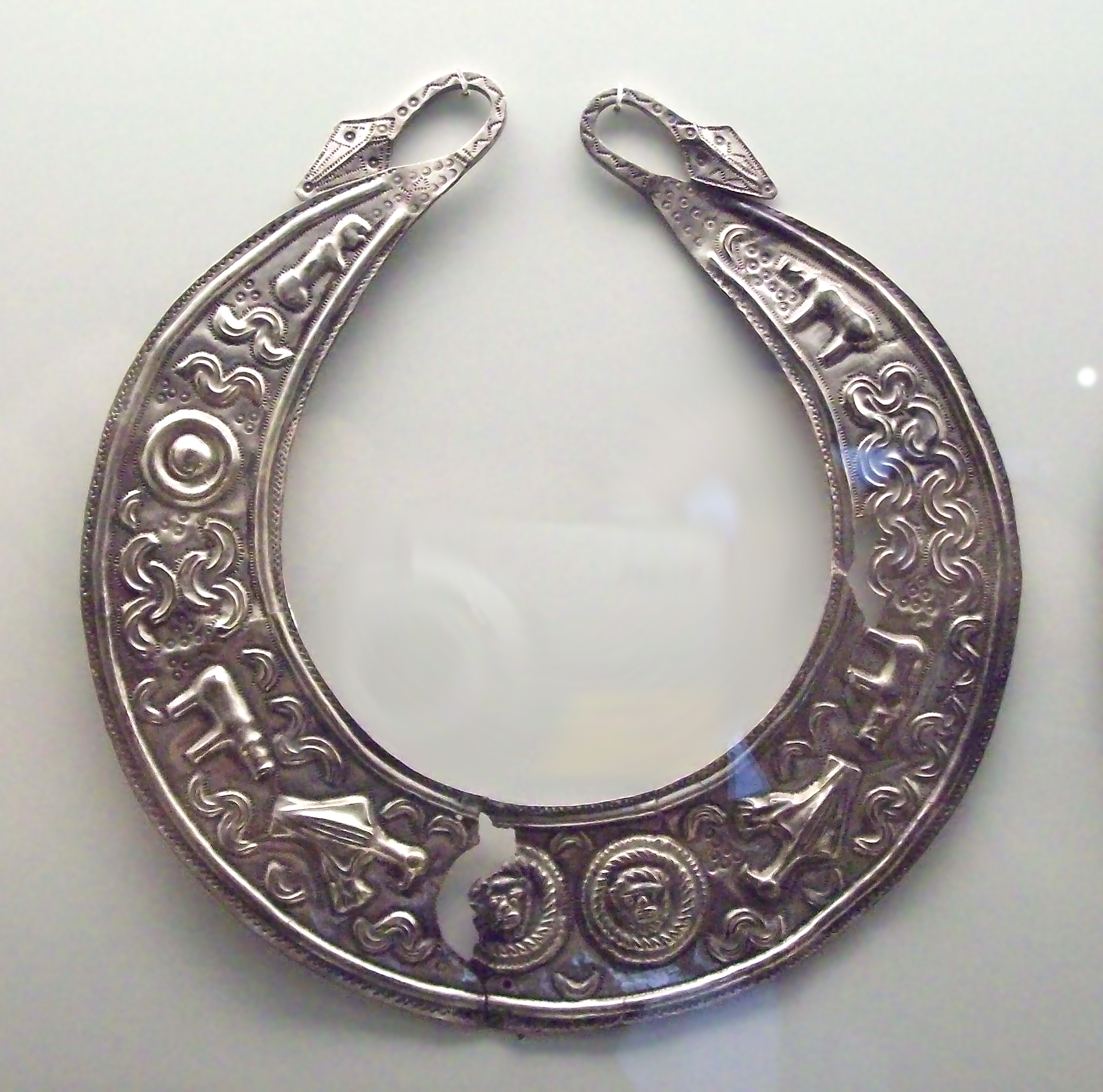
Lúnula lusitana de Chão de Lamas, siglo II a. C.

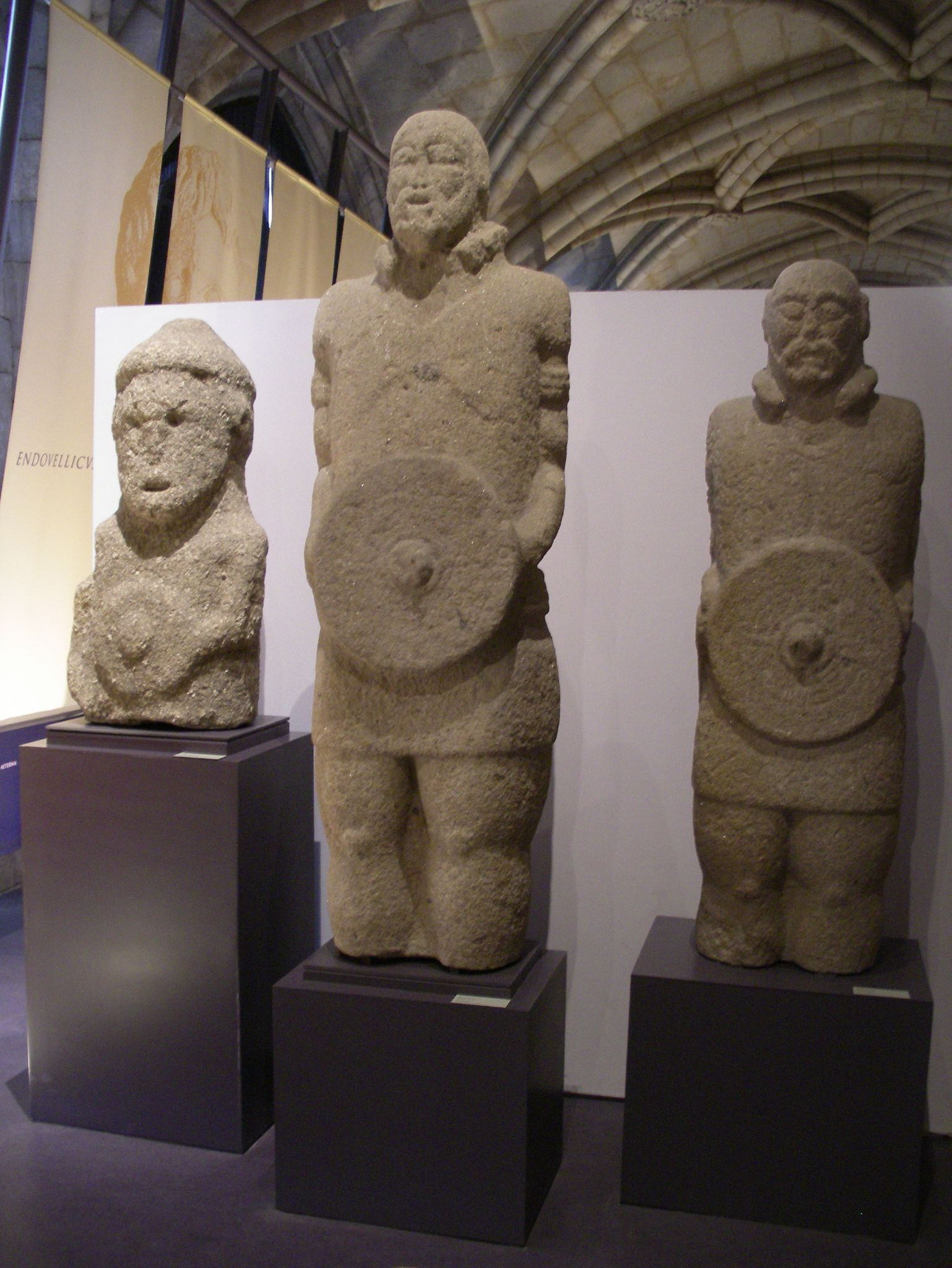
Estatuas de guerreros lusitanos, siglos al a. C.

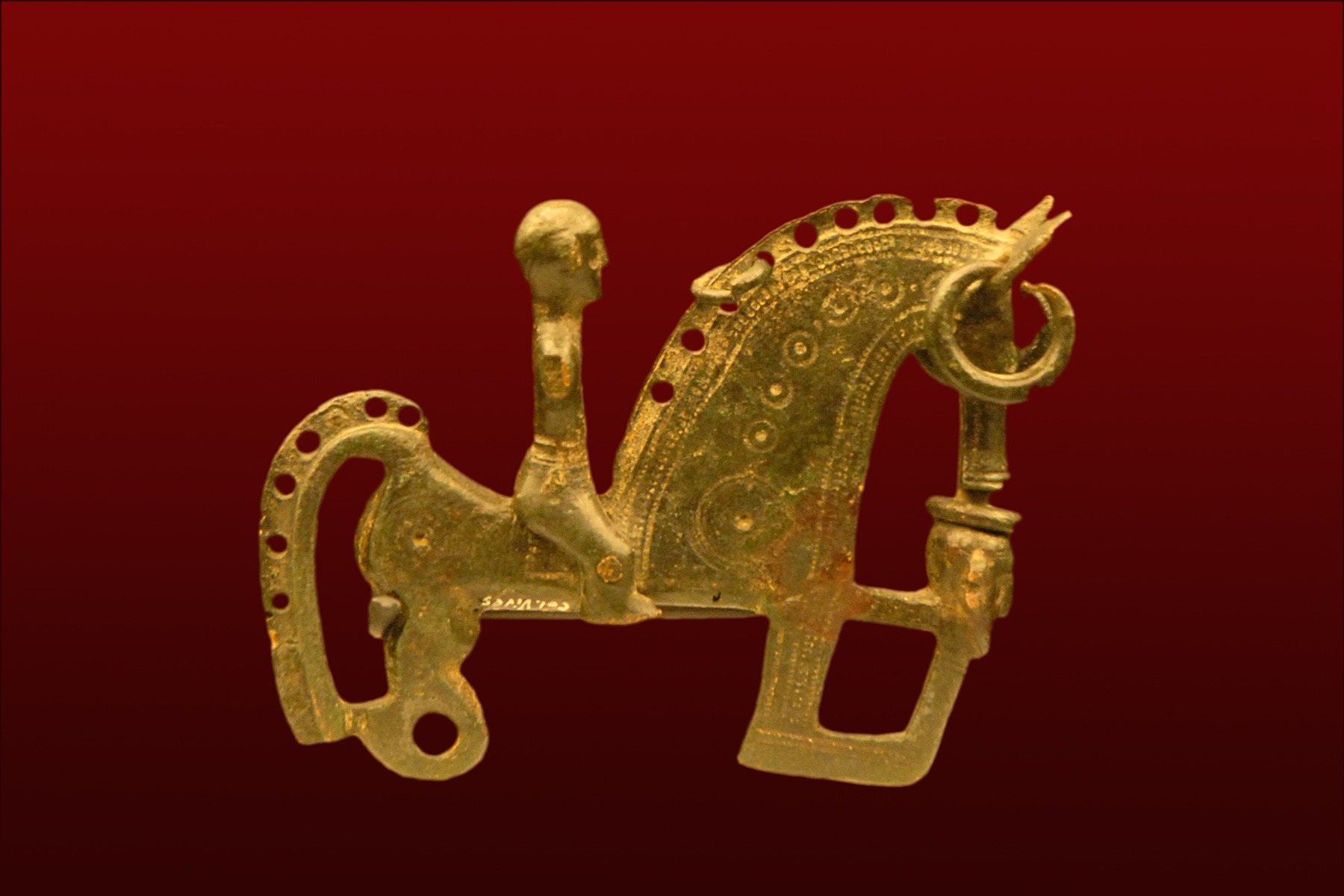
Fíbula procedente de la ciudad romana de Lancia (zona de los astures), datable en el siglo III o II a. C. Representa un jinete cuyo caballo porta la cabeza de un enemigo vencido.

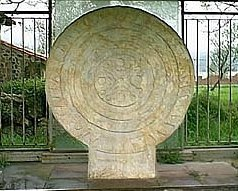
Estela de Barros, cántabra.

La Meseta, el oeste y el norte peninsular fue el área de un conjunto de pueblos de entorno cultural centroeuropeo que se denomina convencionalmente como "celtas", y de hecho están atestiguadas arqueológicamente varias penetraciones de población de origen centroeuropeo en la primera mitad del I milenio a. C., de un peso demográfico imposible de constatar, pero que se instalaron entre los pueblos indígenas (Cortes, Las Cogotas) y determinaron un proceso general de celtización; aunque los vascones y otros pueblos de ámbito lingüístico aquitano se interpretan como pervivencias del sustrato pre-indoeuropeo, cuya lengua evolucionó a lo largo del tiempo hasta el actual vasco.
El nivel de desarrollo cultural de este variado conjunto de pueblos era relativamente menor a los de la zona íbera; aunque con mucha disparidad entre ellos, encontrándose los denominados celtíberos en una zona de transición tanto cultural como geográfica, en torno al Sistema Ibérico, que los romanos llamaban Idubeda. Su economía era de predominio ganadero, con una agricultura relativamente menos desarrollada que en la zona íbera (con las notables excepciones de vacceos y carpetanos, en las estepas cerealistas de la meseta central), además de una limitada actividad comercial. Sus manufacturas textiles fueron apreciadas por los romanos, que en ocasiones pedían como tributo millares de prendas llamadas sago. Muchos de sus núcleos de población también respondían al concepto romano de oppidum (Aeminium –Coímbra–, Conimbriga, Egitania, Brigantia –Braganza–, Helmantica –Salamanca–, Toletum –Toledo–, Kombouto –Alcalá de Henares–, Arriaca –Guadalajara–, Segovia, Cauca –Coca–, Numancia, Segeda, Bilbilis –Calatayud–, Calagurris –Calahorra–); que en el cuadrante noroccidental de la península eran castrum de menor tamaño que definen la cultura castreña (Santa Tecla, Baroña, Coaña, Monte Cueto, Mesa de Miranda, El Raso, Ulaca, Cabeço das Fráguas). Algunos núcleos urbanos estaban ubicados con otros criterios, como Talabriga (Talavera, literalmente "ciudad del valle") o Pintia.

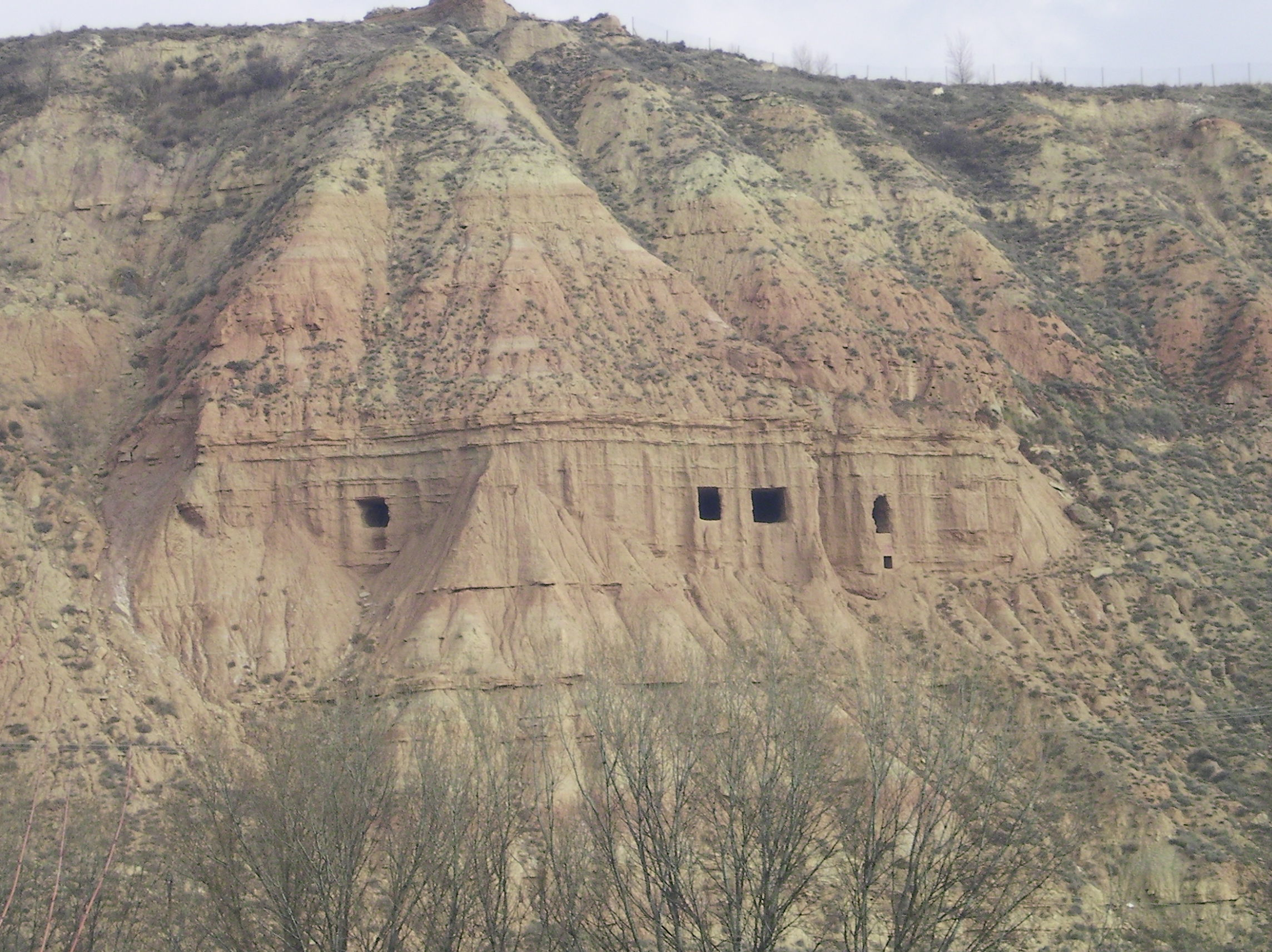
Ciudad de Cantabria.

Los Berones se encontraban en el Valle del Ebro preferentemente por la Rioja Alta, los Vascones por la Rioja Baja en el Ebro y en las cuencas bajas de sus afluentes, y los Pelendones en las zonas de sierra. Los principales asentamientos Berones fueron Vareia, capital de facto situada en los alrededores de Logroño, Oliva (actual Herramélluri), Tritium (actual Tricio). La principal ciudad vascona de las que se documentan en la Rioja fue Calagurris, la otra ciudad vascona fue Graccurris/Gracouri, localizada en las actuales eras de San Martín de Alfaro. Los Pelendones ocuparon entre otros el asentamiento de Contrebia Leucade, situado en la actual Aguilar del Río Alhama. La ciudad celtíbera de Cantabria es el nombre sui generis dado a un importante yacimiento protohistórico ubicado al sur del término o paraje denominado Cerro de Cantabria en Logroño.
Existían instituciones sociales de marcado origen indoeuropeo, como la devotio y el hospitium, que guardaban ciertos paralelismos con el comitatus germánico o la clientela romana. El ejercicio de la guerra era considerado una actividad virtuosa, y eran muy numerosos los mercenarios, circunstancia que las fuentes romanas atribuyen a la pobreza generalizada. Las fuentes romanas justificaron la necesidad de "pacificar", conquistándolos, a estos pueblos belicosos, por la incompatibilidad de su forma de vida con la "civilizada" de sus pacíficos vecinos ya romanizados, a los que saqueaban con periodicidad anual: todas las primaveras se repetían las incursiones de bandas de jóvenes en una especie de ritual de paso a la edad adulta (ver sacrum).
Entre sus rituales religiosos había formas de culto solar. La organización matrilineal de los linajes en los pueblos del norte, junto con costumbres como la covada —feminización del padre en el parto— —causaron extrañeza a los romanos, que las interpretaron como signos de un matriarcado que ha sido objeto de debate en la antropología moderna, aunque no parece que significara en ningún caso un predominio social o político de las mujeres inverso al patriarcado, el predominio de los varones –lo habitual en la mayoría de las culturas antiguas y modernas–, sino una separación de ámbitos en la vida doméstica y económica.

Ocurre que en Iberia hasta nuestros días se consideran sagradas las vacas y están protegidas.

Una práctica singular se da ... sobre todo entre los lusitanos. Los más pobres de fortuna de entre los que llegan a la flor de la edad y se distinguen por su fortaleza física y su audacia, provistos de su valor y sus armas, se reúnen en las dificultosas regiones montañosas y, organizándose en bandas considerables, efectúan correrías por Iberia y acumulan riqueza gracias al pillaje; y practican sin cesar este bandidaje, llenos de altivez; y dado que usan un armamento ligero y son extremadamente ágiles y rápidos, a los otros hombres les resulta muy difícil vencerlos. En suma, consideran que las zonas dificultosas y ásperas de las montañas constituyen su patria y se refugian en ellas, puesto que los ejércitos grandes y con armamento pesado tienen dificultades para atravesarlas.

Los celtíberos proporcionan para la guerra no sólo hábiles jinetes, sino también soldados de infantería, excelentes por su vigor y valor. Visten éstos ásperos mantos negros, cuya lana se parece a la piel de cabra. Algunos de los celtíberos van armados de escudos ligeros, como el de los galos. Otros llevan escudos de mimbre, tan grandes como un escudo griego y llevan grebas hechas de pelo. Sobre su cabeza portan yelmos de bronce adornados con penachos de púrpura. Sus espadas son de doble filo, de excelente fundición; llevan también dagas de un palmo de largas para las luchas cuerpo a cuerpo ... Entierran planchas de hierro y las dejan bajo el suelo hasta que, pasado el tiempo, la herrumbre devore lo más débil del hierro y quede sólo lo más sólido. De ello obtienen excelentes espadas y otras armas. El armamento así fabricado atraviesa todo lo que se le pone por delante. ... Son limpios y cuidadosos en su vida diaria, pero observan una práctica que es vulgar y muy sucia: bañan con orina su cuerpo y limpian sus dientes con el mismo producto, pensando que es muy sano para el cuerpo. Los celtíberos son crueles con sus enemigos y adversarios, pero con los extranjeros se comportan muy dulce y amablemente. Todos ruegan a los extranjeros que tengan a bien hospedarse en sus casas y rivalizan entre ellos en la hospitalidad. Aquellos a quienes prestan servicio los extranjeros gozan de gran predicamento y se les llama amados de los dioses. En cuanto a la comida, se alimentan de toda clase de carnes en gran abundancia. Como bebida utilizan vino mezclado con miel, ya que la región produce gran cantidad de este producto, aunque, en cuanto al vino, lo adquieren de los comerciantes que lo importan.

El más culto de los pueblos vecinos de los celtíberos es el de los vacceos. Cada año reparten los campos para cultivarlos y dan a cada uno una parte de los frutos obtenidos en común. A los labradores que contravienen la regla se les aplica la pena de muerte.
Diodoro Sículo, Bibliotheca Historica.

Las mujeres se ocupan de la tierra y la casa mientras que los hombres se dedicaban a la guerra y a las razzias.
Marco Juniano Justino, Historiarum Philippicarum.

Entre los cántabros es el hombre quien dota a la mujer y son las mujeres las que se preocupan de casar a sus hermanos. Esto constituye una especie de "ginecocracia", régimen que no es ciertamente civilizado. y cuando dan a luz sirven a sus maridos acostándolos a ellos en vez de acostarse ellas mismas en sus lechos.
Así viven estos montañeses que... son los que habitan en el lado septentrional de la Iberia, es decir, los galaicos, astures, y cántabros hasta los vascones y el Pirineo, todos los cuales tienen el mismo modo de vivir... son sobrios: no beben sino agua, duermen en el suelo y llevan cabellos largos al modo femenino, aunque para combatir se ciñen la frente con una banda. Comen principalmente carne de macho cabrío... Durante las tres cuartas partes del año los montañeses se nutren de bellotas que, secas y molidas, sirven para hacer pan, que puede guardarse durante mucho tiempo... En lugar de aceite usan manteca. Los hombres van vestidos de negro, llevando la mayoría el sagos, con el cual duermen en su lecho de paja. Usan vasos labrados en madera como los celtas. Las mujeres llevan vestidos con adornos florales... En lugar de moneda practican el intercambio de especies o pequeñas láminas recortadas, de plata... Antes de la expedición de Bruto no tenían más que barcas de cuero para navegar por los estuarios y lagunas del país; pero hoy usan ya de bajeles hechos de un tronco de árbol, aunque su uso aún es raro.

Los habitantes de las islas Casitérides [costa gallega] viven, por lo general, del producto de sus ganados, de un modo similar a los pueblos nómadas; poseen minas de estaño y plomo y los cambian, así como las pieles de sus animales, por cerámica, sal y utensilios de bronce que les llevan los comerciantes. Al principio este comercio era explotado únicamente por los fenicios desde Gadir, quienes ocultaban a los demás las rutas que conducían a estas islas. Un cierto navegante, al verse perseguido por los romanos, que pretendían conocer la ruta de estos emporios, encalló voluntariamente por celo nacional en un bajo fondo, donde sabía que habían de perseguirle los romanos. Habiendo logrado salvarse de este naufragio, le fueron indemnizadas por el Estado las mercancías que había perdido. Los romanos, sin embargo, tras numerosos intentos, acabaron por descubrir la ruta de estas islas, siendo Publio Licinio Craso quien pasó primero y conoció el escaso espesor de los filones y el carácter pacífico de sus habitantes.
Estrabón, Geographica.

## Colonizaciones históricas

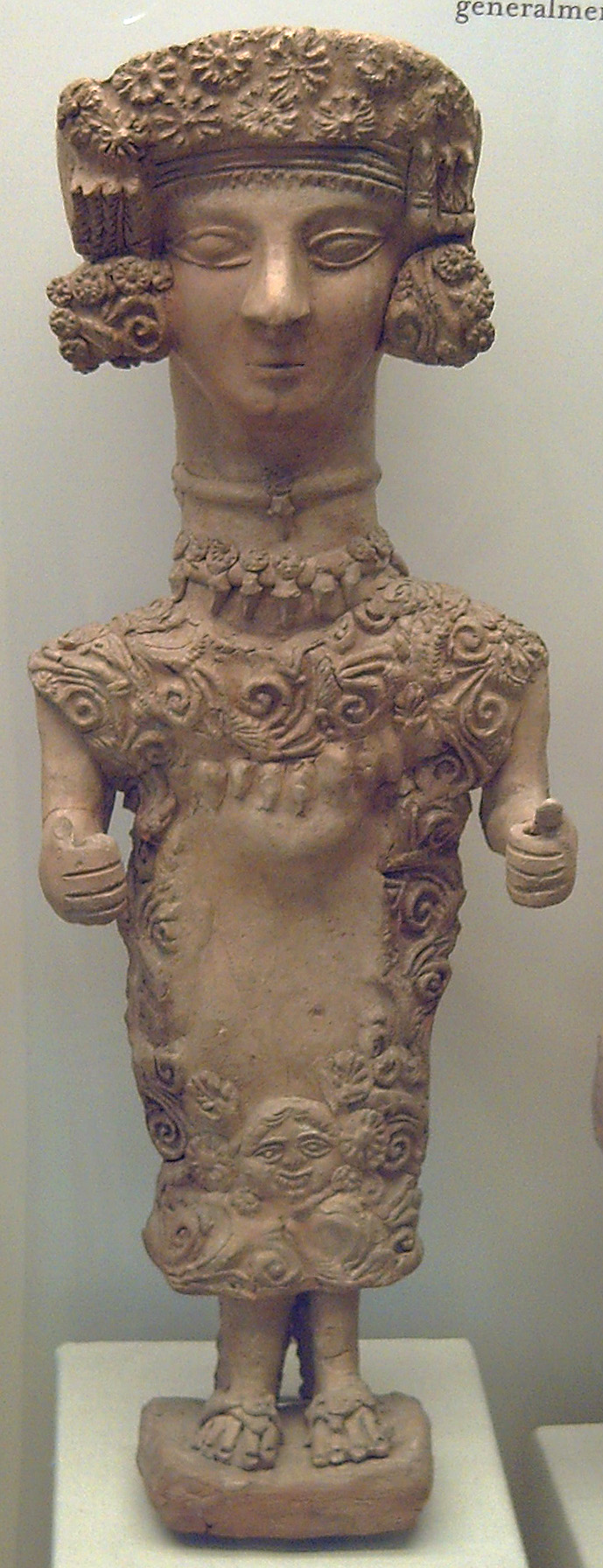
Dama de Ibiza representación de Tanit, una divinidad cartaginesa, hallada en la cueva santuario de Es Culleram, Ibiza, datada del siglo III a. C., época cartaginesa.

Desde los inicios del primer milenio a. C. se tienen escritos de textos históricos griegos y romanos sobre los habitantes de la península ibérica. Gracias a esos textos se conoce que a la península ibérica entraron inmigrantes indoeuropeos y comerciantes mediterráneos. En las regiones meridionales se desarrolló el reino de Tartessos.
Las expresión "colonizaciones históricas" se debe a su oposición conceptual a las colonizaciones prehistóricas, los contactos que necesariamente se dieron desde el Neolítico y se intensificaron con el desarrollo de la navegación en la Edad de los Metales, explicando la difusión de la cerámica cardial, el megalitismo o culturas locales como la de Los Millares o la de El Argar. Las civilizaciones antiguas del Mediterráneo oriental, ya históricas, en su última fase de expansión incrementaron notablemente los contactos con el Extremo Occidente a partir de finales del siglo II milenio a. C. y comienzos del siglo I milenio a. C. Griegos y fenicios habían alcanzado un grado de desarrollo cultural y técnico muy superior a los pueblos del Mediterráneo occidental, al tiempo que encontraban en ellos la satisfacción de su creciente demanda de materias primas cada vez más escasas y caras en las rutas ya establecidas (metales como la plata, el oro, el cobre y el estaño –tanto el peninsular como el procedente de las islas británicas–), lo que estimulaba a aventurarse cada vez más al oeste.
Dentro del Mediterráneo occidental la zona de mayor interés en cuanto a la obtención de metales era el sur de la península ibérica, tanto por sus minas (zonas de Murcia, Almería, Sierra Morena o Huelva) como por su posición de encrucijada y salida de las rutas atlánticas, especialmente hacia el norte, hacia Galicia y las islas británicas, a través del Estrecho de Gibraltar. Esta ruta, a través de escalas estratégicas, fue monopolizada por los fenicios; mientras que los griegos se instalaron sobre todo en la orilla norte del Mediterráneo, conectada con el norte de Europa vía terrestre a través de las Galias, además de su presencia en Sicilia y la península itálica, en contacto con los etruscos, puede considerarse que tartésicos y etruscos cumplían una función similar, cada uno en su contexto con griegos y fenicios respectivamente.
Si hubo contactos fenicios con el extremo más occidental del Mediterráneo a fines del II milenio debieron de ser poco activos y se llevarían a cabo más bien en las formas de simples prospecciones; el comercio y su actividad colonial concebida como una organización sólidamente constituida es algo que se habrá de situar a partir de inicios del I milenio y no con anterioridad. Iniciaría sus primeros contactos en ámbitos sicilianos y del Norte de África para desde allí llegar a alcanzar las costas meridionales de la península ibérica.
Según Boardman[cita requerida] hay 3 fases dentro de la colonización tanto fenicia como griega:
1. Fines del II milenio: Más que actividad colonial se llevan a cabo meras prospecciones atestiguadas a través de las fuentes.
2. Siglos VIII-VI a. C.: Se caracteriza por el predominio del comercio griego en el Mediterráneo pese a la coexistencia de la actividad comercial fenicia.
3. Desde fines del VI a. C.: Control púnico de las rutas del Sur peninsular que impediría al comercio griego desarrollarse sobre dicho ámbito.

Desde finales del siglo XI a. C. hasta finales del siglo VI a. C., pueblos indoeuropeos entraron en la península ibérica por los Pirineos en busca de tierras donde poder asentarse. Procedían de Centroeuropa con el sustrato lingüístico del indoeuropeo. Se establecieron principalmente en Cataluña y en la Meseta Central. Desde ahí se expandieron hacia el norte y el oeste. Los pueblos indoeuropeos conocían el hierro, su economía se basaba en la agricultura y la ganadería, y algunos practicaban rituales funerarios que consistían en incinerar al cadáver, depositar las cenizas en urnas y enterrarlas en los denominados campos de urnas.
El sur de la Península era rica en cobre, oro y plata, y estaba estratégicamente situada en la ruta del estaño. El sur fue escogido y habitado por cartagineses, fenicios y griegos, para fundar establecimientos comerciales. A finales del segundo milenio a. C., los fenicios fundaron sus primeras colonias en el sur de la Península, entre las que destaca Gadir.
Durante esta última etapa el control púnico se efectuaría desde el Norte de África, desde Cartago, más que desde las metrópolis fenicas más orientales. Por otra parte la actividad comercial o colonial va a estar condicionada por la propia situación política existente en el Mediterráneo, así pues entre el VIII y el VI se da un cierto predominio de la actividad griega. Sin embargo a partir de fines del VI la situación política cambia radicalmente y es cuando se produce una ruptura de relaciones entre griegos y etruscos como consecuencia de lo que, por parte griega, se llevaría a cabo la fundación de Massalia en las bocas del Ródano.
Los griegos desembocaron en la península ibérica hacia el siglo VII a. C., aunque sus actividades estuvieron bien documentadas a partir del siglo VI a. C.. Los griegos fundaron enclaves coloniales, entre los que destaca Emporion y Mainake, desde donde establecieron contactos comerciales y culturales con pueblos indígenas vecinos.
Posteriormente llegaron los cartagineses, entre los siglos VI a. C. y V a. C., que continuaron la colonización, creando colonias como Ebusus y Villaricos. Cartago Nova fue el exponente más claro del poder cartaginés.
Los historiadores griegos dejaron en constancia la existencia del pueblo de Tartessos, cuya riqueza se basaba en la agricultura, la ganadería, la pesca, la explotación de las minas de cobre de Huelva y el control del estaño procedente de la ruta atlántica. No se han hallado restos de ciudades de los Tartesios, pero sí se han hallado tesoros de oro y plata, como el tesoro de Aliseda en Cáceres y el tesoro de El Carambolo en Sevilla. Hacia el siglo VI a. C. los Tartesios comenzaron a debilitarse, hasta desaparecer a consecuencia del dominio cartaginés, que intentó adueñarse del comercio, e impidió los intercambios por el estrecho de Gibraltar.
A través de Massalia (actual Marsella) por parte griega se controlará el comercio de metales proveniente de las islas británicas sin necesidad de atravesar territorio etrusco, coincidiendo con una intensificación del comercio fenicio sobre el sur peninsular y una ruptura de relaciones entre griegos, etruscos y fenicios, consiguiente a las caídas de las metrópolis tiria y focense en 572 y 546 a. C., que culminaría hacia el 535 a. C. en la batalla de Alalia, a partir de la cual se da un reparto de áreas de influencia comercial en el Mediterráneo más occidental. El ámbito más meridional de la península ibérica quedaría bajo control púnico mientras que la costa oriental quedaría como zona de influencia del comercio griego.

### Colonización fenicia

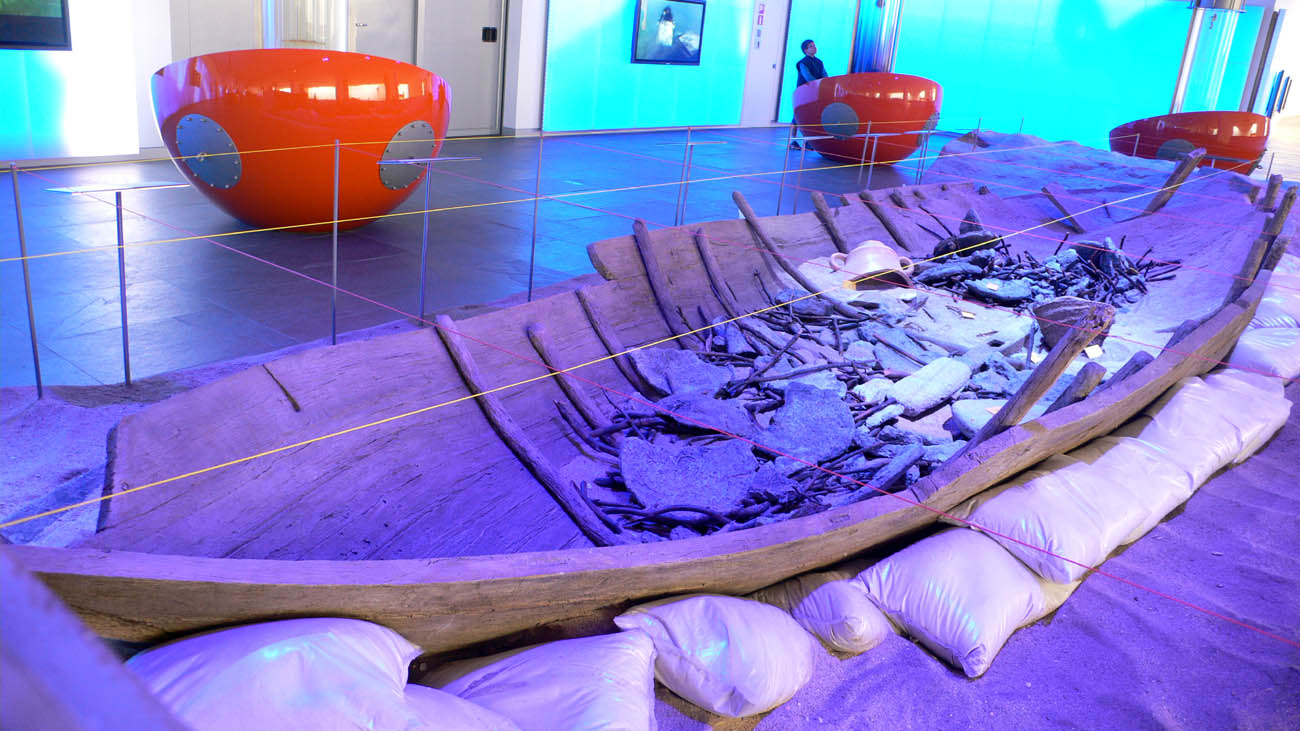
Reconstrucción de los restos de un barco fenicio del tipo hippos ("caballo", por la forma en que eran decorados), del siglo VII a. C., hallado en Mazarrón (Museo Nacional de Arqueología Subacuática –ARQUA–). Medía más de ocho metros y transportaba casi tres mil kg de mineral.

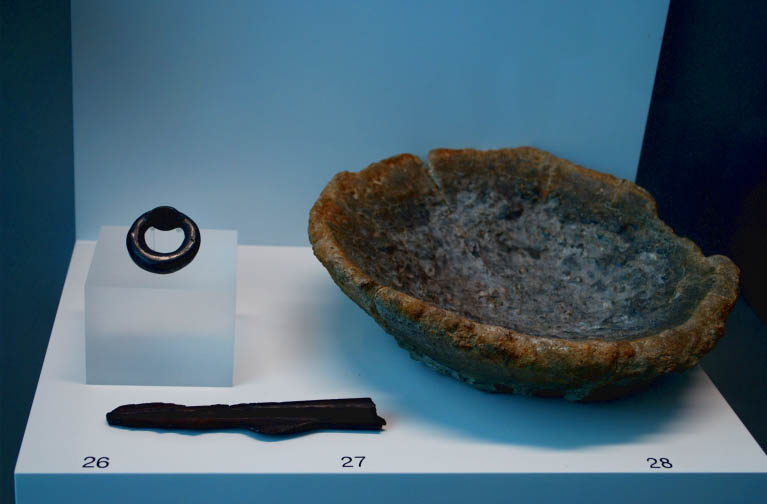
Parte del cargamento del barco fenicio de Mazarrón.

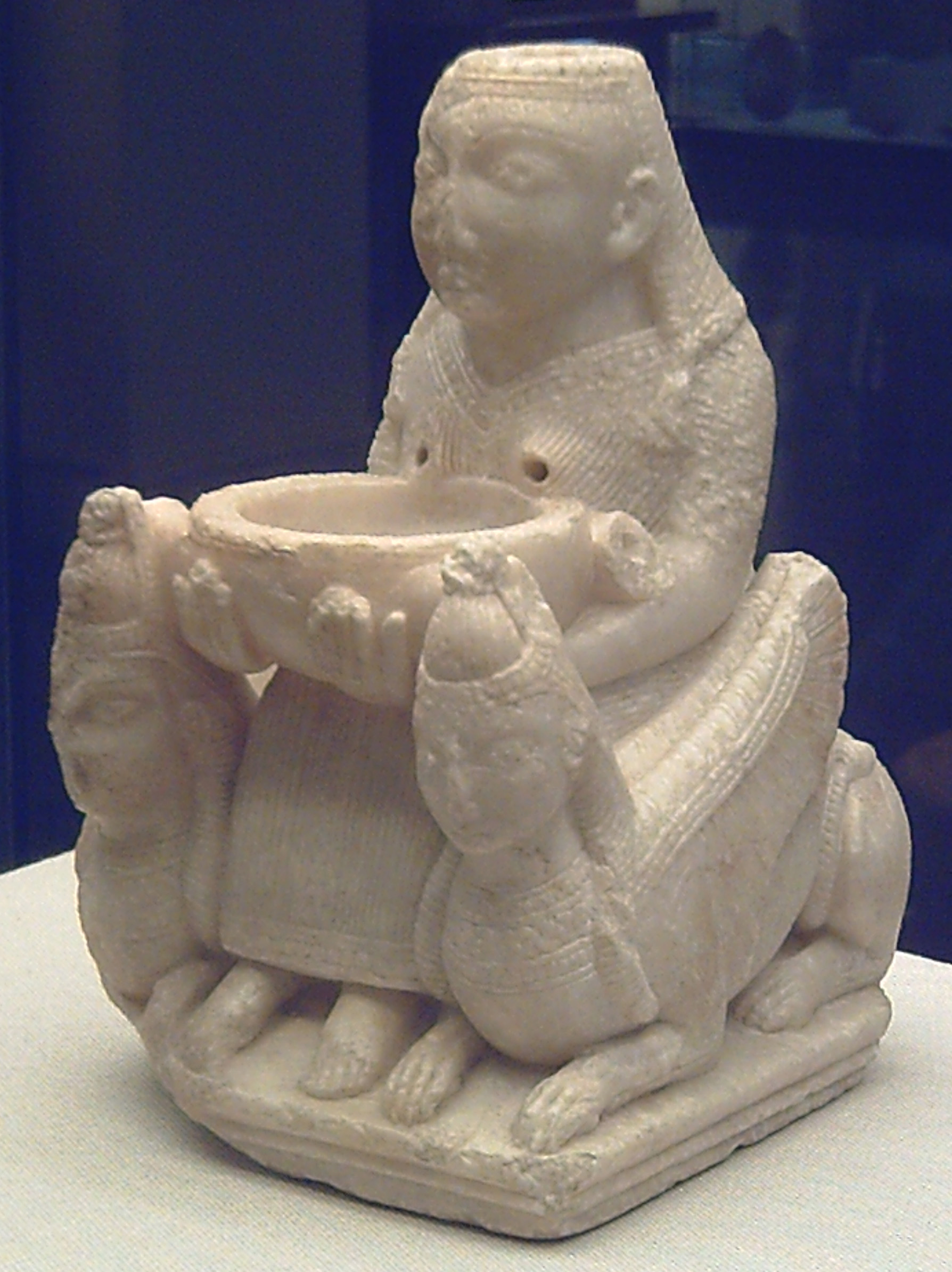
Dama de Galera, estatuilla fenicia del siglo VII a. C., procedente de la necrópolis ibérica de Tútugi, que representa a Astarté.

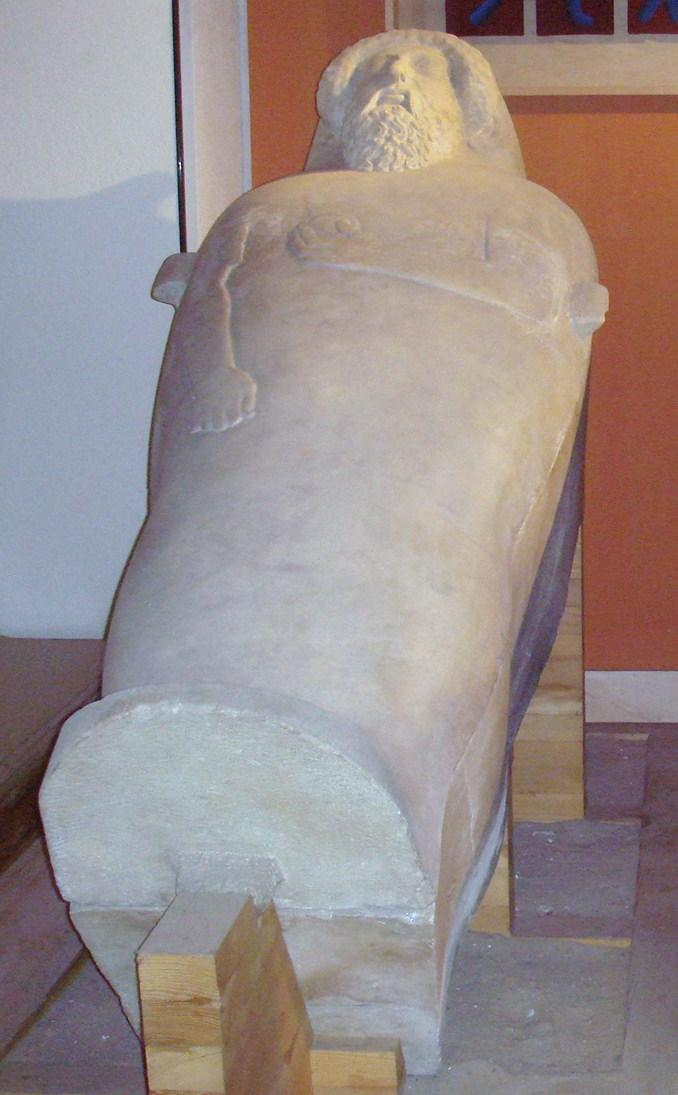
Sarcófago antropomorfo fenicio hallado en Cádiz.

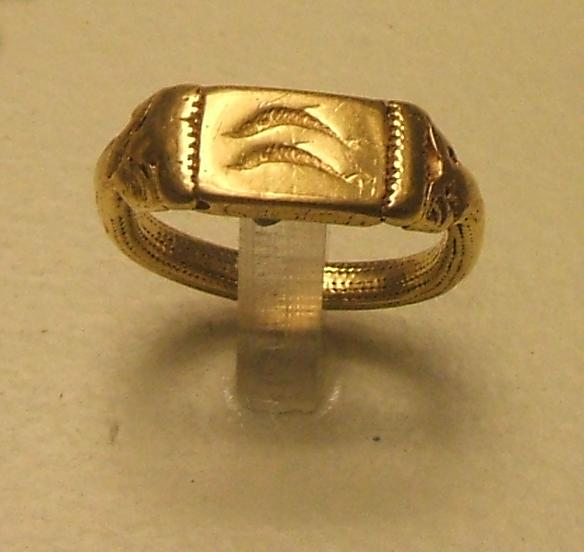
Anillo de oro fenicio procedente de Gadir, siglo VII a. C.

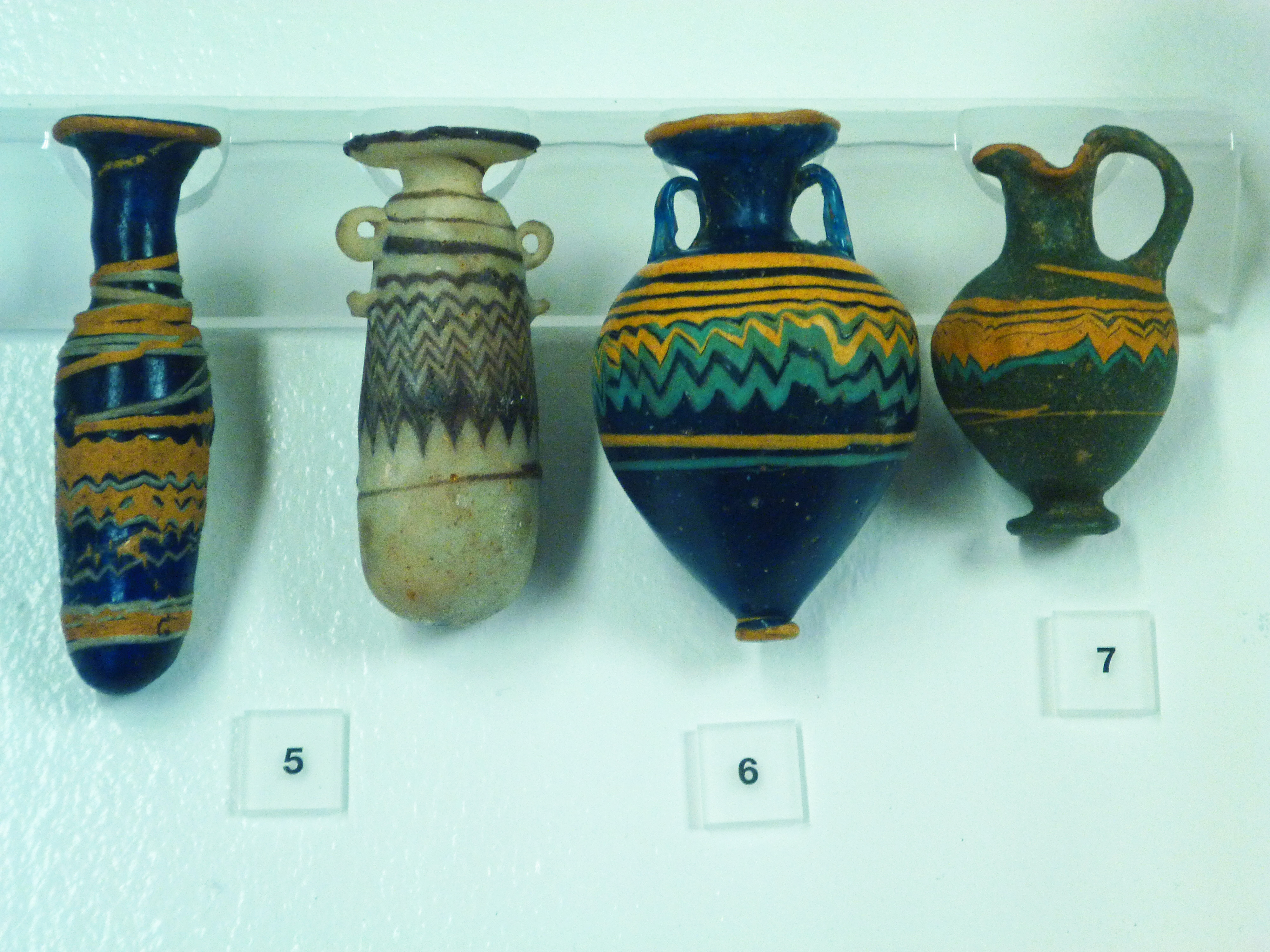
Vasijas de vidrio de tipología fenicia procedentes de Ampurias.

Según Veleyo Patérculo, la primera colonia fenicia fundada en la península ibérica sería Gadir (Cádiz), ochenta años después de la caída de Troya (lo que, según el cómputo común en su época, la situaría en el año 1104 a. C., antes incluso de la fundación de la propia Roma –753 a. C.–). Aunque tal datación responde a criterios míticos, lo cierto es que muy recientes excavaciones parecen indicar la existencia de estructuras urbanas, si no de semejante cronología, sí de al menos el siglo IX a. C.; las evidencias arqueológicas sitúan la fundación de Malaka (Málaga)  entre los siglos IX a. C. y VIII a. C. Además de Gadir y Malaka, y de la segura presencia fenicia en las ciudades tartésicas del entorno del Lacus Ligustinus, a lo largo del litoral sur peninsular hubo asentamientos fenicios, muchos de los cuales tendrían en una primera fase un carácter transitorio mientras que otros irían paulatinamente adquiriendo una importancia cada vez mayor hasta llegar a convertirse en destacables núcleos de población, como Abdera (Adra) y Sexi (Almuñécar). Junto a estas colonias, los fenicios utilizaron establecimientos de menor entidad, extendidos como bases portuarias para sus rutas de navegación y para la diversificación de los contactos con el interior; tanto en el litoral mediterráneo (Salambina -Salobreña-, los Toscanos, Trayamar, Cerro del Villar, Calpe –Gibraltar–, Carteia –San Roque–) como en el atlántico (Barbate, Rota, Onuba -Huelva-, Aljaraque, Ayamonte, Baesuris –Castromarín– Ossonoba –Faro–, Callipo –desembocadura del Sado–, Olissipo –Lisboa, desembocadura del Tajo–, Collipo –São Sebastião do Freixo–, Quinta do Amaraz, Leiría, Santa Olaia –desembocadura del Mondego–, Cale –Vila Nova de Gaia, desembocadura del Duero–) y en la costa norteafricana (Rusadir –Melilla–, Abila –Ceuta–, Lixus –Larache–).
Las excavaciones arqueológicas encuentran en ellos objetos datables entre los siglos VIII y VII a. C. y de tipología proveniente de ámbitos orientales del Mediterráneo y helénicos, lo que ha permitido constatar la existencia de todo un comercio de objetos helénicos llevado a cabo por el comercio fenicio o griego. La cerámica de barniz rojo, muy característica, que aparece solo en enclaves fenicios y nunca en griegos, tiene su origen en ámbitos del Mediterráneo oriental (Siria y Chipre), desde donde se importaría a través del comercio fenicio hasta la península ibérica. De notable interés resulta la necrópolis de Sexi, en donde se han hallado urnas de alabastro que testimonian rituales de incineración y todo tipo de objetos (marfiles, vasos de bronce) que prueban los profundos contactos con el Mediterráneo oriental. Tales objetos fueron importados en un primer momento y después producidos localmente por artesanos indígenas que imitaron sus modelos: orfebrería de oro y plata de los tesoros de Aliseda y del Carambolo, en el ámbito tartésico. Estas tesauraciones evidencian la extraordinaria riqueza en metales de la península. No obstante, en este periodo y ámbito los intercambios comerciales se realizaban con el sistema de trueque, sin intermediación de moneda; fueron los griegos los que introdujeron el comercio monetario en la península, produciéndose posteriormente acuñaciones íberas y cartaginesas.
La extensión de la actividad comercial fenicia alcanzó una considerable amplitud desde comienzos del siglo VIII y sobre todo en el VII a. C., coincidiendo con la expansión asiria en Oriente Próximo, que afectó a las ciudades fenicias al cerrarles los mercados orientales, con lo que se vieron forzadas a reorientarse a los occidentales. La colonización fenicia buscó nuevas fuentes de riqueza en la industria de la pesca (almadrabas de atún) y los salazones, introduciendo técnicas propias que alcanzaron gran desarrollo y alta rentabilidad, prestigiando los productos de la zona (lo que continuó en época cartaginesa y romana, siendo la base de las exportaciones –el aceite y el garum–). También debe atribuirse a los fenicios la introducción a gran escala de las salinas, estrechamente vinculadas a esta actividad. Se inició la producción de tipologías cerámicas que con anterioridad solo tenían una difusión muy localizada. No está claro si hubo cambios agrícolas que pudieran deberse a influencia fenicia, aunque tradicionalmente se les atribuye la introducción de olivo, posibilidad que también es compatible los datos paleoecológicos, lo que habría completado la trilogía mediterránea característica de buena parte de los paisajes agrarios peninsulares.

La evolución paleoecológica de la «dehesa» del Suroeste peninsular como elemento cultural ha llevado a diferenciar teóricamente cuatro fases desde su proceso de formación a la romanización. Dicho proceso se iniciaría en una Fase I, hacia el 4.000 a. C., cuando se documenta la asociación de Quercus [encina, alcornoque] y Vitis [vid], seguramente silvestre, pero aprovechada, en relación con los primeros poblados calcolíticos del Suroeste peninsular. A partir de la Fase II (2.500-1.600 a. C.) aumenta el Quercus y el Pinus [pino], dando lugar a la formación definitiva de la dehesa como resultado de una actividad antrópica que supone un largo proceso de aprendizaje y selección de especies. Este proceso cabe relacionarlo con el apogeo del Calcolítico y el inicio de la Edad del Bronce, momento al que corresponden los citados poblados de la Vega del Guadiana. La evolución prosigue en la Fase III (1.600-500 a. C), en la que se observa en algunas zonas una fuerte desforestación, que se ha explicado por la intensificación de la minería en áreas mineras, como Huelva, aunque en este período se documentan los primeros pólenes de Olea [olivo], que reflejan seguramente la introducción del olivo por la colonización fenicia a partir del siglo VIII a. C.
Aunque la evolución de la dehesa protohistórica no se conoce en Extremadura con detalle, cabe suponer que esta región sufriría un proceso similar con un aumento de la desforestación debida en parte a explotaciones mineras, aunque en áreas agrícolas como las Vegas del Guadiana, lo más lógico es suponer un proceso de creciente colonización agrícola, seguramente asociado a un hecho cultural tan destacado como la introducción del policultivo mediterráneo. Éste debe considerarse teóricamente introducido por influjo de la colonización fenicia y se atestigua indirectamente por la producción local de ánforas para almacenar y controlar la reserva de alimentos, tal como se evidencia en el palacio de Cancho Roano. Este proceso habría dado lugar, a partir del 500 a. C, a la Fase IV, que corresponde a la formación específica de la dehesa actual, proceso que debe considerarse en estrecha relación con la citada introducción del policultivo mediterráneo de olivo, vid y cereal en las Vegas del Guadiana, y que, con diversas alternativas, ha perdurado a través del mundo romano y medieval hasta la actualidad.

### Colonización griega

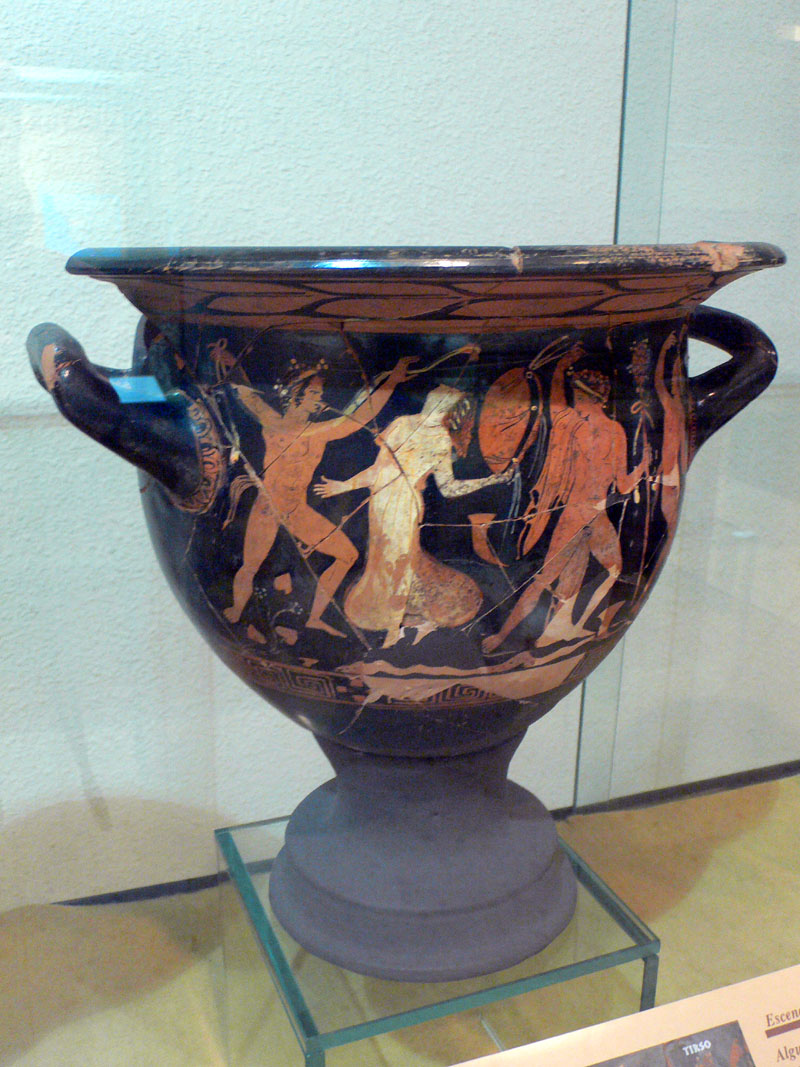
Crátera de cerámica de figuras rojas procedente de la necrópolis ibérica de Los Nietos (Cartagena).

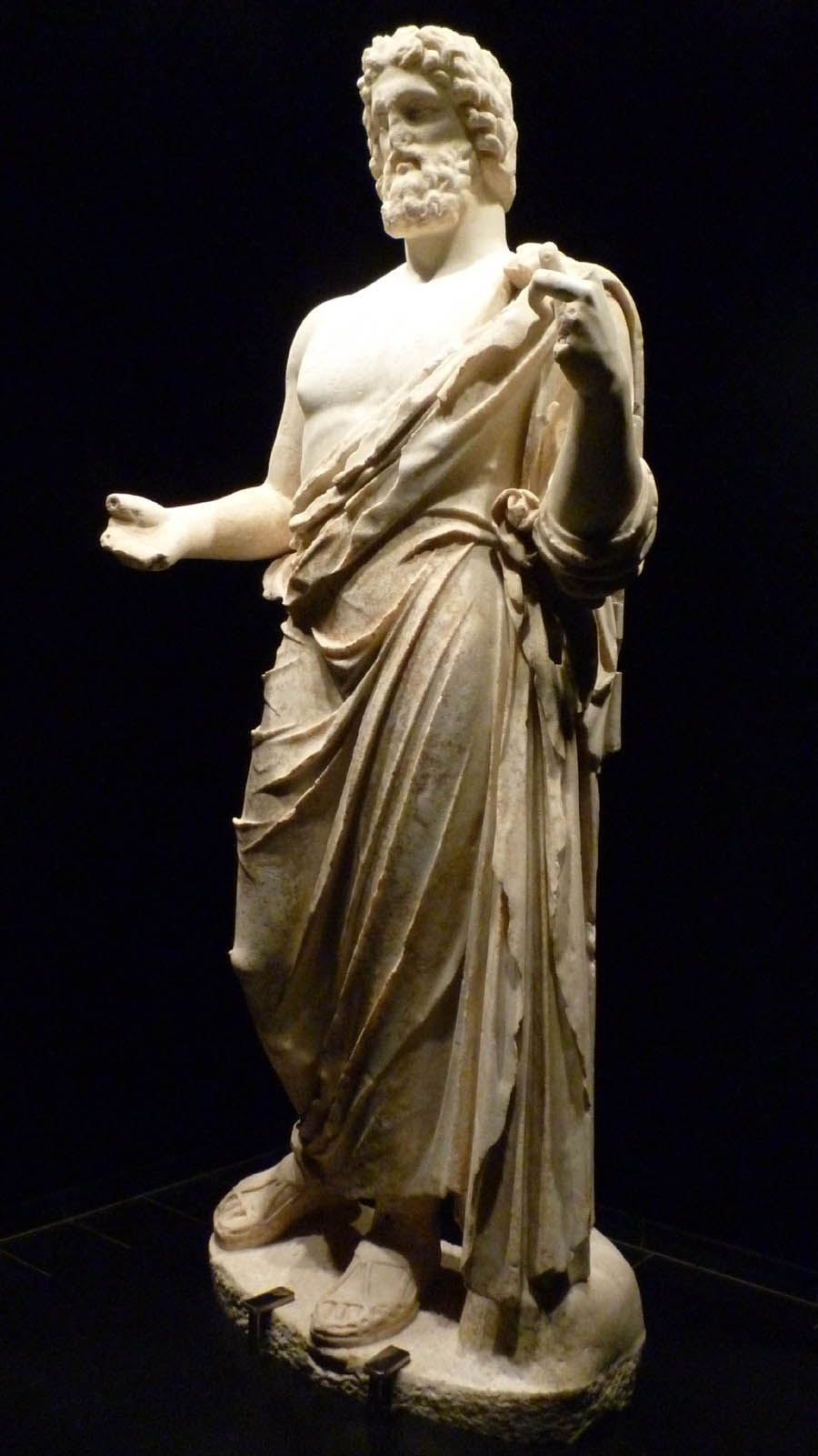
Estatua de Asklepios (Esculapio) en Ampurias. En el Asklepeion de Ampurias (templo de Esculapio) se halló otra versión, del siglo III a. C., hoy en el Museo Arqueológico de Barcelona.

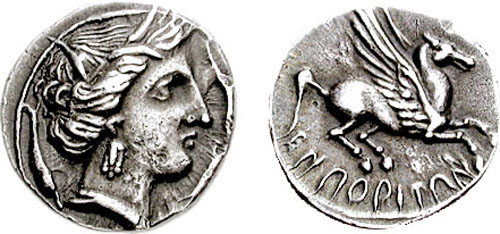
Moneda griega (dracma) acuñada en Ampurias.

La Grecia arcaica, aparte del interés en la búsqueda de metales, tenía un problema de superpoblación y escasez de tierras, por lo que también veía en la colonización una salida a parte de su población. Inicialmente las colonias griegas (las más cercanas a las metrópolis) tuvieron un marcado carácter agrícola y paulatinamente (así como las más alejadas) fueron esencialmente colonias comerciales.
La llegada a Tartessos de unos navegantes samios, y la posterior de otros foceos que fueron espléndidamente recibidos por Argantonio (primera mitad del siglo VI a. C.) se recoge en las fuentes clásicas, así como los nombres de un cierto número de colonias griegas presuntamente fundadas en la costa meridional española, como Mainake, pero cuya localización no ha podido establecerse (el Portus Menestheus atribuido a Menesteo, rey legendario de Atenas, podría identificarse con El Puerto de Santa María, pero su condición de colonia griega es discutible); solo están comprobadas arqueológicamente las de la costa oriental, como Hemeroskopeion (actual Denia) y Akra Leuke (Alicante).
Tras la batalla de Alalia (537 a. C.) los foceos debieron evacuar Córcega, y buscaron refugio en Massalia (la actual Marsella) y Emporion (la actual Ampurias), que había sido fundada con anterioridad (no está claro si a partir de Massalia o de las colonias griegas del sur peninsular). Las circunstancias de la fundación de la cercana Rhode (Rosas) no han podido establecerse con certeza.

Al otro lado del Súcron, yendo hacia las bocas del Iber, hállase Sagunton, fundación de los zakyntios... En sus cercanías están las ciudades de Cherrónesos, Oléastron y Kartalías. Luego, en el paso del Iber, la colonia Dertossa... Más al norte está Empóríon. Dicha ciudad es una fundación de los massaliotas... Aquí está, asimismo, Rhóde, pequeña factoría de los emporitanos, pero fundación, según algunos, de los rodios... Primeramente los empuritanos se establecieron en cierta islita cercana, que hoy llaman Palaiá Pólis; pero ahora viven ya en la tierra firme. La ciudad forma una dípolis, dividida por un muro, porque en sus comienzos algunos indigetes que vivían en su proximidad, con el fin de gozar con seguridad de su propia administración, quisieron tener un recinto separado del de los helenos, el cual fue doble, pasando de por medio. Mas con el tiempo formaron una sola ciudad, mezclándose leyes helenas con bárbaras, tal como acaece en otros muchos lugares.
Estrabón.

### Colonización cartaginesa

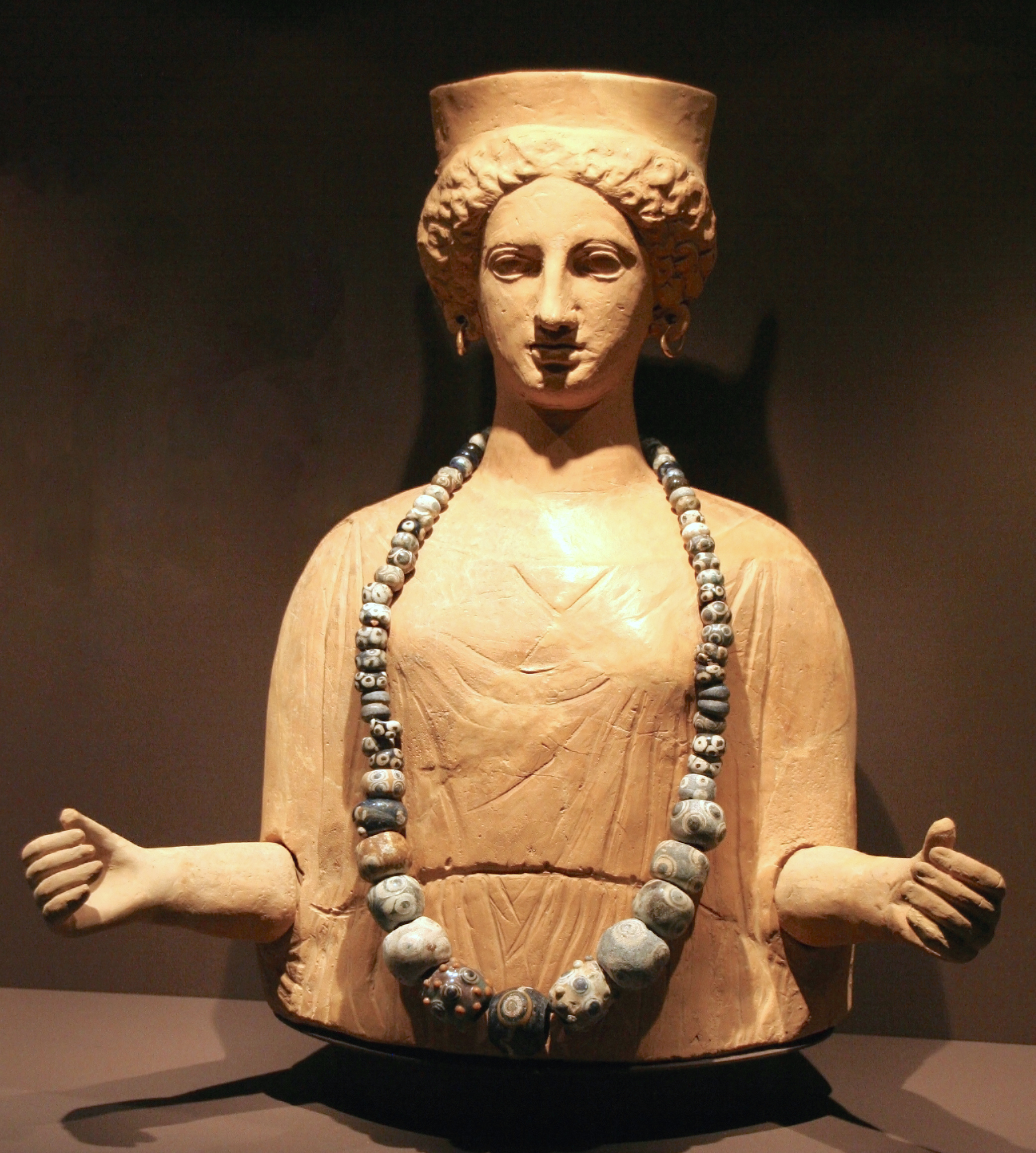
Estatua en terracota de la diosa Tanit, adornada con un collar. Necrópolis de Puig des Molins, Ibiza, entre el siglo V y el III a. C.

A partir de la caída de Tiro ante Nabucodonosor II (572 a. C.) el Estado cartaginés sustituyó a las metrópolis fenicias en el control de las factorías comerciales costeras mediterráneas. El papel de estos establecimientos fue superando el mero intercambio de productos ultramarinos con productos del interior para pasar a ejercer una verdadera función directiva sobre la producción local, principalmente la metalúrgica dependiente de las minas de Castulo (actual Linares, en la provincia de Jaén).
La influencia cartaginesa sobre las culturas ibéricas ("punicización") fue haciéndose progresivamente mayor, evidenciándose en la cerámica, los objetos funerarios y la implantación de divinidades púnicas, como la diosa Tanit (hallada en Baria –Villaricos, provincia de Almería– o en Gadir), que también se ha identificado con las llamadas "damas ibéricas". La introducción paulatina de ciertas mejoras en procesos industriales y agrícolas, así como la utilización del alfabeto púnico (en la escasa epigrafía tartésica e íbera) se produjeron en continuidad con la época fenicia.
La colonia de Ebusus (Ibiza, fundada previamente, en 653 a. C.) fue un enclave estratégico para el dominio naval de Cartago en el Mediterráneo occidental; que no fue cuestionado hasta la primera guerra púnica (264-241 a. C.), cuando los romanos se impusieron en Sicilia. La derrota cartaginesa no afectó a su área de influencia cartaginesa en la península ibérica; más que limitarla, fue un estímulo para la expansión, ya claramente de carácter territorial hacia el interior, y bajo la dirección política de la poderosa familia Barca. Según las fuentes clásicas romanas, el general cartaginés Asdrúbal el Bello fundó la ciudad de Qart Hadasht (actual Cartagena) en el año 227 a. C., posiblemente sobre un anterior asentamiento tartésico denominado Mastia Tarseion. Cartagena fue amurallada y reurbanizada y se convirtió en la principal base púnica. Al año siguiente, romanos y cartagineses acordaron el llamado tratado del Ebro, por el que cada una de las potencias renunciaba a intervenir al otro lado de ese río. No obstante, en el 219 a. C. Roma dio garantías a una ciudad greco-íbera situada muy al sur del Ebro (Arse, la actual Sagunto) de que la tomaba bajo su protección.

## Hispania romana

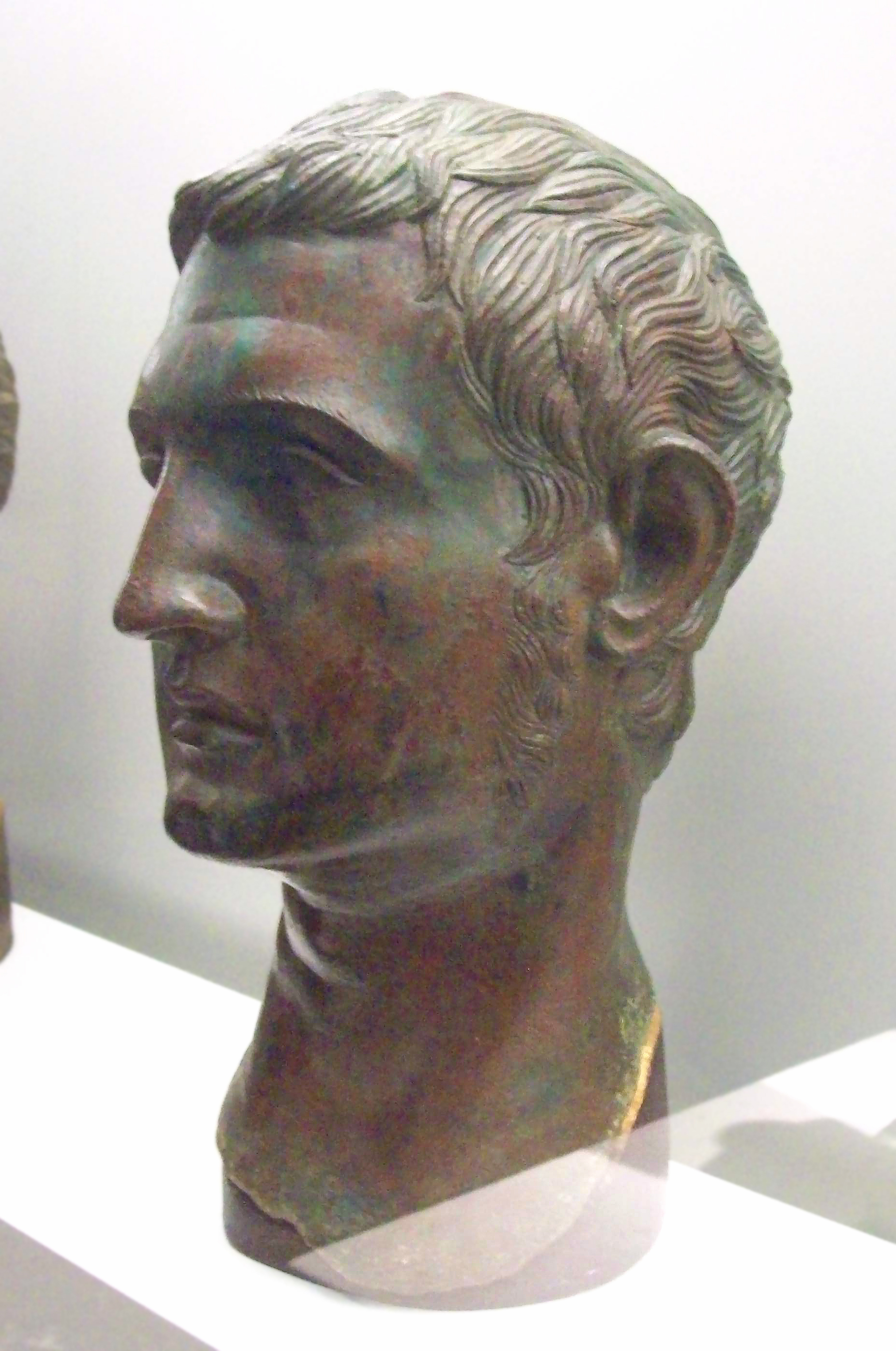
Representación heroica de un noble hispanorromano procedente del templo del yacimiento de Cabezo de Alcalá (Azaila), primer tercio del siglo I a. C.

El proceso de romanización de Hispania, que fue siguiendo en cada territorio a su conquista, transformó las estructuras indígenas y supuso la integración de estos pueblos en el sistema organizativo de carácter político-administrativo de Roma (provincia, colonia, municipium). El proceso romanizador, mucho más lento que la mera conquista militar, implicó la también la aculturación, y en términos lingüísticos, la latinización (incorporación del latín no solo como lengua administrativa, sino como lengua de uso común que favorecía los intercambios frente a la multiplicidad de lenguas prerromanas).

Ya en el siglo I a. de J. C. la región meridional de España era exportadora de vino y de aceite ... abundante e insuperable.
La vid fue introducida por los griegos o púnicos acaso hacia el siglo VI o V a. de J. C. [en realidad, hay testimonios paleobotánicos muy anteriores]. Un viejo nombre situable hacia el sudeste de la Península es el de Oinoússa, que alude al vino (oínos). El vino de la Turdetania es el actual de Jerez, Montilla, Málaga, etc. Un ánforaromana llevaba la marca de "vinum gaditanum". Plinius menciona el vino de Lauro, en la Bética, como uno de los mejores de la Tierra. Una inscripción alude a plantaciones de cepas de Falernus (tierra de la Campania) en la Bética, y algunas monedas de esta región llevan el racimo como emblema. Abundaba también en las zonas de Levante, Cataluña (famoso el que hoy llamamos del Maestrazgo, Tarragona) y Aragón. En el Algarve, en tiempos de Polýbios (mediados del siglo II a. de J. C.), un litro venía a costar un real de nuestra moneda actual.
En cuanto al olivo, era ya conocido en España, en estado silvestre, el acebuche. Cádiz [en realidad una de las islas Gadeiras en las que se asienta la ciudad] es llamada una vez por los griegos Kotinoússa (kótinos, olivo silvestre), y Mela conoce en esta misma costa un bosque llamado Oleastrum. Ya hacia el siglo VI a. de J. C. al Ebro se le llama Oleum Flumen. La Bética exportó a Roma tal cantidad de aceite, que con los fragmentos de las ánforas rotas se llegó a formar en un siglo el actual monte Testaccio, así llamado por los tiestos.

|  |  |  |

### Conquista

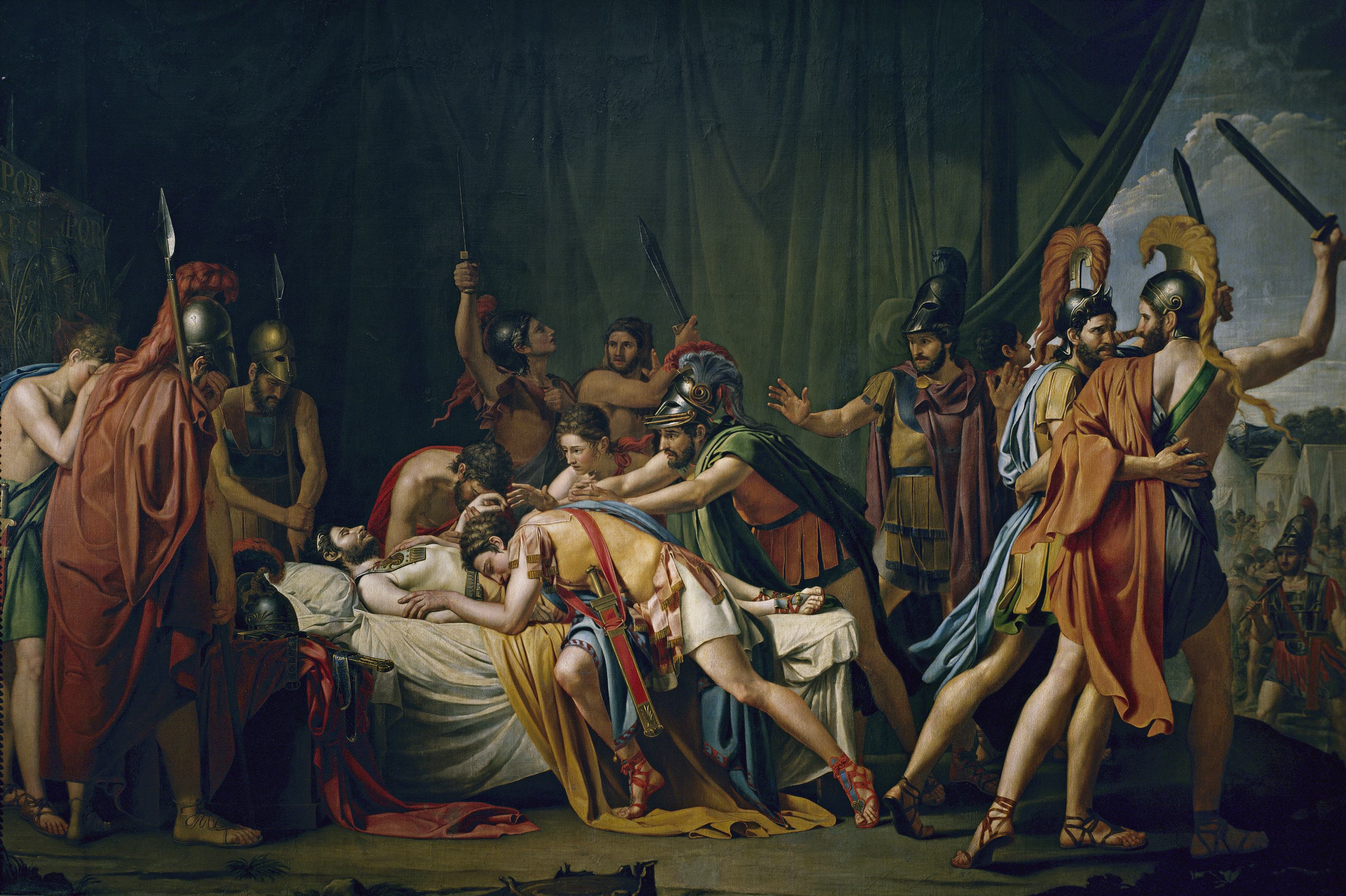
Muerte de Viriato, pintura de historia de José de Madrazo, 1806-1807. La mitificada figura de Viriato ha sido utilizada para la construcción de la historia nacional tanto en España como en Portugal.

Desde que el sitio de Sagunto justificó el desembarco de romanos en Ampurias (218 a. C.), la península ibérica fue un escenario clave en la segunda guerra púnica, mientras Aníbal cruzaba los Alpes y desarrollaba sus espectaculares, pero infructíferas, campañas en Italia. La batalla de Cartagena (209 a. C.) no solo significó privar a los cartagineses de su principal base militar, sino que permitió a Escipión Africano ganarse la fidelidad de un buen número de potentados indígenas al liberar los rehenes que allí se custodiaban (el episodio se mitificó como ejemplo de virtudes, clemencia y continencia de Escipión). Hacia finales del siglo III a. C. se había conseguido el control territorial de la zona íbera, la más desarrollada, que se organizó territorialmente en dos provincias: Hispania Citerior e Hispania Ulterior. La romanización de esta zona fue la más precoz y también la más sencilla, dado que era la zona más abierta y acostumbrada históricamente al contacto con pueblos colonizadores, lo que facilitó a estos pueblos asimilar una nueva cultura. También continuó en esta zona la influencia oriental, que se mantuvo en el tiempo como un fenómeno histórico de larga duración, así como la presencia de población de origen sirio, judío y púnico.[cita requerida] La menor hostilidad hacia los romanos no significó la ausencia de resistencias y rebeliones (Indíbil y Mandonio, 206 a. C.)
En el siglo II a. C. los romanos fueron extendiendo su dominio por la Meseta, siguiendo distintas y hasta opuestas políticas: desde la alianza con ofrecimiento de condiciones muy favorables, hasta el exterminio, pasando por la esclavización (el comercio de esclavos fue una de las motivaciones del expansionismo romano); en una manifiesta incompatibilidad con los pueblos más rebeldes cuanto menor era su grado de desarrollo y por tanto más violento el choque cultural. A pesar de la superioridad romana, las guerras contra Viriato (147-139 a. C.) y la toma de Numancia (139-133 a. C.) exigieron un considerable esfuerzo militar, mantenido durante años, y que culminó el prestigioso Escipión Emiliano (destructor de Cartago en la tercera guerra púnica). Simultáneamente se realizó una expedición de conquista sobre el territorio de los galaicos (138-136 a. C.), a cargo de Décimo Junio Bruto Galaico; aunque en los cien años siguientes toda la zona al norte del Duero quedó como una zona inestable donde no podía ejercerse un control romano permanente y efectivo.
| La rendición de Numancia, según Apiano |
| "Escipión, es de justicia que tú, repleto de tan gran virtud, trates con indulgencia a un pueblo animoso y valeroso, y le propongas unas condiciones más benignas que podamos soportar, puesto que en muy poco tiempo hemos atravesado una profunda transformación. Así pues, de ti depende, y no de nosotros, el recibir la ciudad si nos pones condiciones mesuradas o contemplar con indiferencia cómo es aniquilada en la guerra". Este fue el parlamento de Avaro; mas Escipión ... le respondió que ... debían ponerse en sus manos y rendir la ciudad y sus armas. Los numantinos ... de natural violentos, por su total libertad y la falta de hábito de aceptar órdenes, se encolerizaron mucho más por sus desdichas cuando se les informó de la respuesta de Escipión, y ... asesinaron a Avaro y a los cinco embajadores que con aquel habían ido, por ser mensajeros de malas noticias y haber tratado tal vez su propia seguridad en la entrevista con Escipión. No mucho después, como hacen algunos en momentos críticos de la guerra, comenzaron a lamer pieles cocidas ante la total ausencia de comestibles ... Mas, cuando aquellas también faltaron, comieron carne humana cocida, comenzando por la de los muertos, que cortaban en pedazos en las cocinas; luego no tuvieron ningún aprecio por la vida de los enfermos y finalmente los más fuertes usaron de su fuerza contra los más débiles. Ninguna depravación se echó en falta en unos hombres cuyas almas se llenaron de cólera a causa de los alimentos ingeridos y cuyos cuerpos en nada se diferenciaban de los de las bestias, a causa del hambre, de sus cabellos y del tiempo. Así se encontraban cuando se entregaron a Escipión, que les dio la orden de llevar sus armas en el día a donde les había señalado, y, al día siguiente, acudir a un lugar distinto. Los numantinos excedieron el plazo del día, al convenir que muchos aún disponían de la libertad y querían darse muerte ... El amor a la libertad y la valentía de la pequeña ciudad bárbara fueron tan grandes [que], aunque contaba con ocho mil hombres en tiempo de paz ¡cuán número de derrotas y de qué importancia sufrieron a manos suyas los romanos! ¡qué tratados establecieron con ellos en igualdad de condiciones! ellos [los romanos], que no habían ofrecido a ningún pueblo antes de ellos [los numantinos] pactar en tales condiciones. ¡Cuán grande era el último general, que los puso asedio con sesenta mil soldados, a pesar de lo cual en numerosas ocasiones los numantinos le invitaron a pelear! Mas Escipión estaba más avezado que ellos en el mando del ejército y no llegó a las manos con aquellas fieras, sino que los sometió por hambre, un mal contra el que no se puede combatir ... el único medio con el que se podía vencer a los numantinos, y el único con el que se les venció. ... aquellos que quisieron se dieron muerte, cada cual por el procedimiento que le plugo, mientras que los restantes partieron al tercer día al lugar ordenado, ofreciendo un espectáculo enteramente difícil de contemplar y extraordinario: sus cuerpos estaban sucios, sus uñas largas, cubiertos de abundante pelo y llenos de inmundicia, y despedían un fortísimo hedor; colgaban de ellos vestidos mugrientos... |

### Guerras civiles

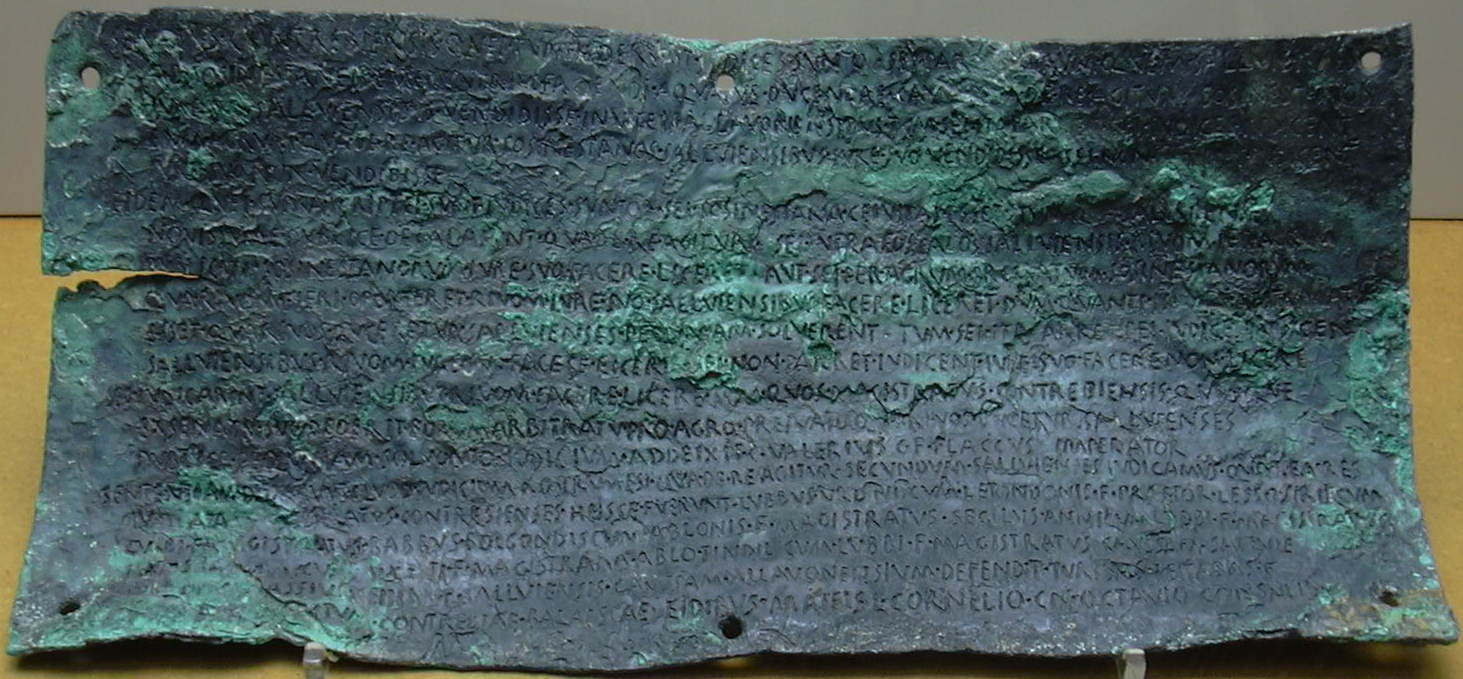
"Bronce de Botorrita II" (proveniente de la ciudad celtíbera de Contrebia Belaisca, año 87 a. C.), la primera querella jurídica documentada en Hispania: las poblaciones de Salduie (íbera, la posterior Cesaraugusta) y Alaun (vascona, la actual Alagón) pleitean a causa de unas canalizaciones. Los conflictos por el agua han sido una constante histórica. Otros bronces de Botorrita, de mayor antigüedad, están escritos en lengua celtíbera.

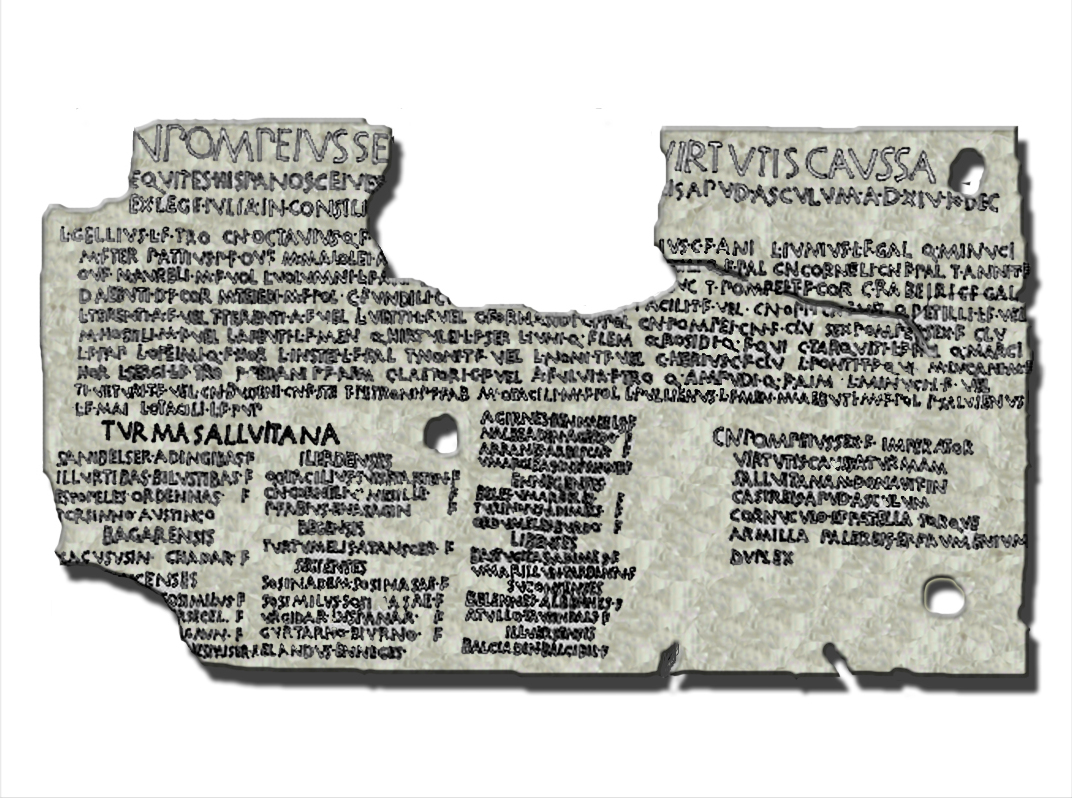
Bronce de Ascoli (89 a. C.)

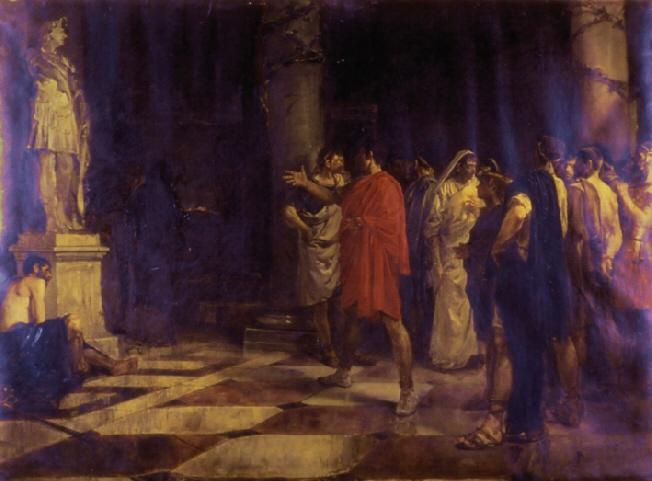
Julio César ante la estatua de Alejandro en el templo de Hércules en Cádiz, pintura de historia de José Morillo y Ferradas, 1894.

Después de la toma de Numancia se produce una prolongada pausa en la anexión romana de nuevos territorios peninsulares (a excepción de la conquista romana de las Baleares, a cargo de Quinto Cecilio Metelo Baleárico, 123-121 a. C.); pero la actividad político-militar fue muy intensa, ya que la península ibérica se convirtió en uno de los principales escenarios territoriales de las guerras civiles romanas. Los inmensos recursos generados por la explotación minera y agropecuaria, y el tráfico comercial, permitían niveles exorbitantes de exacción fiscal y enriquecían tanto a comerciantes y funcionarios romanos como a la élite indígena en proceso de romanización.
Uno de los momentos clave fue la concesión de la ciudadanía romana a la Turma Salluitana (treinta jinetes de Salduie que combatieron con Pompeyo Estrabón –91-89 a. C.–, hecho reflejado en el bronce de Ascoli), y que sentaron las bases de la clientela pompeyana en la zona del Ebro. Su hijo, Pompeyo Magno, el fundador de la ciudad que lleva su nombre (Pompaelo -Pamplona-), continuó la política de concesiones de ciudadanía, que hubo de ser legitimada por la Lex Gellia Cornelia de Civitate (72 a. C.) Entre los beneficiados estuvieron los saguntinos Fabii y los gaditanos Balbo. Continuando la guerra civil entre los partidarios de Mario y los de Sila (88-81 a. C.), en Hispania se desarrolló la Guerra Sertoriana (83-72 a. C.) Quinto Sertorio estableció en Osca (Huesca) una verdadera capital, fundando una escuela donde los hijos de la élite aristocrática de esta zona eran educados al modo greco-romano.

... en realidad les tomaba en rehenes; pero en apariencia les instruía para que en llegando a la edad varonil participasen del gobierno y de la magistratura. Los padres estaban muy contentos viendo a sus hijos ir a las escuelas, muy engalanados y vestidos de púrpura, y que Sertorio pagaba por ellos los honorarios, les examinaba por sí muchas veces y les regalaba los collares que los romanos llaman bulas. Siendo costumbre entre los Españoles que los que hacían formación aparte con el general perecieran con él si venía a morir, a lo que aquellos bárbaros llamaban consagración [devotio ibérica], al lado de los demás generales sólo se ponían algunos de sus asistentes y de sus amigos; pero a Sertorio le seguían muchos millares de hombres, resueltos a hacer por él esta especie de consagración. Así, se refiere que, en ocasión de retirarse a una ciudad, teniendo ya a los enemigos cerca, los Españoles, olvidados de sí mismos, salvaron a Sertorio, tomándolo sobre los hombros y pasándolo así de uno a otro, hasta ponerlo encima de los muros, y luego que tuvieron en seguridad a su general cada uno de ellos se entregó a la fuga.
Ni eran solos los Españoles a quererle por su caudillo, sino que este mismo tenían los soldados venidos de la Italia.

Plutarco

Julio César tuvo oportunidad de someter a los brigantinos y ártabros (pueblos de las rías gallegas -Magnus Portus Artabrorum-) con una expedición naval desde Gades, en los años 61-60 a. C.

... navegando a lo largo de la costa, hasta Brigantium, ciudad de Callaecia, los atemorizó y los sometió por el rugido de la navegación, ya que nunca habían visto una escuadra.
Dion Casio

Tras pacificar a los lusitanos (48 a. C.) redenominó una de sus ciudades como Pax Iulia (la actual Beja). Recrudecidas las guerras civiles, derrotó a los pompeyanos en la batalla de Munda (45 a. C.), con lo que, asentado su prestigio y poder, y sin oposición, tuvo ocasión de efectuar una profunda reorganización de las provincias hispanas:

... despojó a todas [las ciudades que se le habían opuesto] de sus riquezas, sin perdonar siquiera las imágenes del templo de Hércules en Cádiz; quitó a algunos parte de sus tierras, a otros les aumentó el tributo. Estas medidas tomó con los que le habían combatido; a los que se habían manifestado algo en su favor les dio tierras y la exención de impuestos, concedió a algunos la ciudadanía y a otros la consideración de colonos romanos, aunque tampoco hizo de balde estas mercedes.
Dión Casio

| Las Baliarídes y su conquista, según Estrabón |
| De las islas cercanas a Ibería, las dos Pityoússai y las dos Gymnésiai, llamadas también Baliarídes, se hallan situadas frente a la costa comprendida entre Tarrákon y el Soúkron, en la que se levanta Sagoúnton; las Pityoússai están más alejadas hacia alta mar, mientras las Gymnésiai yacen más hacia el Occidente; una de éstas llámase Ébousos y tiene una ciudad del mismo nombre; boja cuatrocientos stadios, y su anchura y longitud son parejas. Ophioússa, que se halla cerca de ella, está desierta y es mucho menor. De las Gymnésiai, la mayor tiene dos ciudades, Pálma y Polentía, de las cuales Polentía se alza en la parte oriental, mientras la otra se levante en la occidental; la isla tiene una longitud algo menor de seiscientos stadios y una anchura de doscientos, aunque Artemídoros duplica estas dimensiones, tanto en la anchura como en la longitud; la isla menor está separada unos [doscientos] setenta stadios de Polentía, y aunque es de una extensión mucho más reducida que la mayor, no cede a ella en lo tocante a riqueza; ambas son fértiles y poseen buenos puertos [?], bajo cuyas entradas hay escollos que deben prever los que vienen de la mar. Sus habitantes, gracias a las riquezas de los campos, son pacíficos, así como los que viven en Ébousos; mas la presencia entre ellos de algunos malhechores que habían hecho causa común como los piratas, comprometió a todos y fue motivo de la expedición de Métellos, en la que éste adquirió el sobrenombre de Baliarikós y fundó las dos ciudades ya mencionadas. No obstante sus sentimientos pacíficos, la defensa de su codiciada riqueza ha hecho de ellos los honderos más famosos, y dicen que esta destreza data, sobre todo, desde que los phoínikes ocuparon las islas. Dicen también que fueron los primeros hombres que vistieron el chitón platýsemos. En el combate se presentan sin ceñir, teniendo el escudo de piel de cabra en una mano y en la otra una jabalina endurecida al fuego; raras veces una lanza provista de una pequeña punta de hierro. Alrededor de la cabeza llevan tres hondas de junco negro, de cerdas o de nervios: una larga, para los tiros largos; otra corta, para los cortos, y otra mediana, para los intermedios. Desde niños se adiestran en el manejo de la honda, no recibiendo el pan si no lo han acertado antes con ella; por esto, Métellos, cuando navegando hacia las islas se acercó a ellas, mandó tender pieles sobre la cubierta de los navíos para defenderse de los tiros de honda. Introdujo tres mil colonos sacados de entre los romanos de Ibería. A la fertilidad de la tierra únese el no tener apenas animales dañinos; las mismas "liebrecillas" [en realidad conejos, desconocidos para los romanos], según dicen, no son indígenas, sino descendientes de una pareja introducida de la tierra firme vecina; la especie se propagó en tal abundancia, que los habitantes, viendo derribadas sus moradas a causa de las galerías abiertas bajo tierra por ellas, y destruidos sus árboles, tuvieron, como ya hemos dicho, que pedir auxilia a los rhomaíoi; pero ahora la destreza adquirida en su caza no da lugar a que el mal se reproduzca, sino que los propietarios cultivan sus campos con fruto. Estas islas están situadas en la parte de acá de las llamadas Columnas Herákleias. |

### Guerras cántabras
Desde el 29 hasta el 19 a. C. una serie de campañas, que inicialmente pretendía conducir personalmente el propio emperador Augusto (residió más de dos años en Tarraco –entre el 29 y el 26 a. C.–, que se convirtió así en el centro político del Imperio), pero que fueron dirigidas por Agripa, incorporan la zona septentrional, hasta el Mar Cantábrico.
La resistencia de los pueblos cántabros y astures fue muy dura y prolongada, aunque la identificación de su líder indígena (Corocotta) parece ser más bien una mitificación actual sustentada en una fuente antigua (Dion Casio) que no lo ubica claramente ni en el tiempo ni en el espacio. También ha sido objeto de mitificación el episodio de los asedios del monte Vindio y del monte Medulio (que no han podido ser localizados).
| Las guerras cántabras, según Tito Livio y Floro |
| ...casi toda Hispania estaba pacificada, a excepción de la parte que toca las últimas estribaciones de los Pirineos y que baña el océano Citerior. En esta región vivían pueblos valerosísimos, los cántabros y los astures, que no estaban sometidos al Imperio. Fueron los cántabros los primeros que demostraron un ánimo de rebelión más resuelto, duro y pertinaz. No se contentaron con defender su libertad, sino que intentaron subyugar a sus vecinos los vacceos, turmogos y autrigones, a quienes fatigaban con frecuentes incursiones. Teniendo noticias de que su levantamiento iba a mayores, César [Augusto] no envió una expedición, sino que se encargó el mismo de ella. Se presentó en persona en Segisama e instaló allí su campamento. Luego dividió al ejército en tres partes e hizo rodear toda Cantabria, encerrando a este pueblo feroz en una especie de red, como se hace con las fieras. Ni el Océano estaba quieto, sino que las espaldas de los enemigos eran batidas por la escuadra adversa. Se luchó por primera vez contra los cántabros bajo las murallas de Bergida [o Vellica]. De aquí huyeron en seguida hacia el elevadísimo Vindium montem, donde creían que antes subirían las olas del Océano que las armas romanas. En tercer lugar, se atacó con grandes fuerzas la ciudad de Aracillum. Tomada ésta, y después de haber cercado el Medulli montis con un foso continuo de quince millas, avanzaron a un tiempo los romanos por todas partes. Cuando los bárbaros se vieron reducidos a extrema necesidad, a porfía, en medio de un festín, se dieron la muerte con el fuego, la espada y el veneno que allí acostumbran a extraer de los tejos (taxeis). Así la mayor parte se libró de la cautividad, que a una gente hasta entonces indómita parecía más intolerable que la muerte. Recibió estas noticias César por Agripa y por sus legados Antistio y Cayo Furnio, mientras él invernaba en la costa de Tarraco. Después, presentándose él mismo, hizo bajar a unos de los montes, obligó a otros con rehenes, a otros los vendió en subasta según el derecho de guerra. Estas cosas parecieron al Senado dignas del laurel y del carro triunfal, pero tan grande era ya César, que despreció encumbrarse más con un triunfo. Por aquel tiempo los astures descendieron con un gran ejército de sus nevadas montañas. Y no era a ciegas que aquellos bárbaros emprendían este ataque, sino que, poniendo su campamento junto al Asturam flumen [el río Esla] y dividiendo el ejército en tres columnas, se prepararon para atacar simultáneamente los tres campamentos romanos. La lucha contra un enemigo tan fuerte, que se presentó tan de repente y con planes tan bien preparados, hubiera sido dudosa, cruenta y ciertamente una gran carnicería, si no hubieran hecho traición los brigicinos, quienes avisaron a Carisio y éste acudió con su ejército. ... La poderosa ciudad de Lancia acogió los restos del ejército en derrota, y se luchó en ella tan encarnizadamente, que cuando tomada la ciudad los soldados reclamaban que se le pegase fuego, a duras penas pudo conseguir el general se la perdonase, para que, quedando en pie, fuese mejor monumento de la victoria romana que incendiada. Estas luchas fueron el final de las campañas de Augusto y el fin de la revuelta de Hispania. Desde entonces sus habitantes fueron fieles al Imperio y hubo una paz eterna, ya por el ánimo de los habitantes que se mostraban más incitados a la paz, ya por las medidas de César quien, temeroso del refugio seguro que les ofrecían las montanas, les obligó a vivir y a cultivar el terreno de su campamento [Asturica Augusta], que estaba situado en la llanura. Allí debían tener la asamblea de su nación y aquella debía ser su capital. La naturaleza de la región favorecía estos planes, ya que toda ella es una tierra aurífera y rica en bórax, minio y otros colorantes. Allí les ordenó cultivar el suelo. Así, los astures, trabajando la tierra, comenzaron a conocer sus propios recursos y riquezas mientras las buscaban para otros. |

La sumisión de estos pueblos no significó una romanización profunda como en otras zonas de la península; y los romanos se vieron obligados a mantener una presencia militar permanente en la red de ciudades fundadas al sur de la Cordillera Cantábrica (Lucus Augusti –Lugo–, Asturica Augusta –Astorga–, Legio VII Gemina –León–).

### Alto imperio

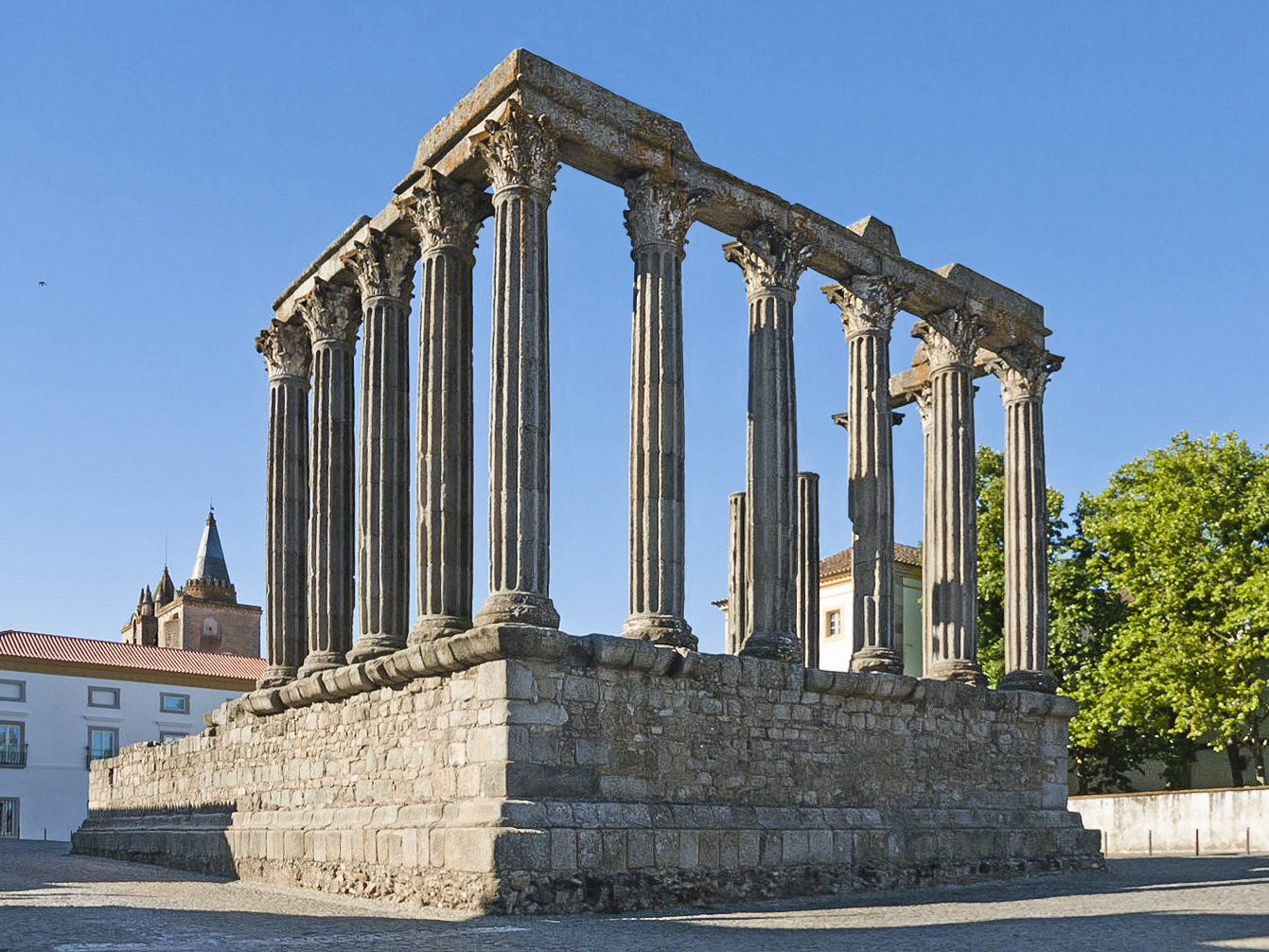
Templo romano de Évora.

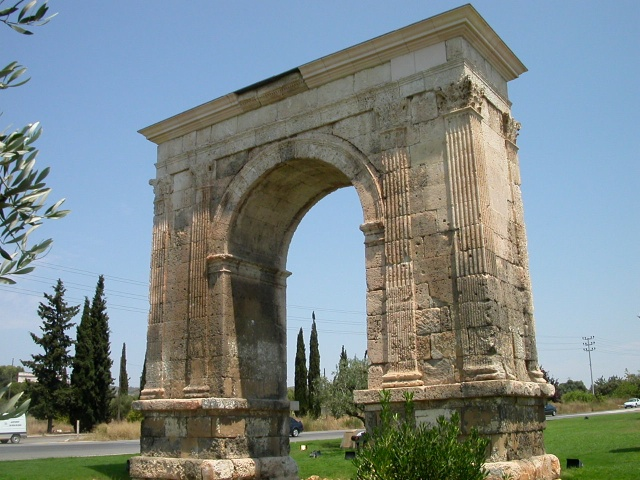
Arco de Bará.

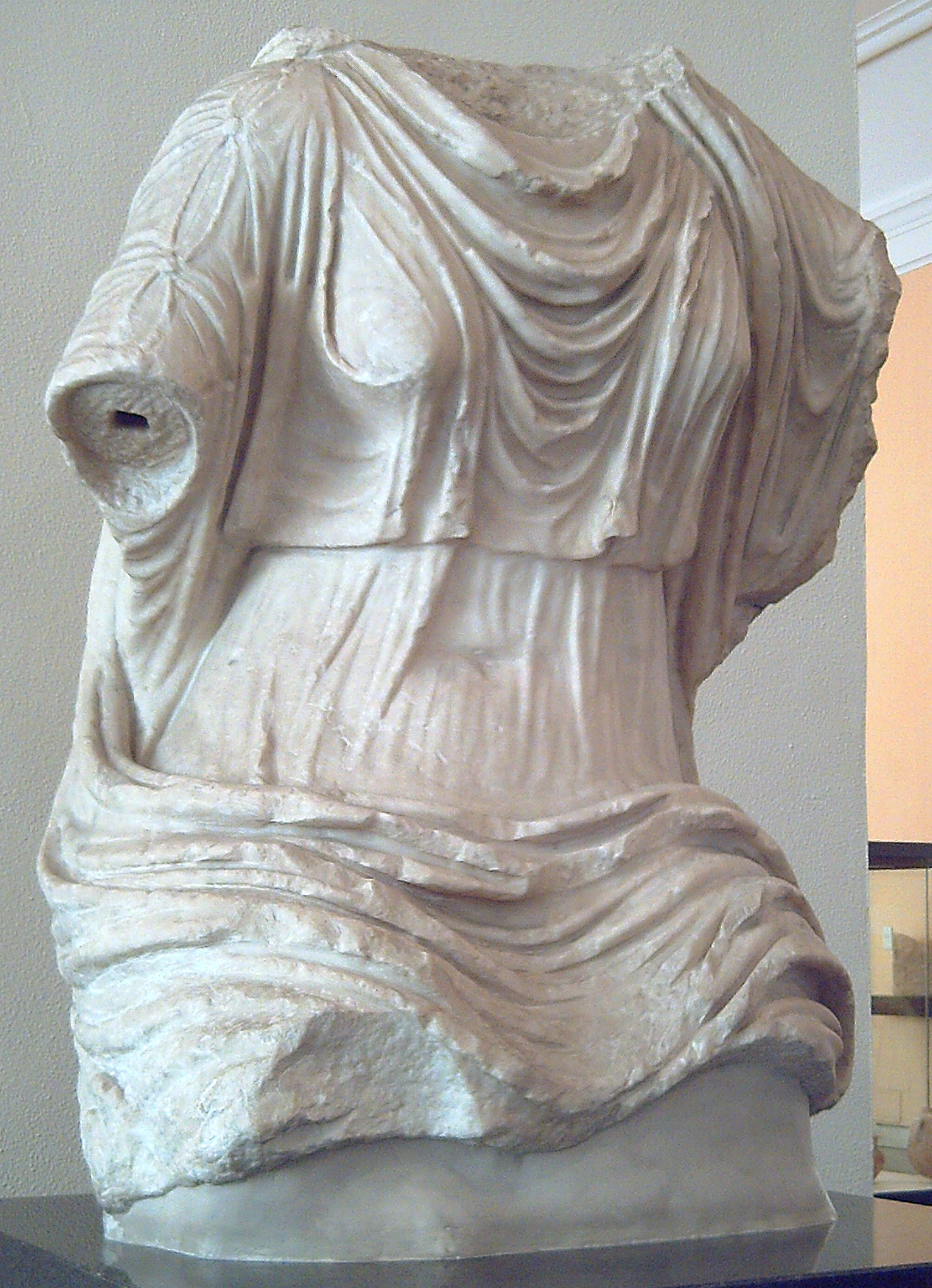
Fragmento de estatua femenina procedente del Cerro del Minguillar (Baena).

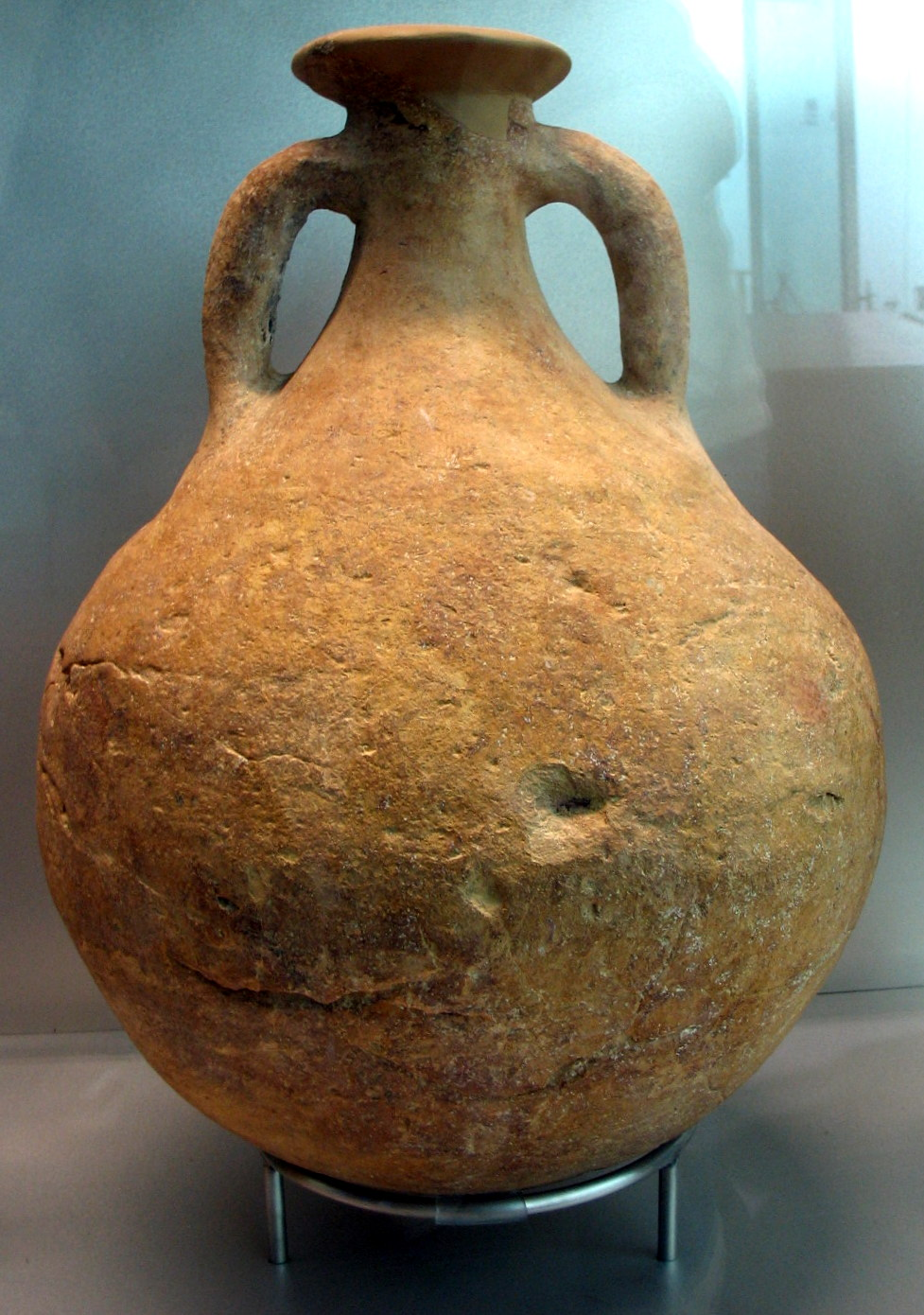
Ánfora de aceite procedente del yacimiento submarino de Escombreras.

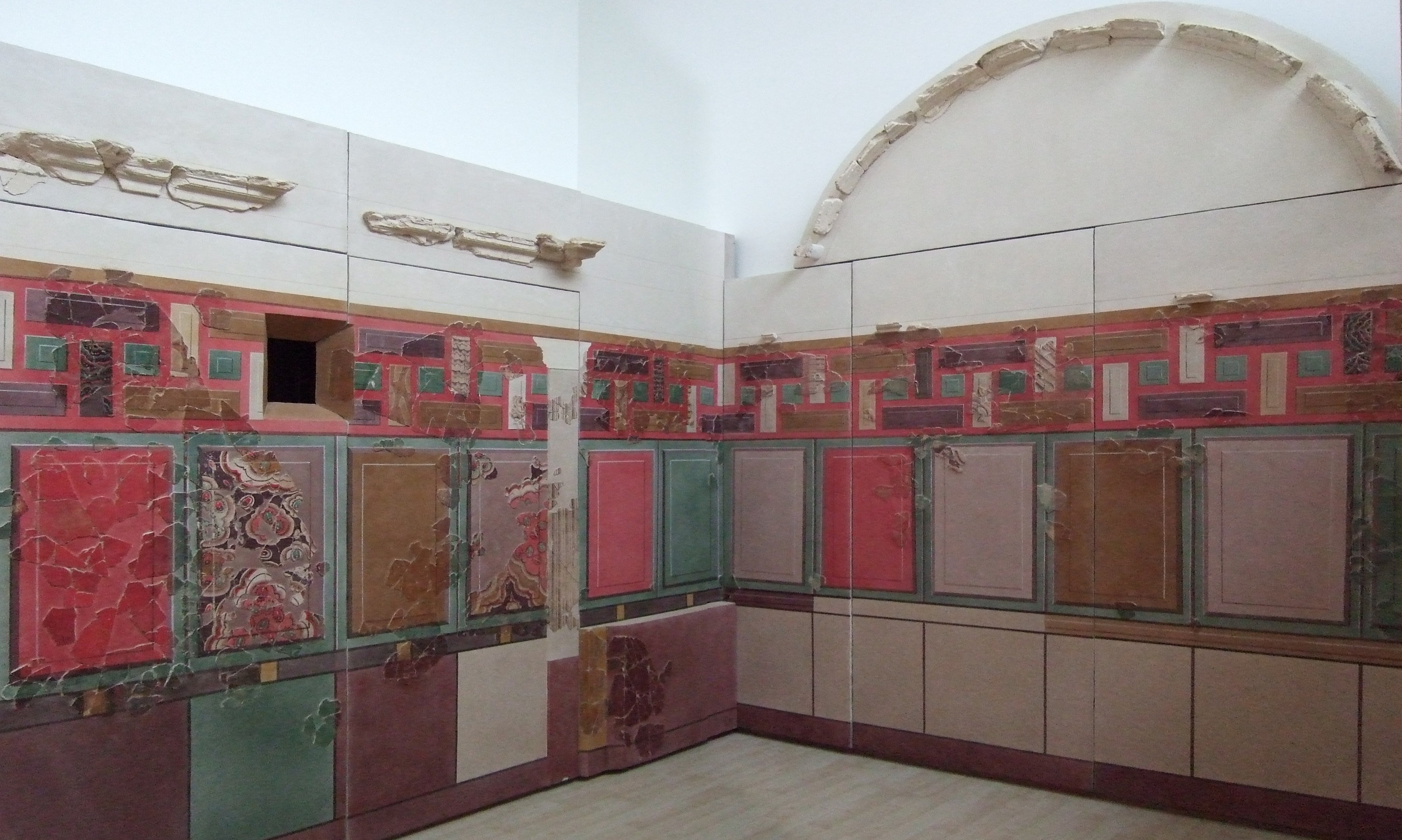
Reconstrucción de los frescos de un cubiculum de Bilbilis.

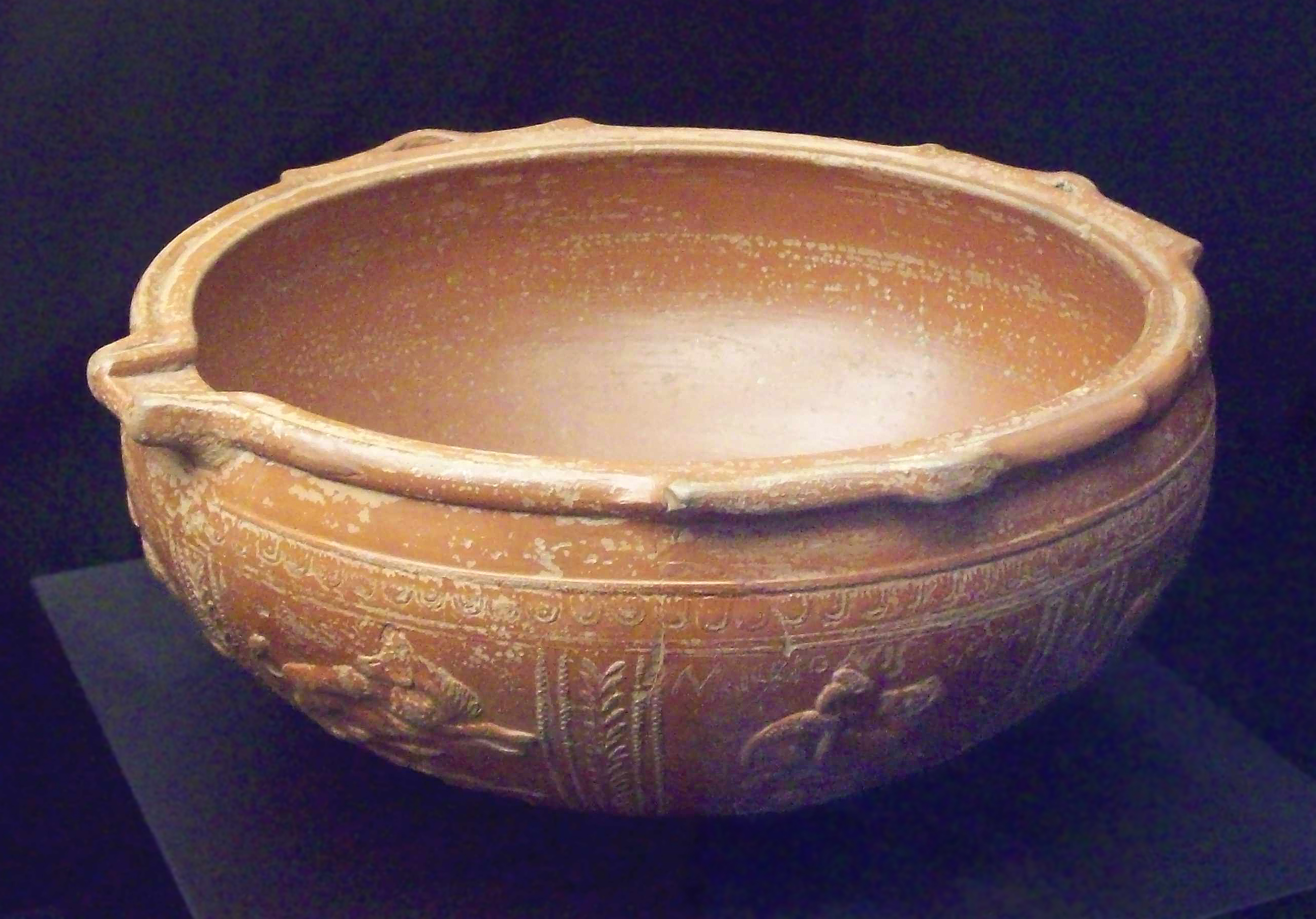
Cuenco de terra sigillata firmado por Miccionis procedente de Castulo, finales del.

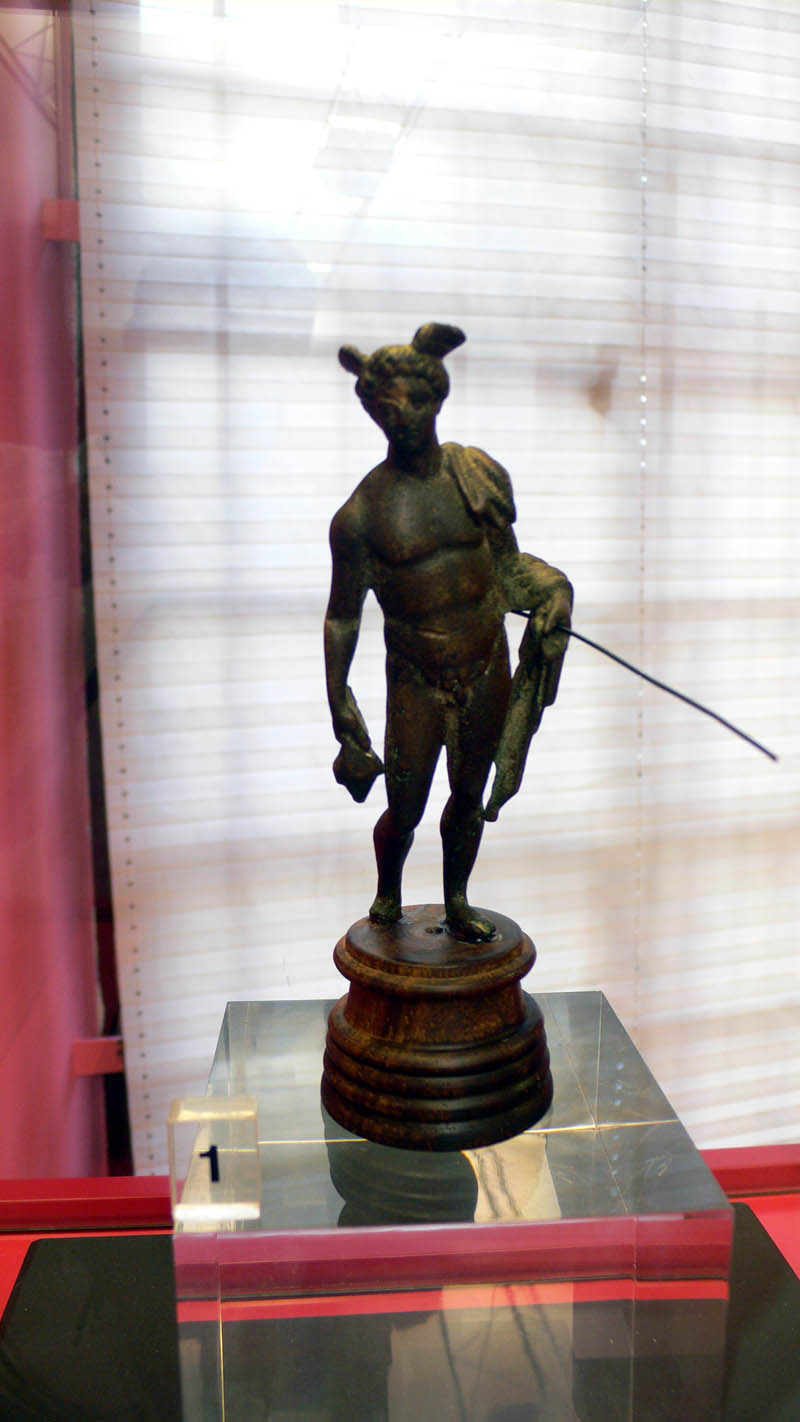
Estatuilla de Mercurio, procedente de Coy,.

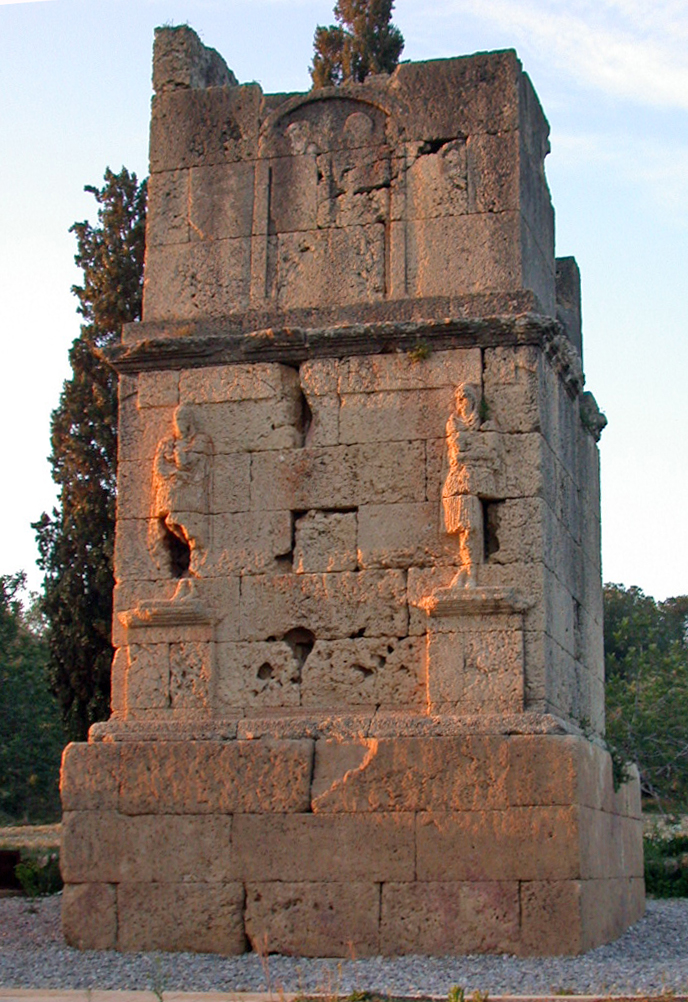
La llamada "Torre de los Escipiones", un monumento funerario a las afueras de Tarraco.

El éxito de la romanización posibilitó que en el Alto imperio las familias provinciales hispanorromanas no solo estuvieran plenamente integradas en las estructuras político-sociales de Roma, sino que varios de sus miembros alcanzaran la dignidad imperial en el siglo II (Trajano y Adriano, de la dinastía Antonina). Igualmente, hay escritores hispanorromanos entre los clásicos (el geógrafo Pomponio Mela, el agrónomo Columela, el filósofo Séneca, que fue consejero de Nerón, o los poetas Lucano, Quintiliano y Marcial).

...duosque Senecas unicumque Lucanum
facunda loquitur Corduba,
gaudent iocosae Canio suo Gades,
Emerita Deciano meo:
te, Liciniane, gloriabitur nostra,
nec me tacebit Bilbilis.
de sus dos Sénecas y su incomparable Lucano / habla la elocuente Córdoba; / se regocija de su Canio la alegre Gades, / Mérida de mi querido Deciano: / contigo, Liciniano, se gloriará nuestra / Bílbilis y no me silenciará a mí.
Epigrama de Marcial.

Continuó el culto a las numerosas divinidades prerromanas (Epona, Ataecina, Cernunnos, Zephyros-Favonius, Lug, Netón), al que se añadió, como elemento homogeneizador, el culto imperial, testimoniado en templos en Hispalis, Asturica Augusta, Baelo Claudia y Tarraco.

### Bajo imperio

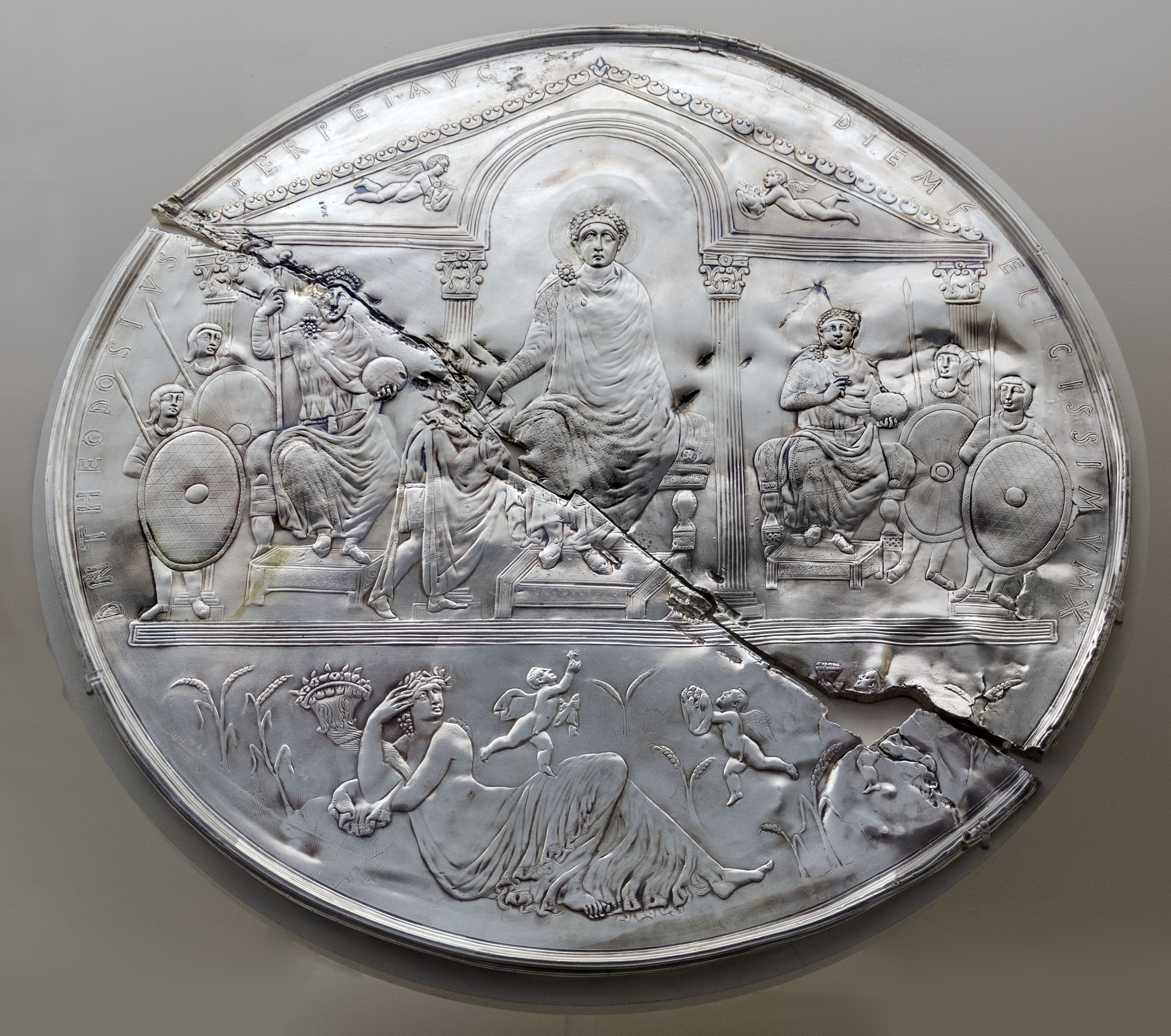
Disco de Teodosio, del año 383 o 392, hallado en un tesoro enterrado en Almendralejo.

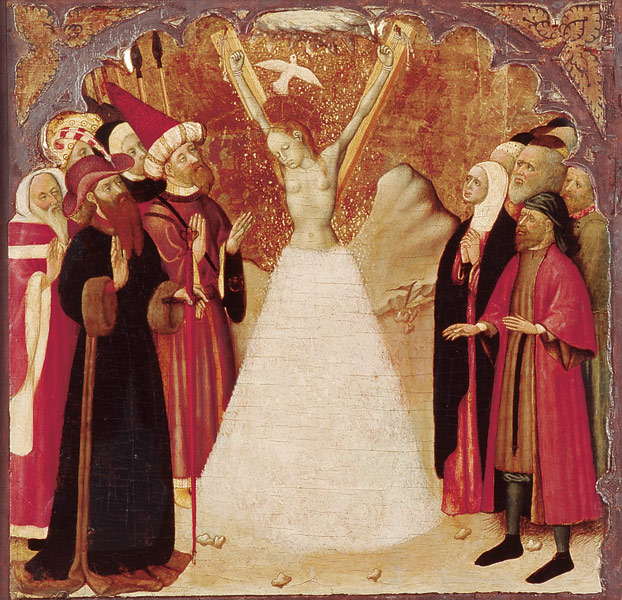
Martirio de Santa Eulalia de Barcelona, de Bernat Martorell, ca. 1430. La representación se realiza sin criterios historicistas, con los ropajes del. Muchas localidades españolas tomaron como patrones a mártires de las persecuciones de época romana.

División provincial desde las reformas de Diocleciano (298).

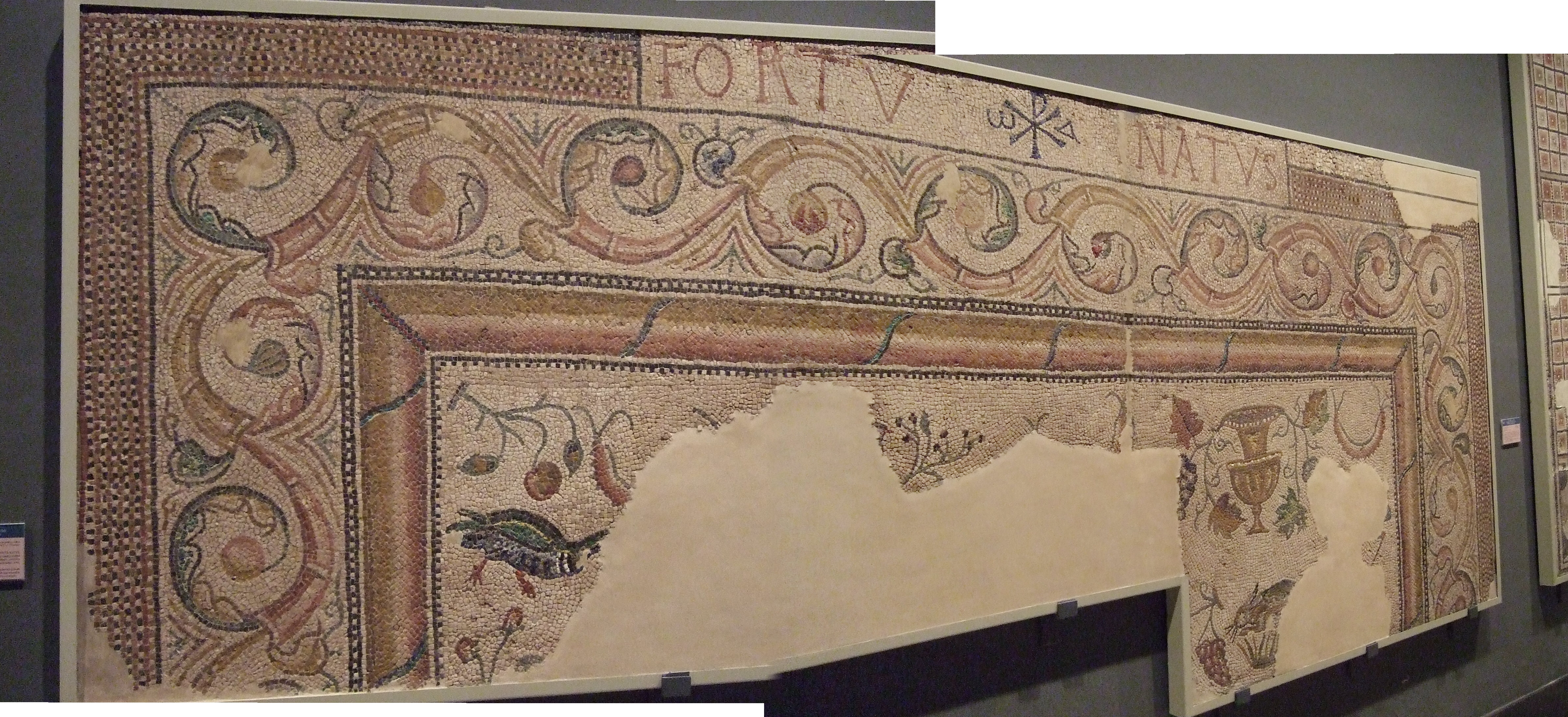
Mosaico de Villa Fortunatus, con la simbología romana del crismón.

La decadencia de la vida urbana en el Bajo imperio, a partir de la crisis del siglo III, conllevó un proceso de ruralización, evidenciado arqueológicamente en la profusión de villas romanas dispersas por todo el territorio. Desde Caracalla, la extensión de la ciudadanía romana a todos los habitantes libres del imperio había acabado con la consideración de tal condición como un privilegio. Los mismos cargos públicos pasaron a ser considerados más una carga que un honor, y con las reformas de Diocleciano se convirtieron en forzosos y hereditarios. Zonas de la Tarraconense se convirtieron en particularmente inseguras, al ser recorridas por bagaudas (bandas de saqueadores formadas por esclavos y colonos huidos, reflejo de la crisis socioeconómica -inicio de la transición del esclavismo al feudalismo).
La cristianización de Hispania se inició muy tempranamente; pero su impulso definitivo dependió de su imposición por las instituciones imperiales. Uno de los emperadores más decisivos en ese proceso fue Teodosio I el Grande, cuya ciudad natal pudo ser Coca o Itálica. Jerarcas eclesiásticos procedentes de Hispania fueron el papa Dámaso I, el obispo Osio y el historiador Paulo Orosio. También en Hispania se desarrolló una de las más importantes herejías: la de Prisciliano.

Escritos están en el cielo los nombres de dos mártires, que Cristo allí anotó con letras de oro, los mismos que entregó a la tierra con marcas de sangre.
Poderosa y feliz en el mundo la tierra de Iberia por esta corona; a Dios pareció este lugar digno de albergar sus huesos, haciendo que fuera modesto anfitrión de sus cuerpos bienaventurados.
Aurelio Prudencio, Himno en honor de los santos mártires calagurritanos Emeterio y Celedonio.

## Galería de imágenes

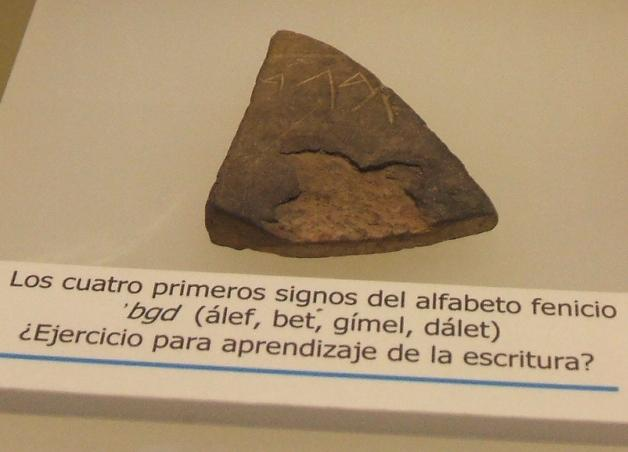
Fragmento cerámico hallado en Castillo de Doña Blanca.
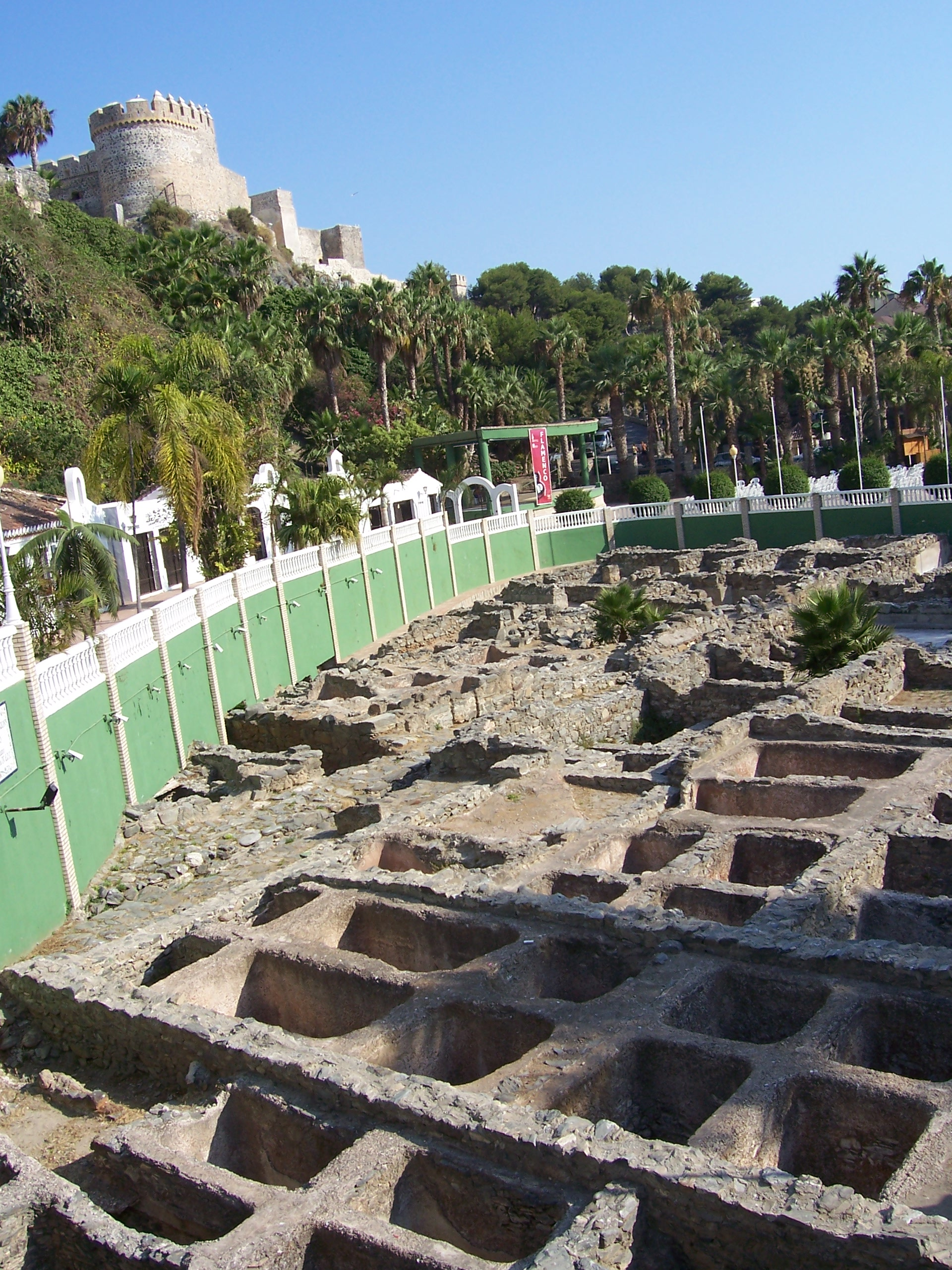
Restos de instalaciones de industria conservera de pescado en Almuñecar (de época posterior).
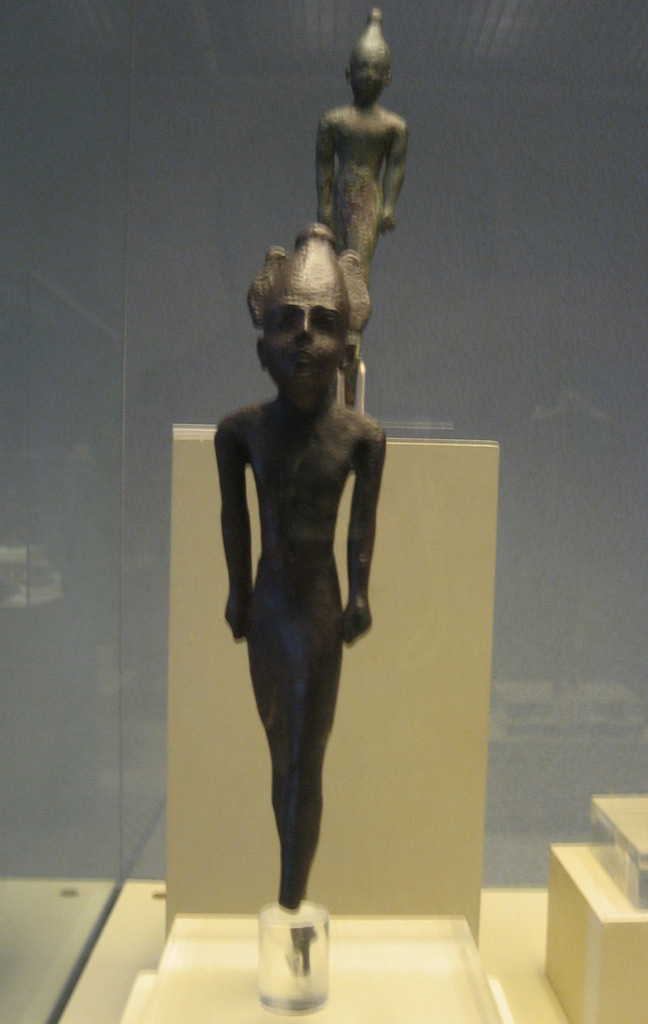
Estatuillas votivas del templo de Melkart en Gadir.
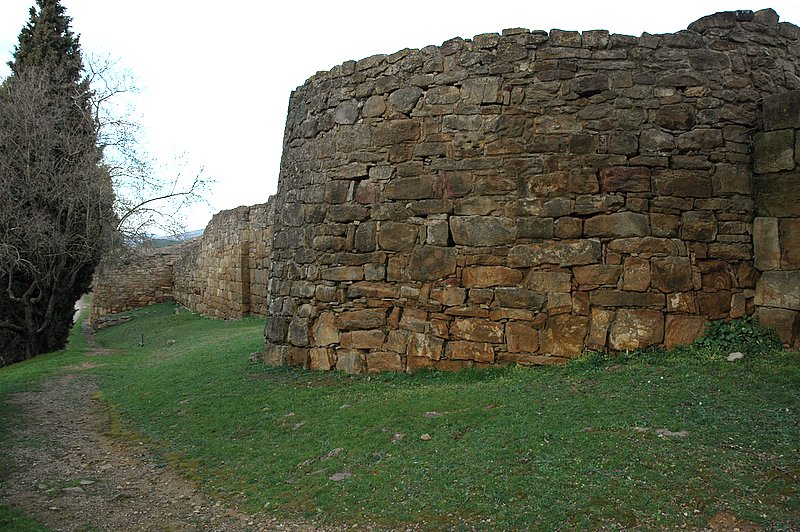
Murallas íberas de Ullastret.
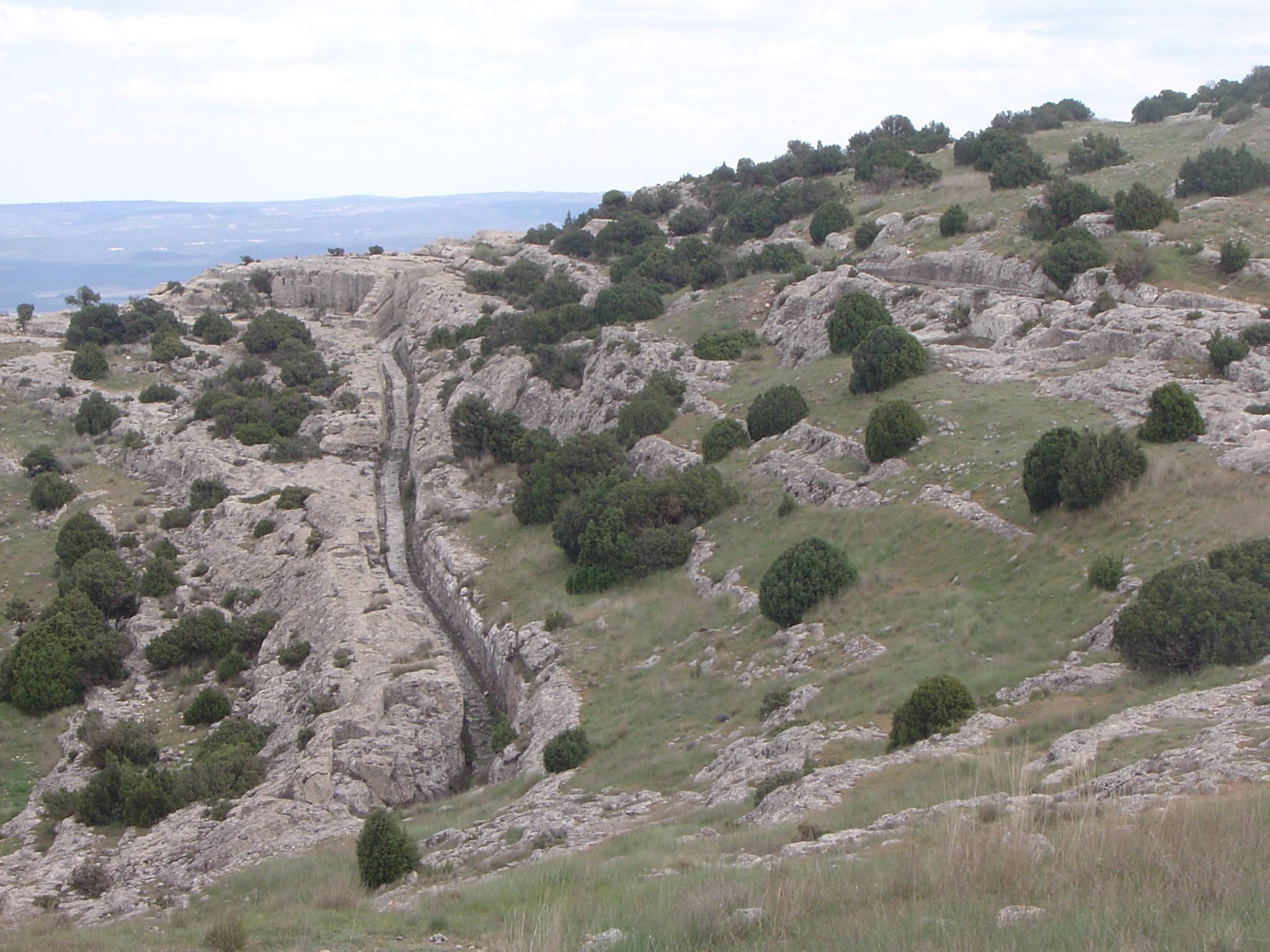
Camino de acceso a Castellar de Meca.
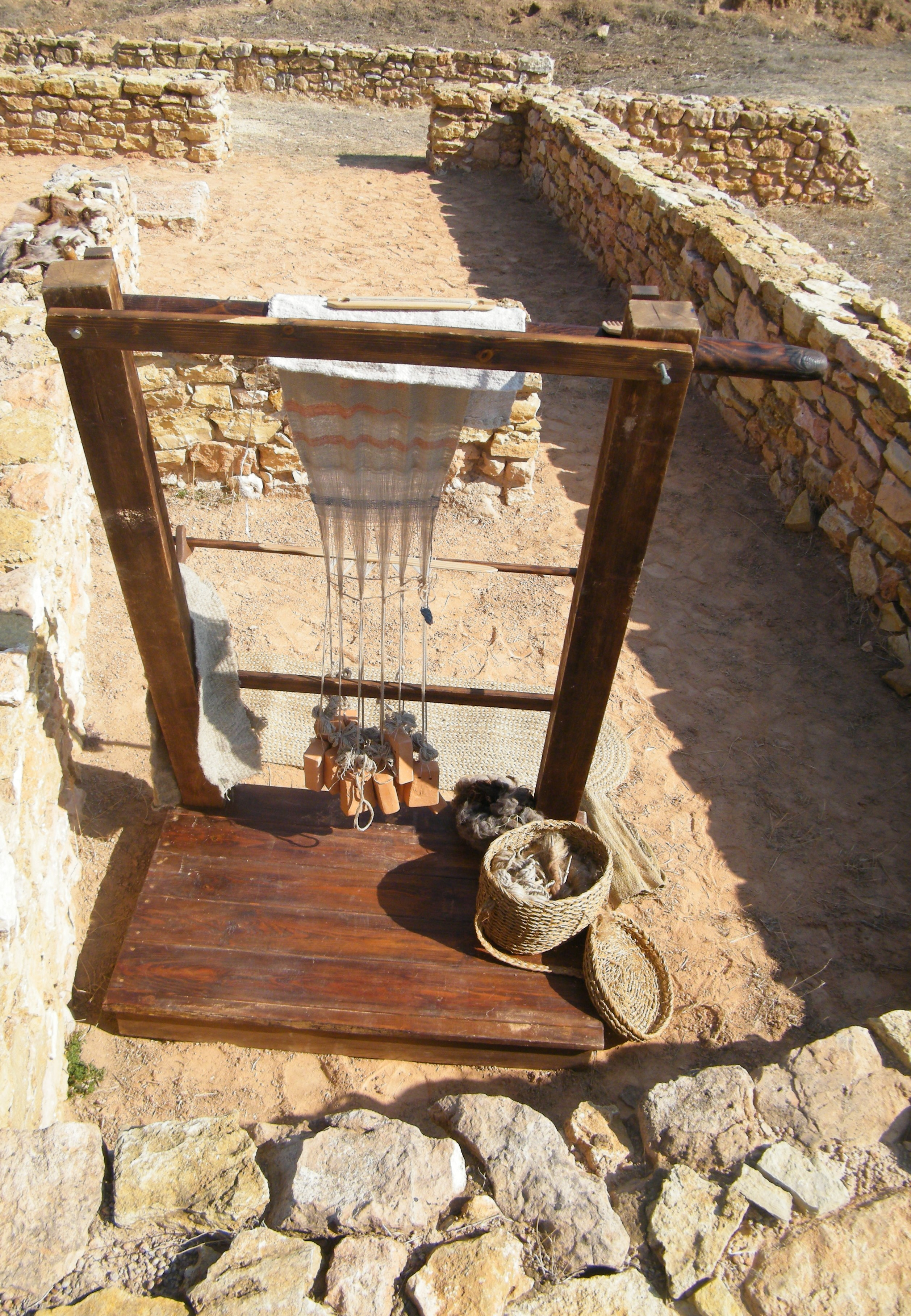
Reconstrucción de un telar íbero en el recinto arqueológico Kelin[83] (Caudete de las Fuentes).
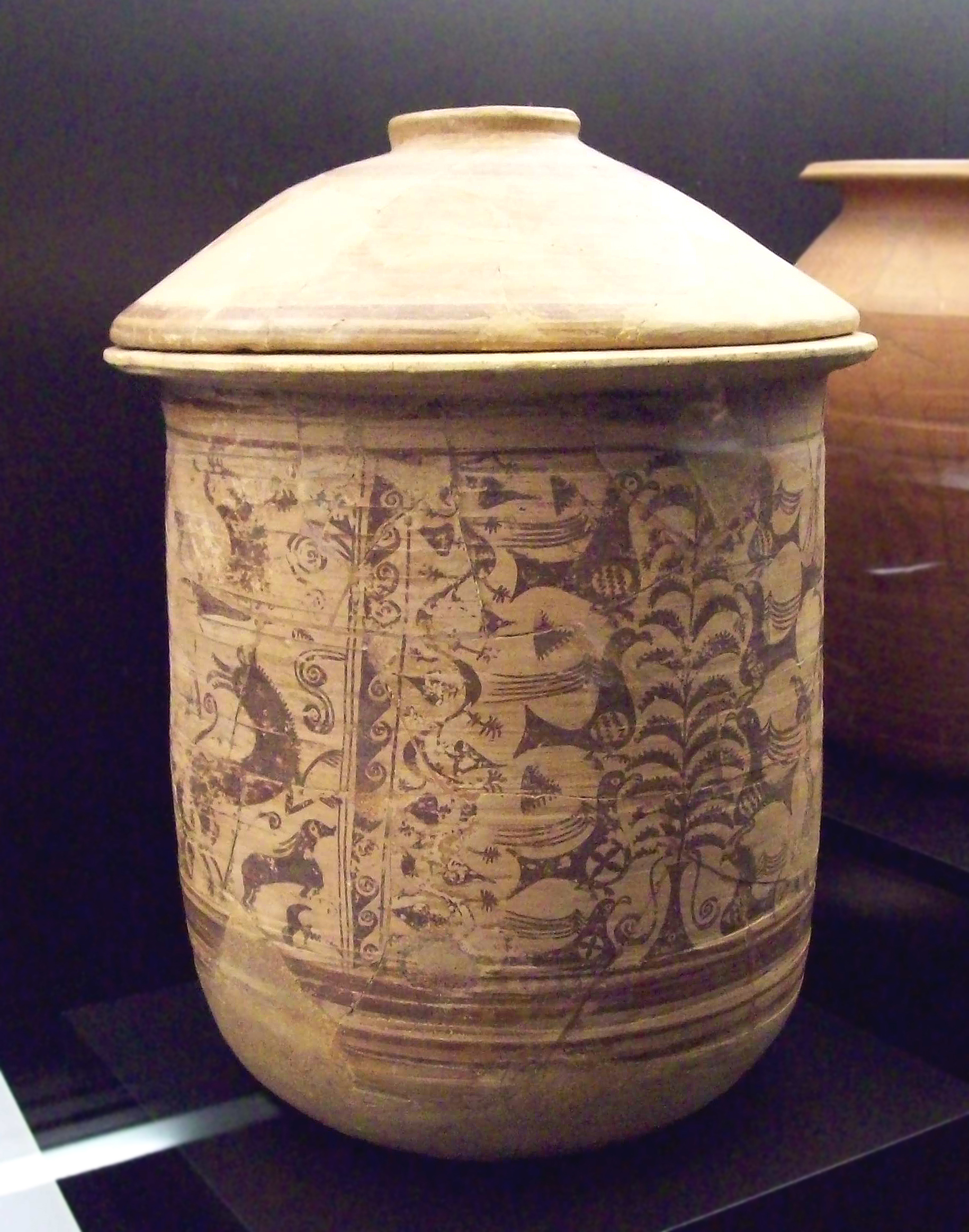
Kalathos ibérico de Cabezo de Alcalá.
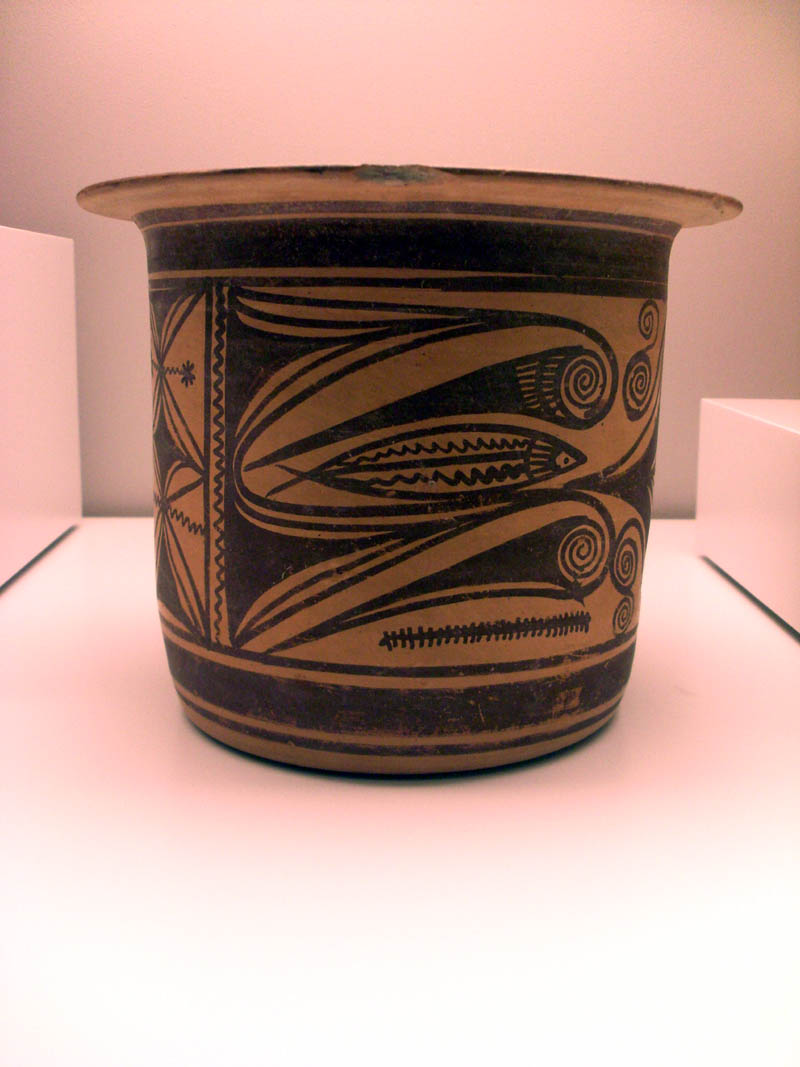
Kalathos ibérico procedente de Verdolay.
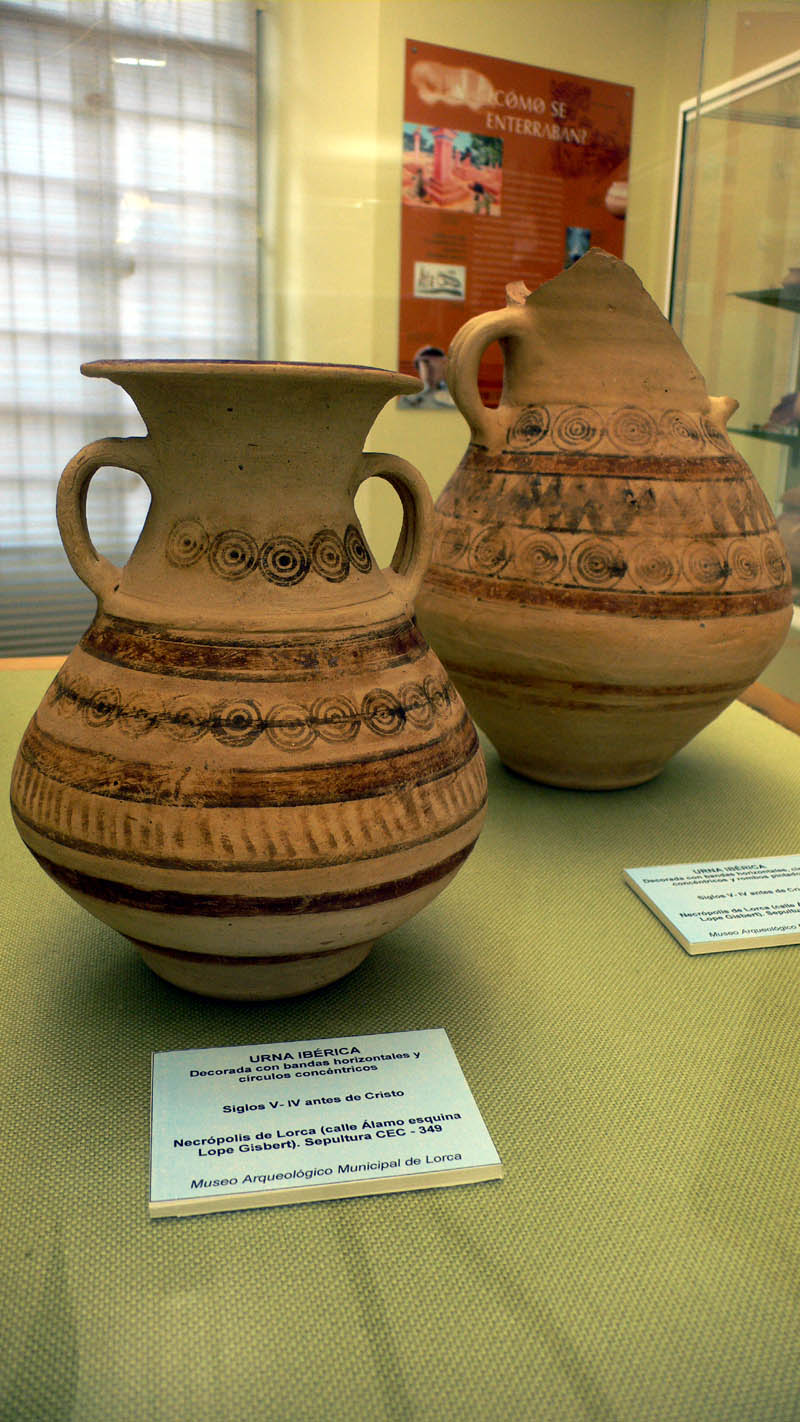
Ánforas funerarias ibéricas procedentes de Lorca.
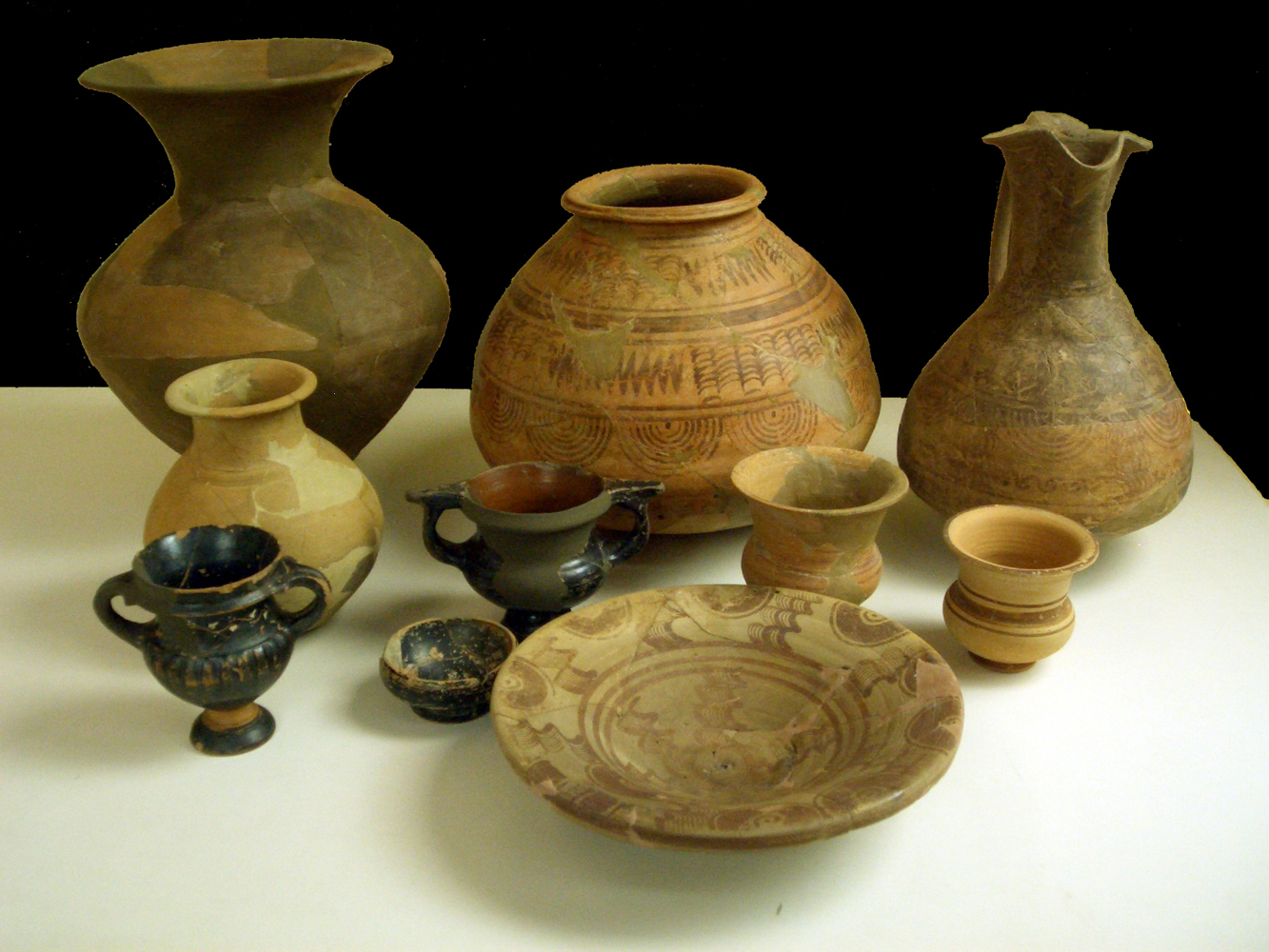
Cerámica ibérica y griega procedente de Castellet de Bernabé.
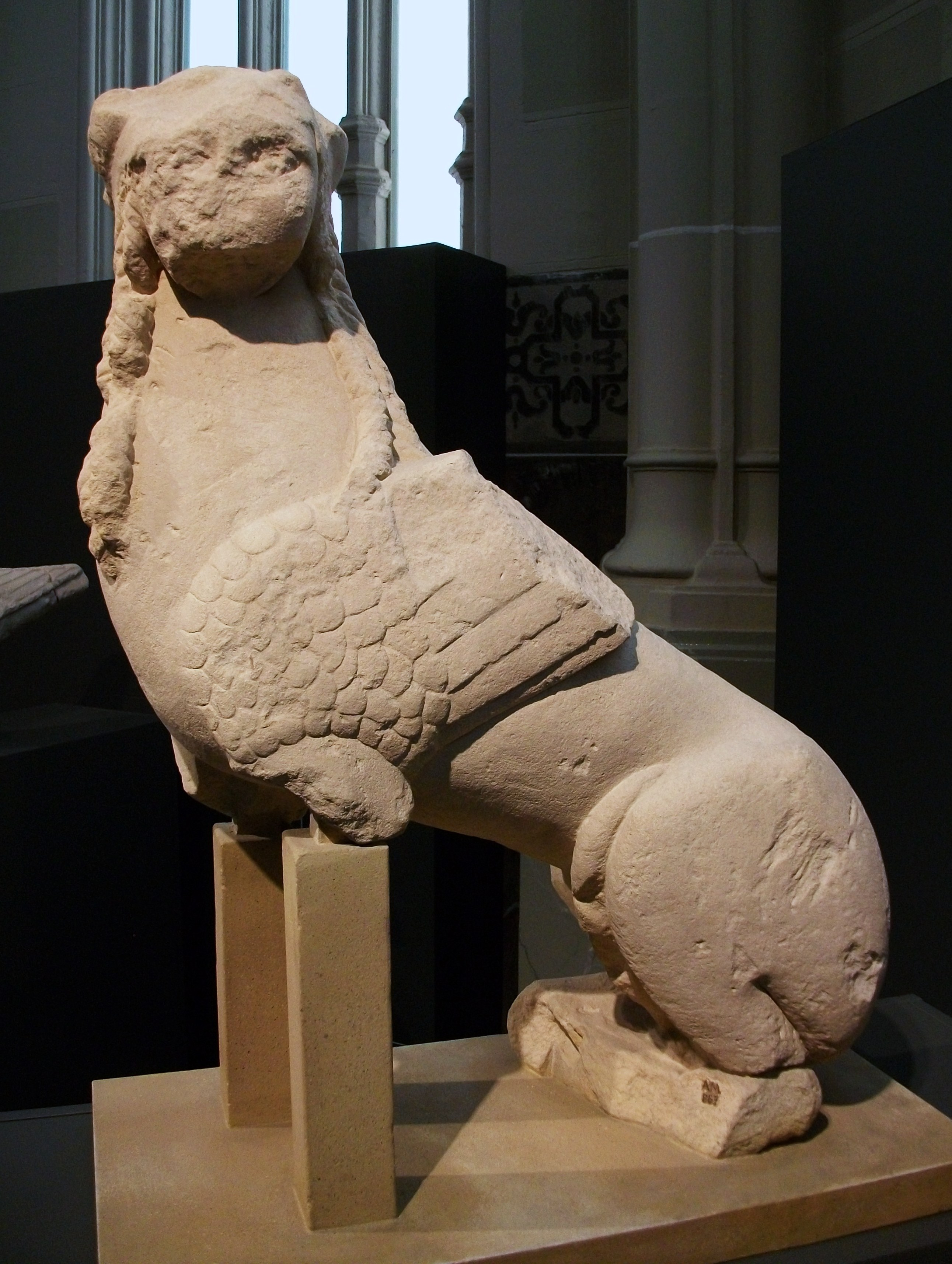
Esfinge de Agost, íbera.
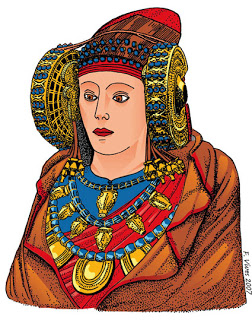
Reconstrucción hipotética de la policromía original de la Dama de Elche.
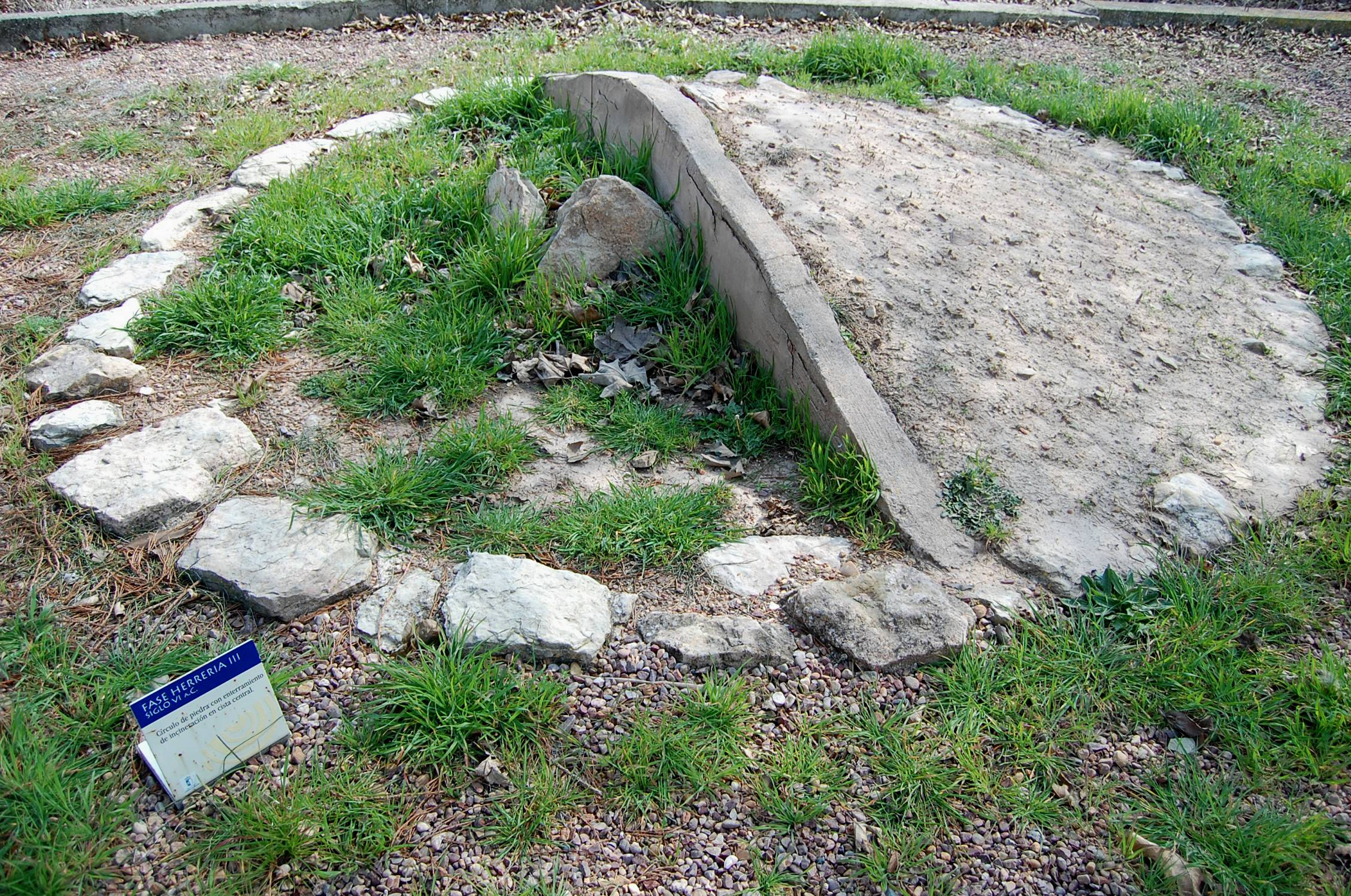
Reconstrucción de una tumba de tumulo-cista en la necrópolis celtíbera de Herrería.
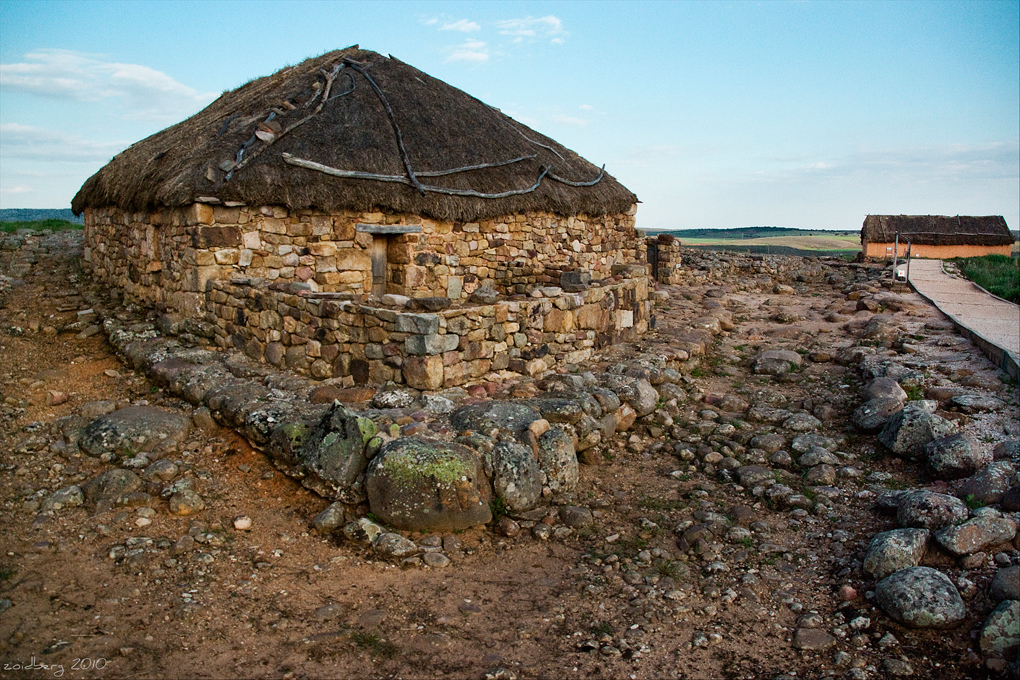
Reconstrucción arqueológica de una vivienda celtíbera en Numancia.
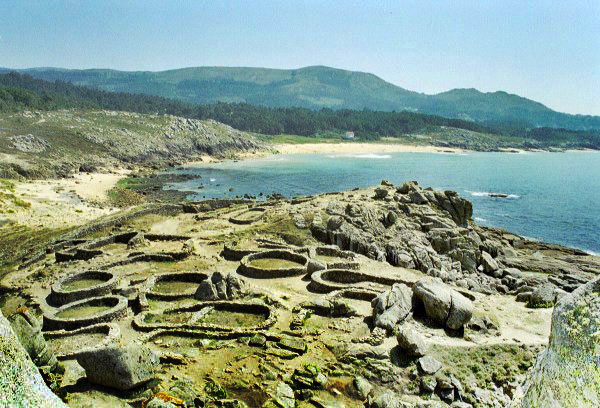
Castro galaico de Baroña.
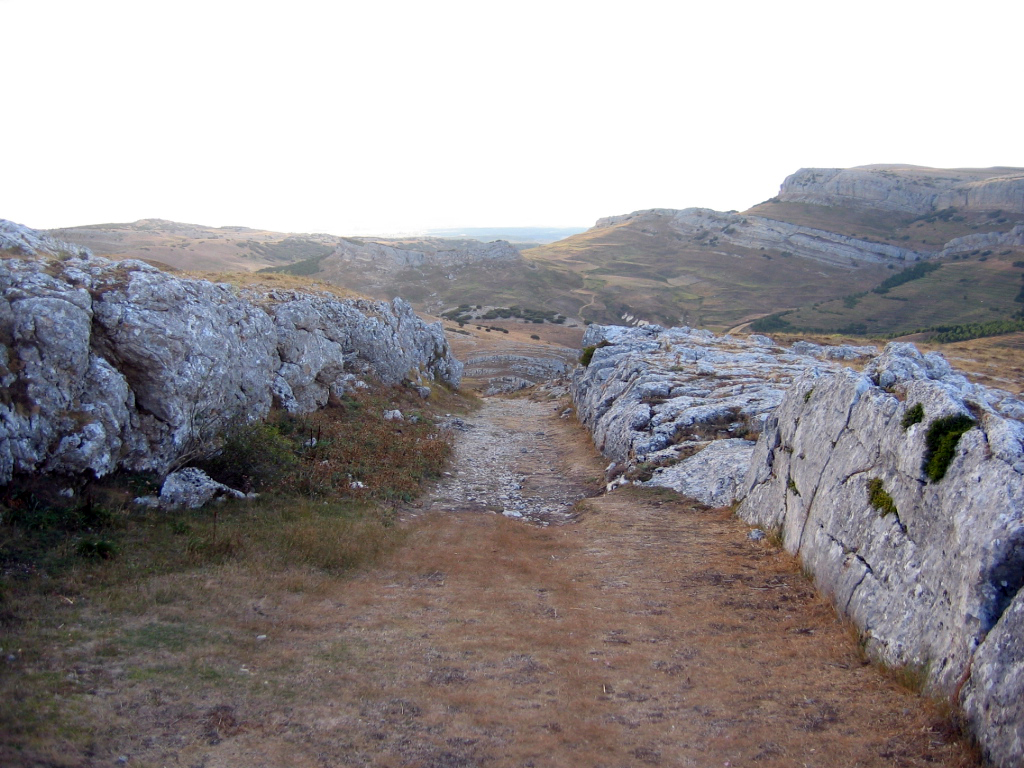
Entrada al castro cántabro de Peña Amaya.
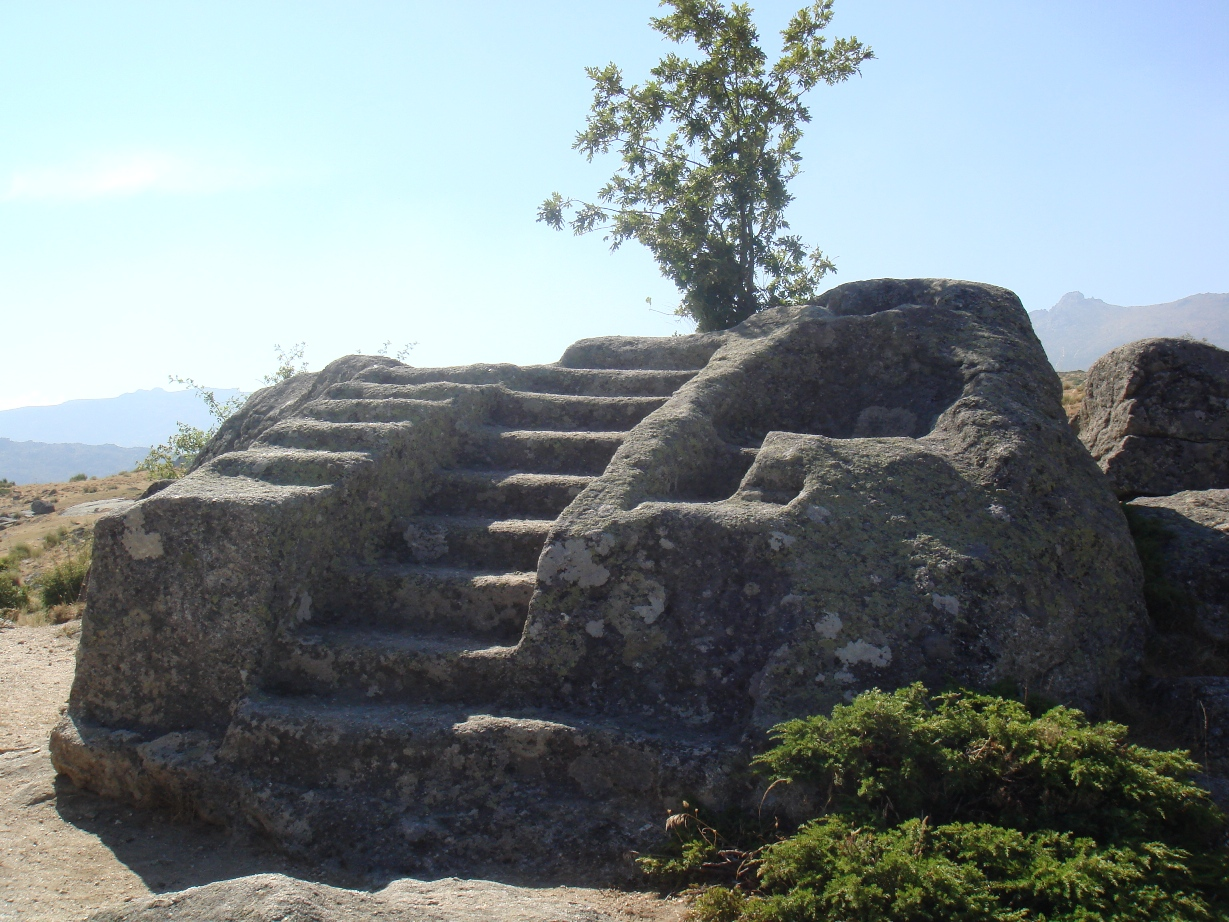
Altar de sacrificios del castro vetón de Ulaca.
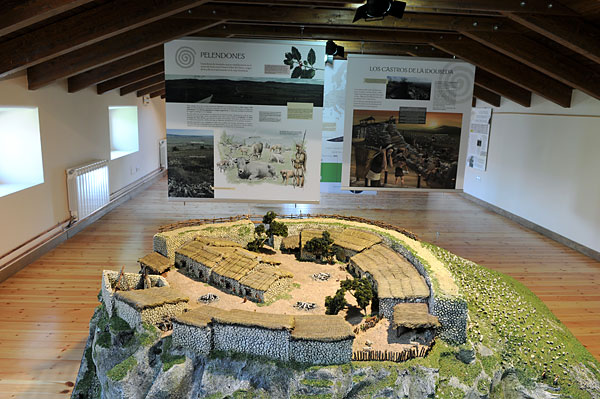
Maqueta del castro celtíbero de Castillejo de Castilfrío[84] (Castilfrío de la Sierra).
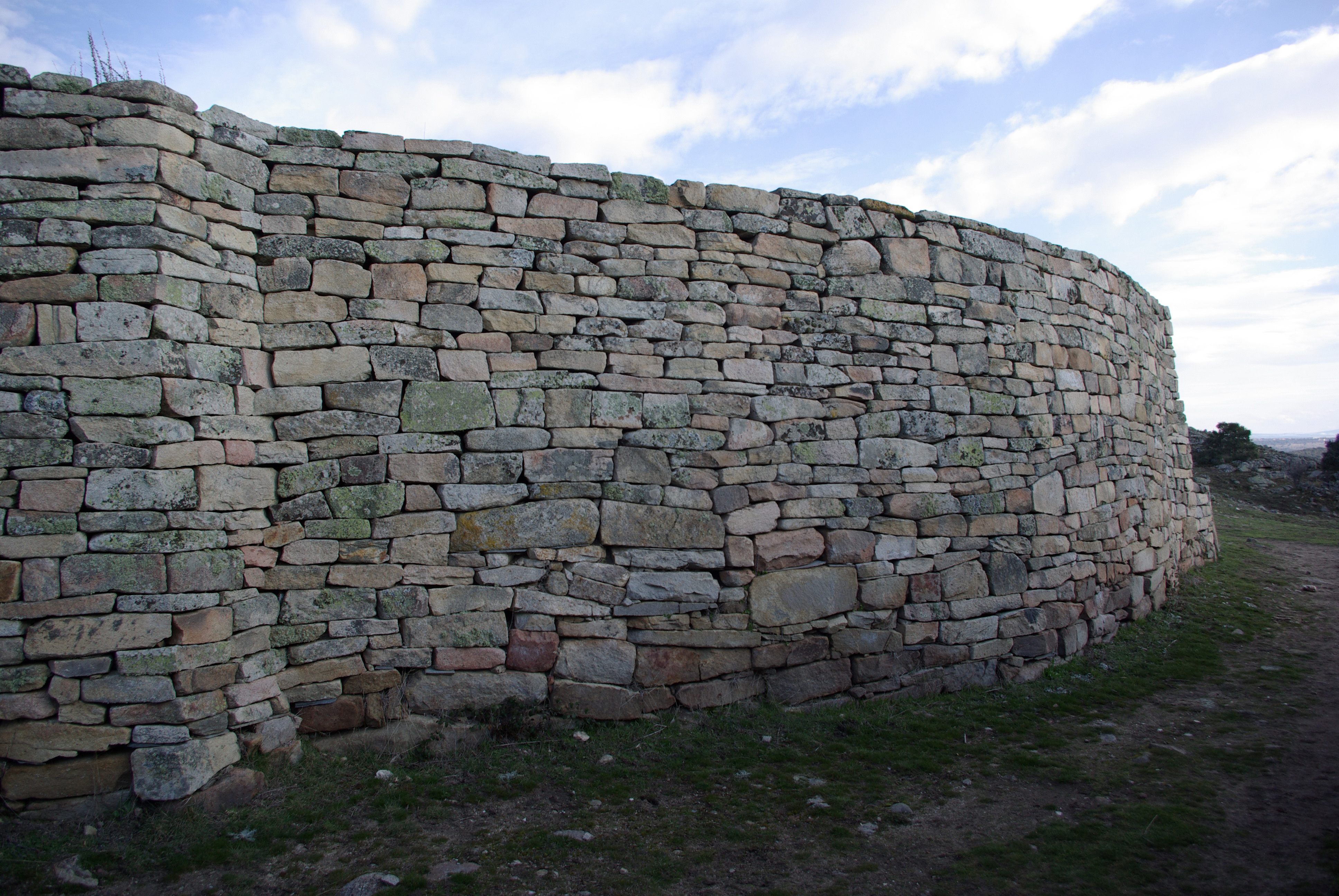
Muralla del castro vetón de Cogotas II.
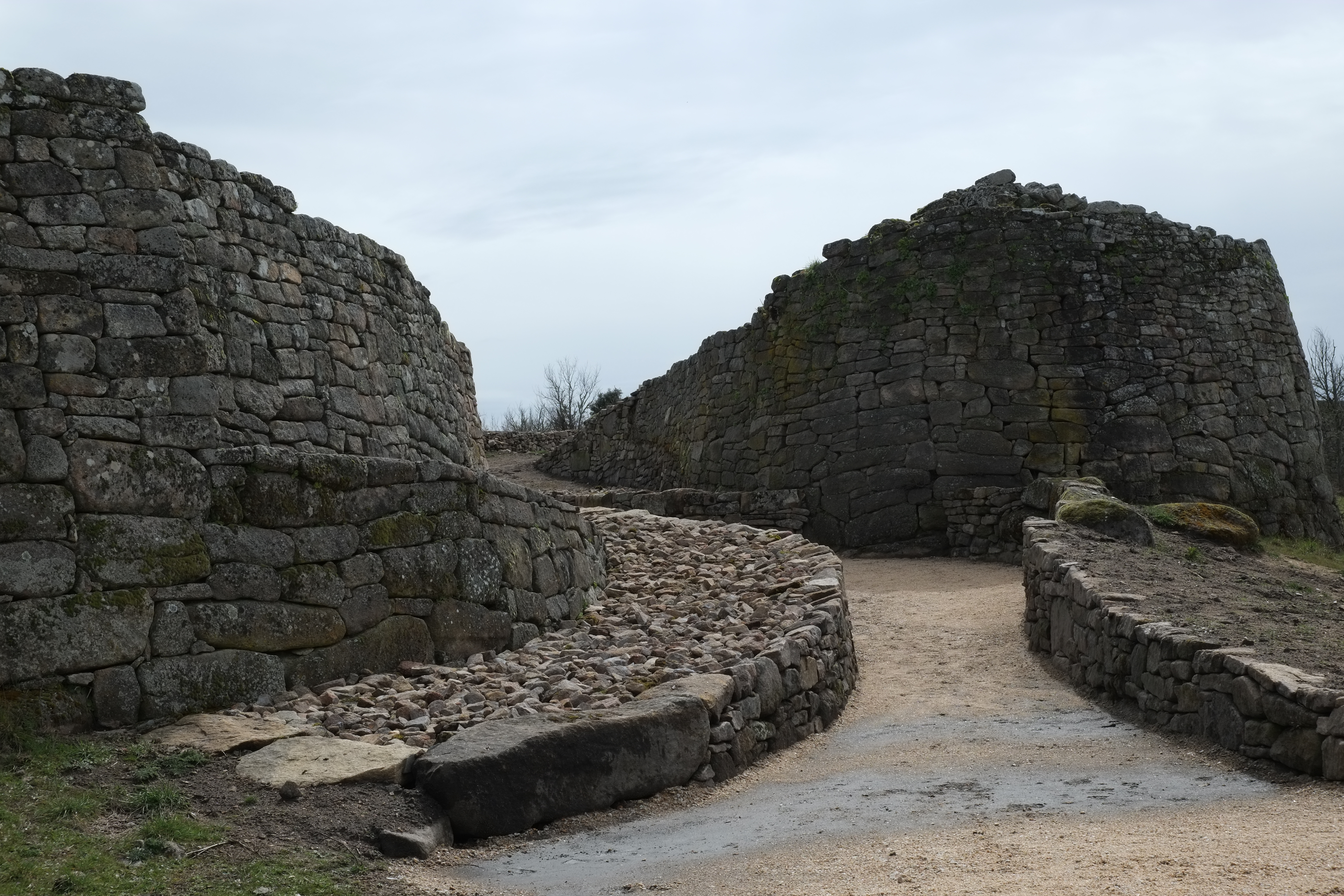
Entrada al castro vetón de Yecla la Vieja.
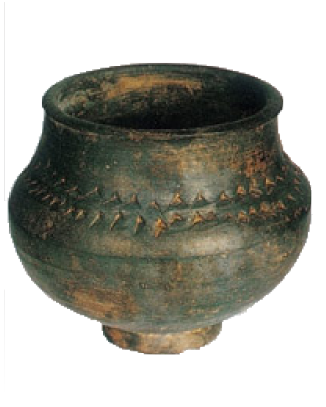
Urna funeraria celtíbera de cerámica excisa, I Edad del Hierro.
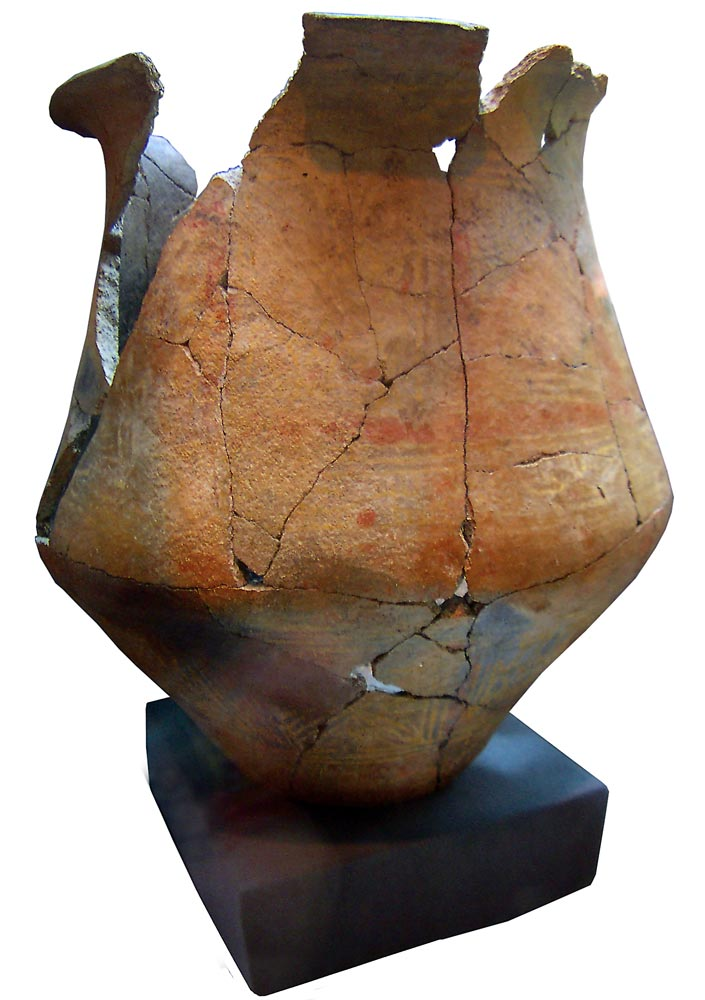
Vasija de cerámica pintada bicónica, inicios de la Edad del Hierro, procedente del castro de La Mota (Medina del Campo).
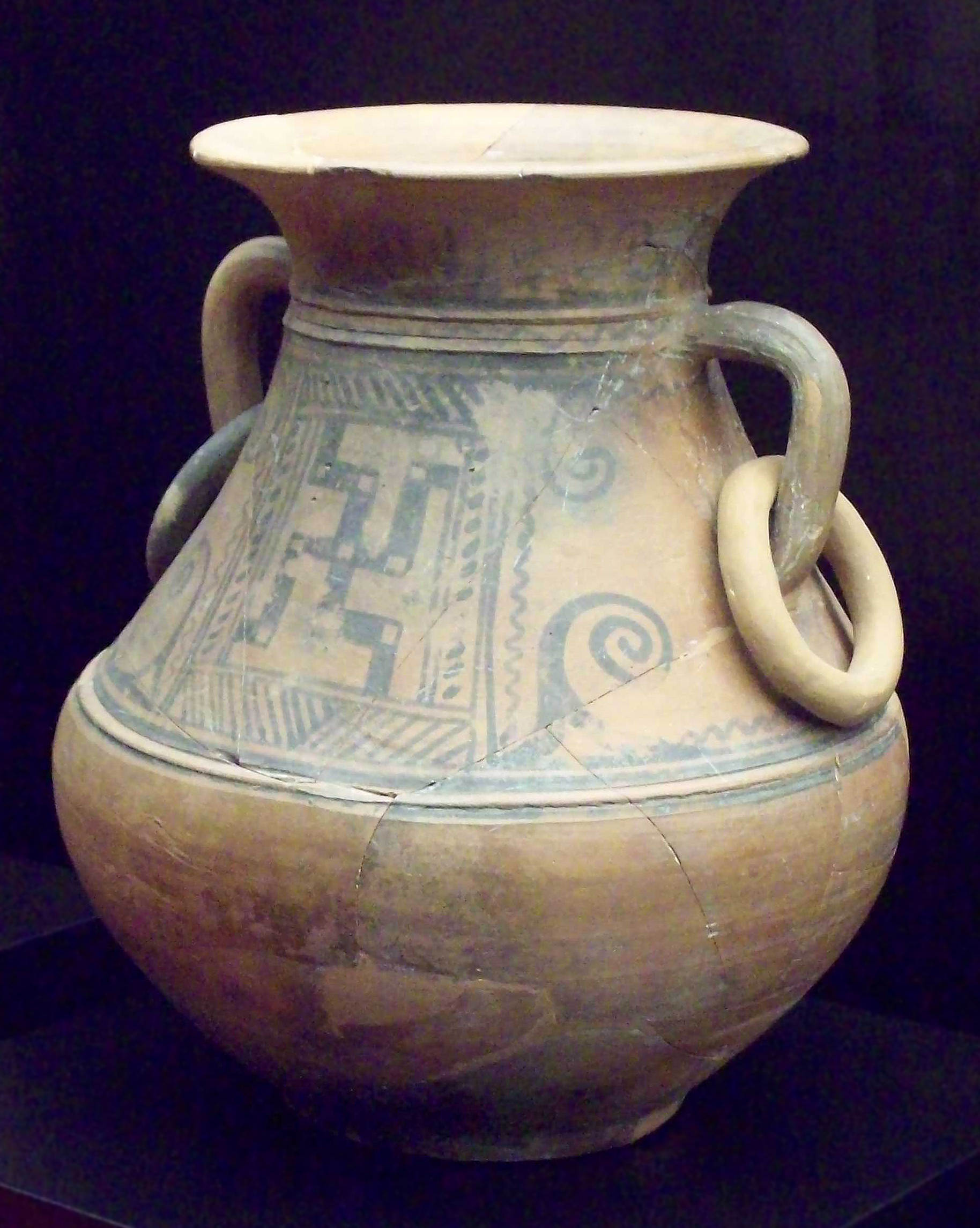
Vasija celtíbera procedente del Cerro de la Muela (Garray), siglo II o I a. C.
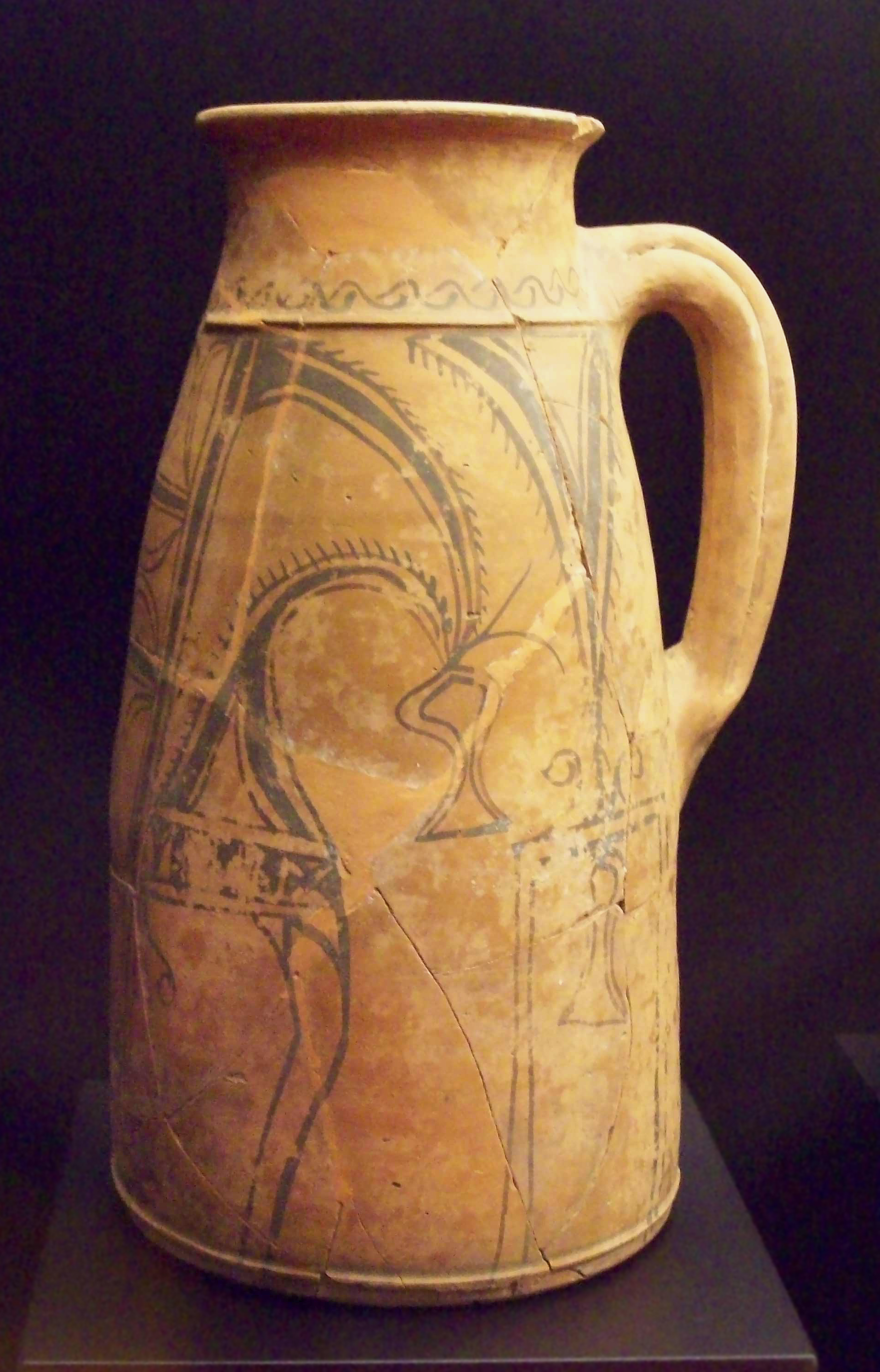
Jarra celtíbera procedente de Izana (Quintana Redonda), siglo II o I a. C.
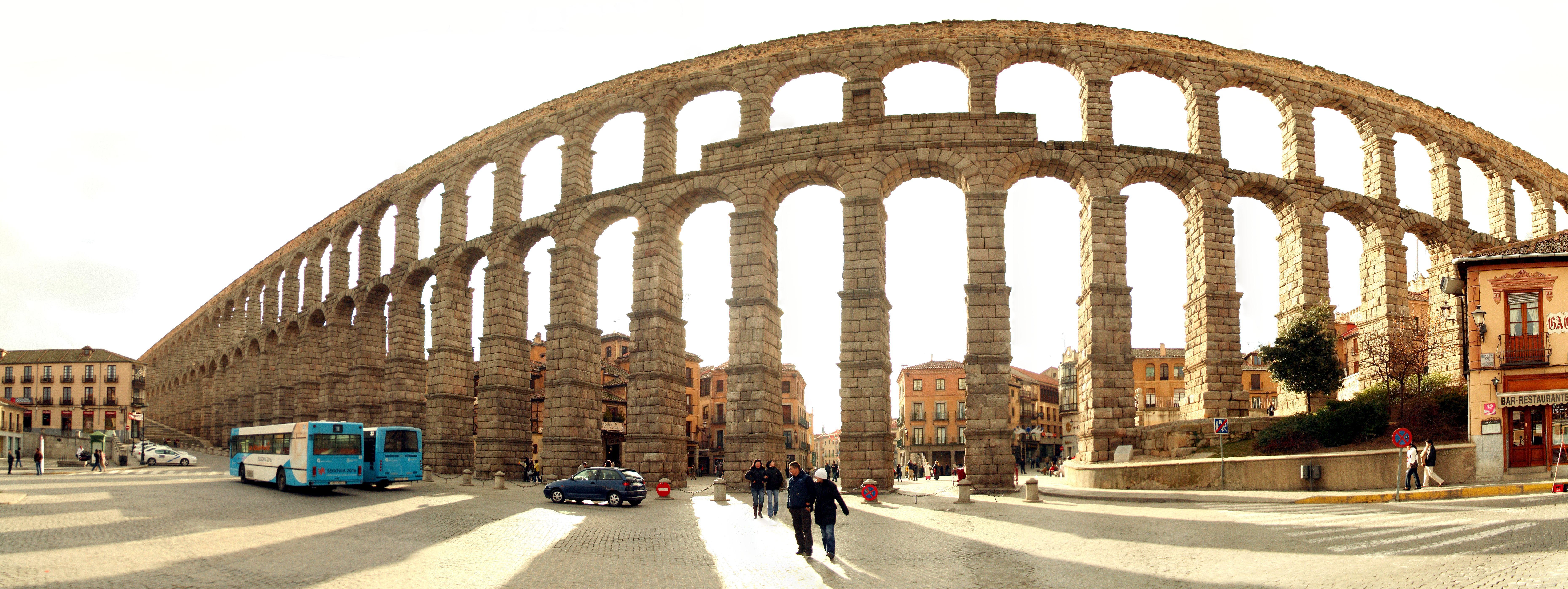
Acueducto de Segovia.
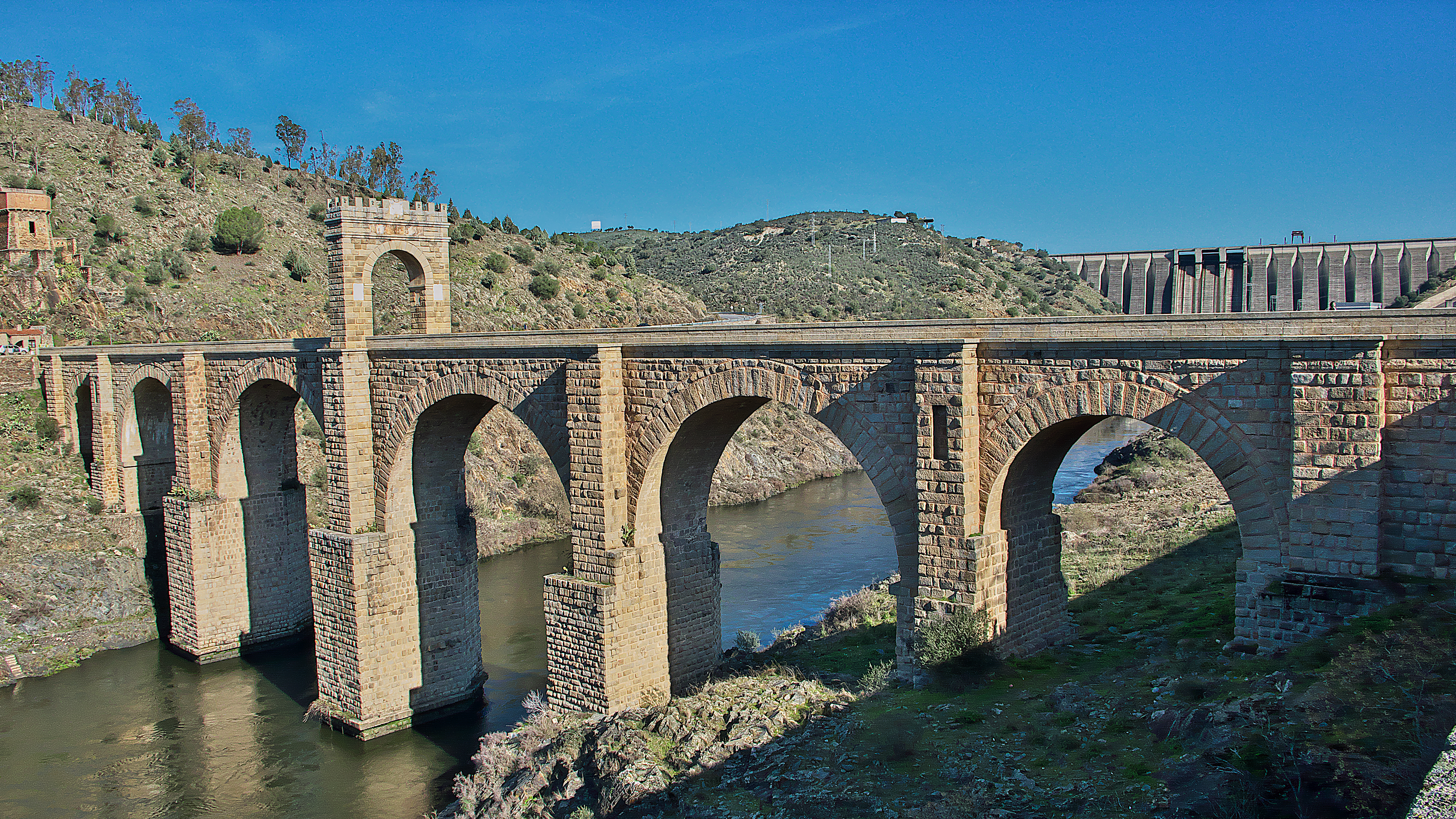
Puente de Alcántara.
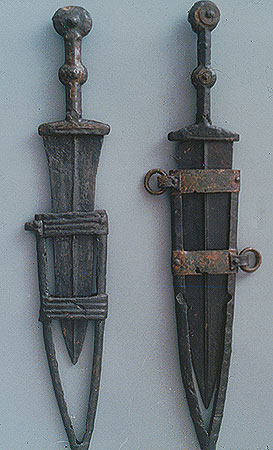
Puñales biglobulares (Museo Numantino de Soria).
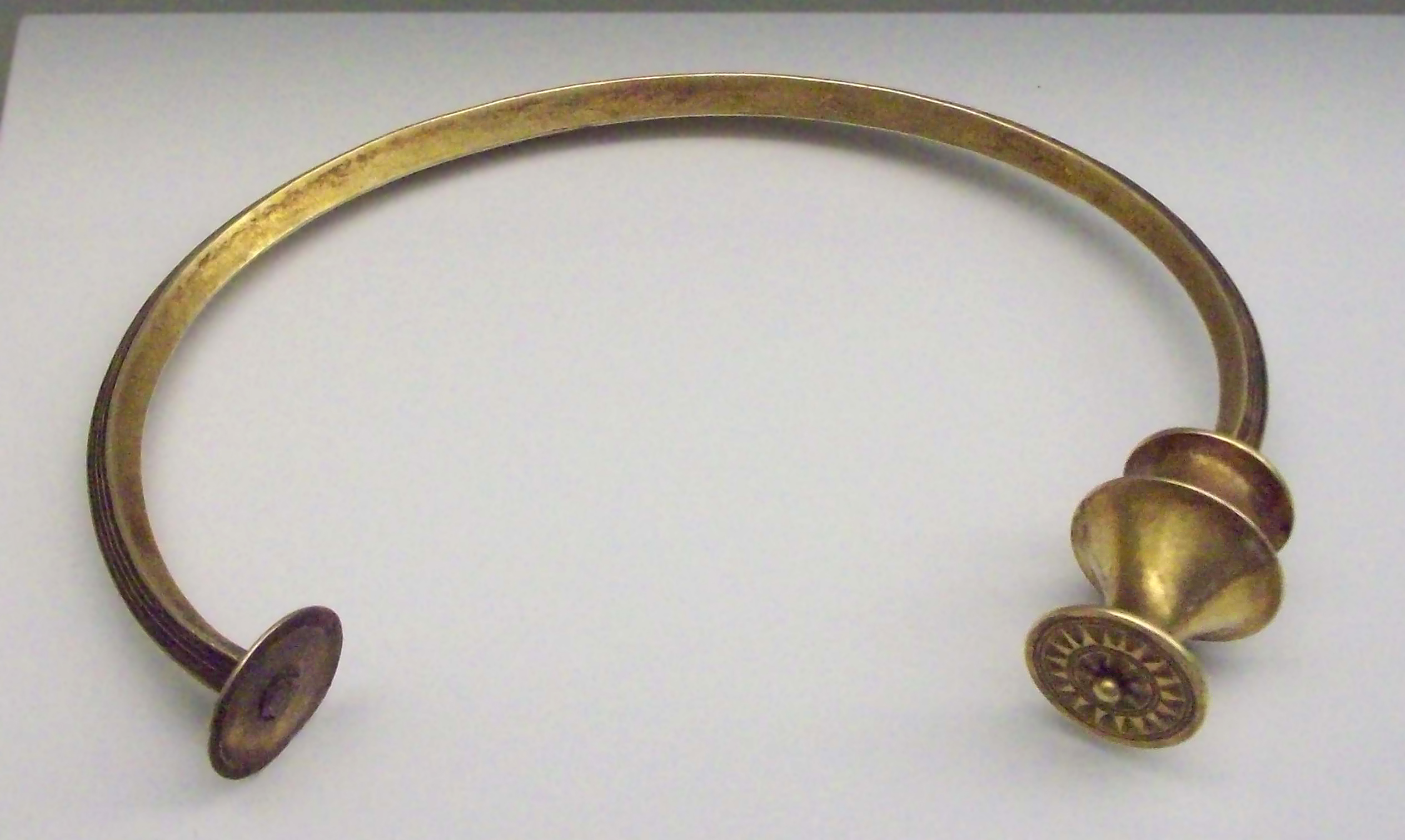
Torque galaico-astur procente de de Labra.
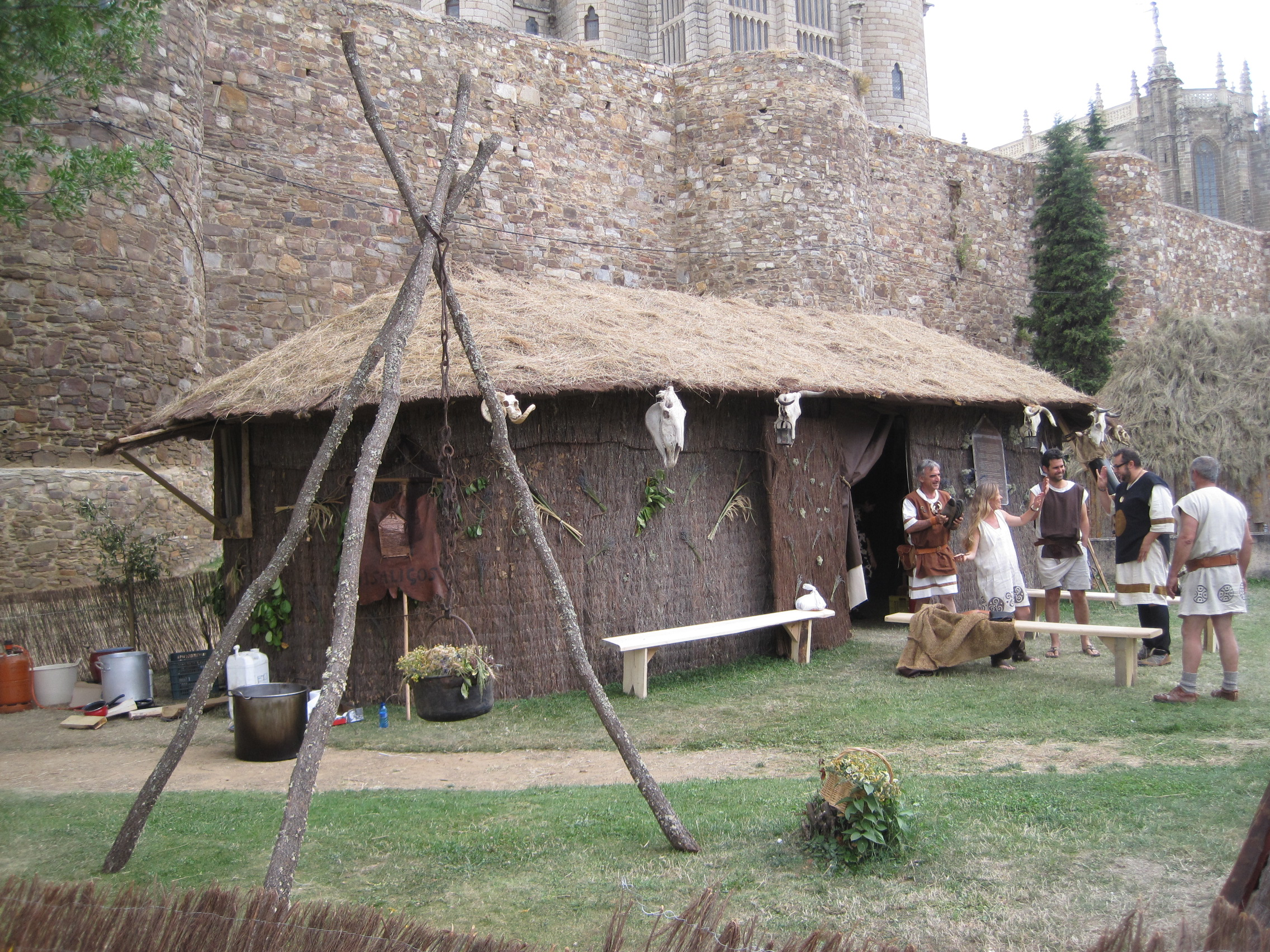
Recreación del aspecto de una vivienda astur, frente a la muralla de Astorga.
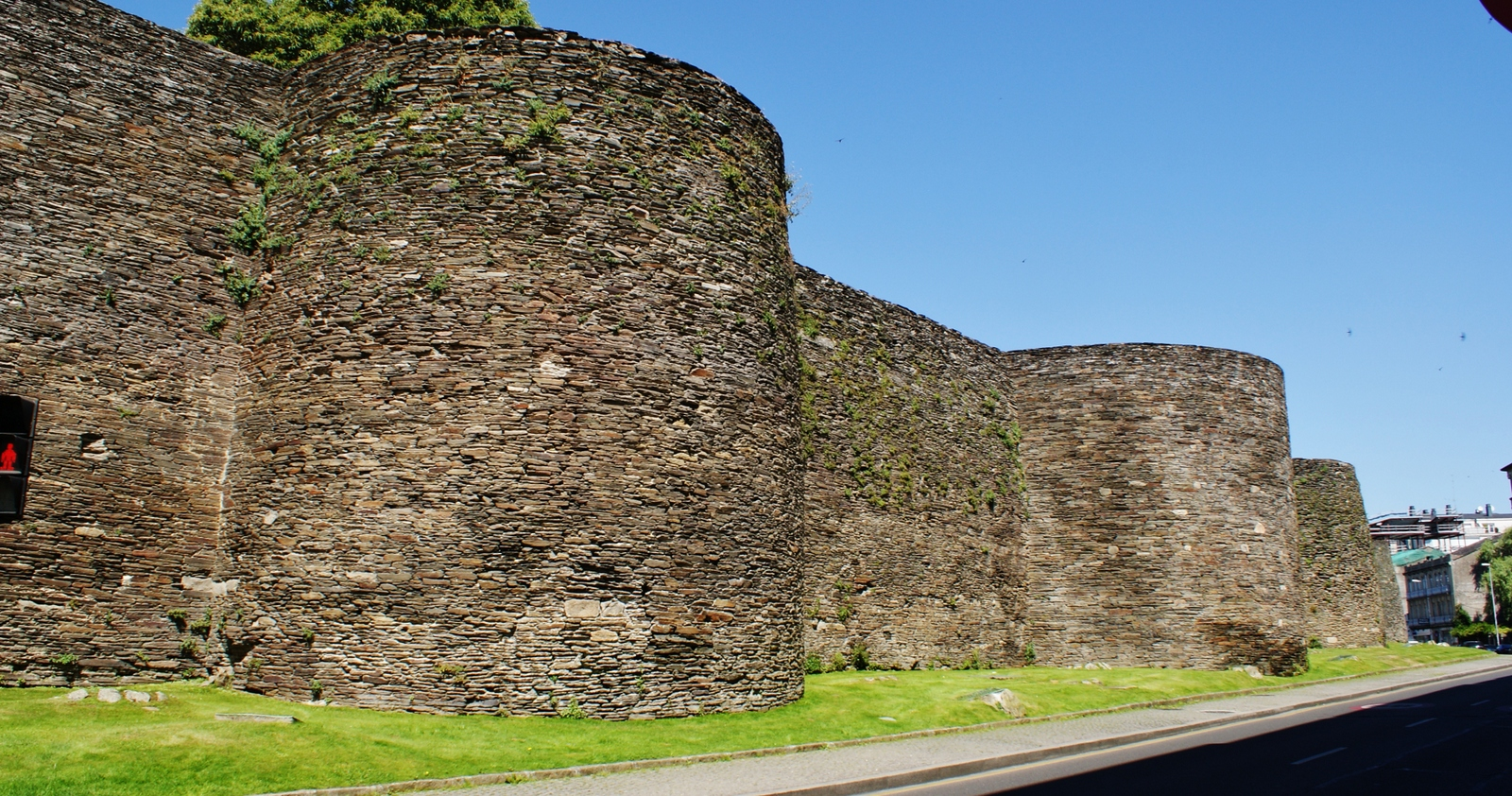
Murallas de Lugo.
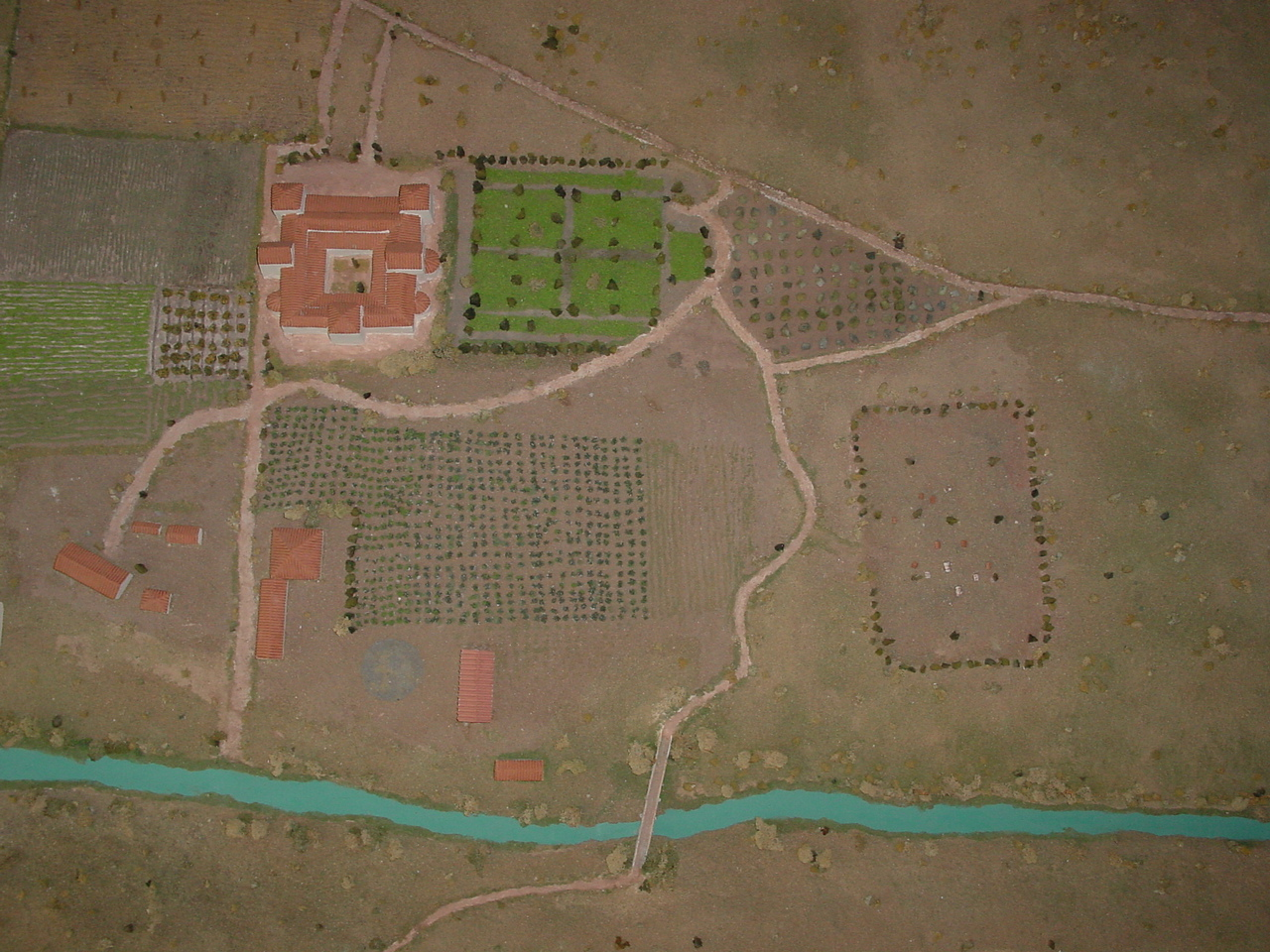
Maqueta de la Villa romana de Almenara.
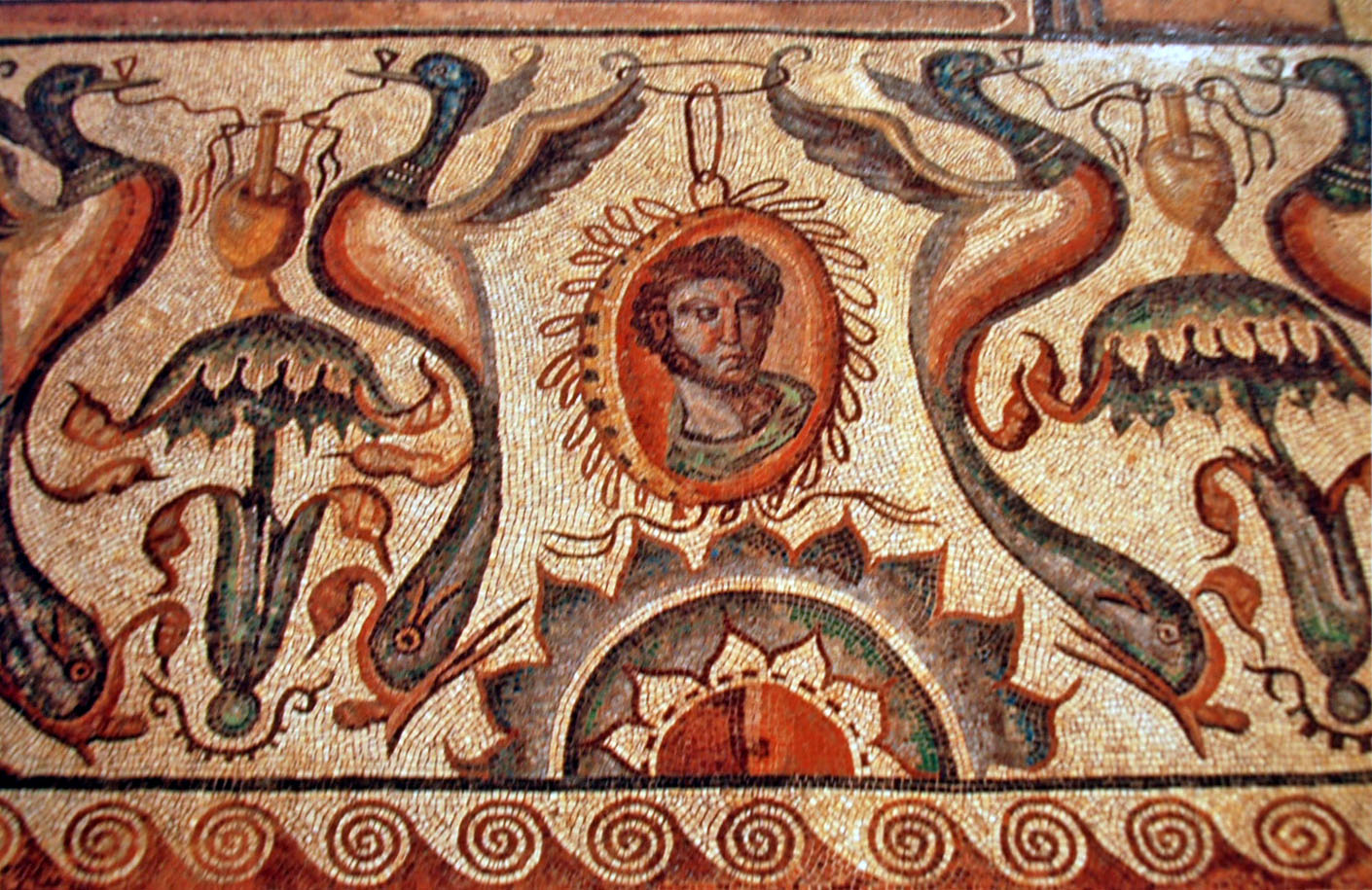
Mosaicos de la Villa romana de la Olmeda.
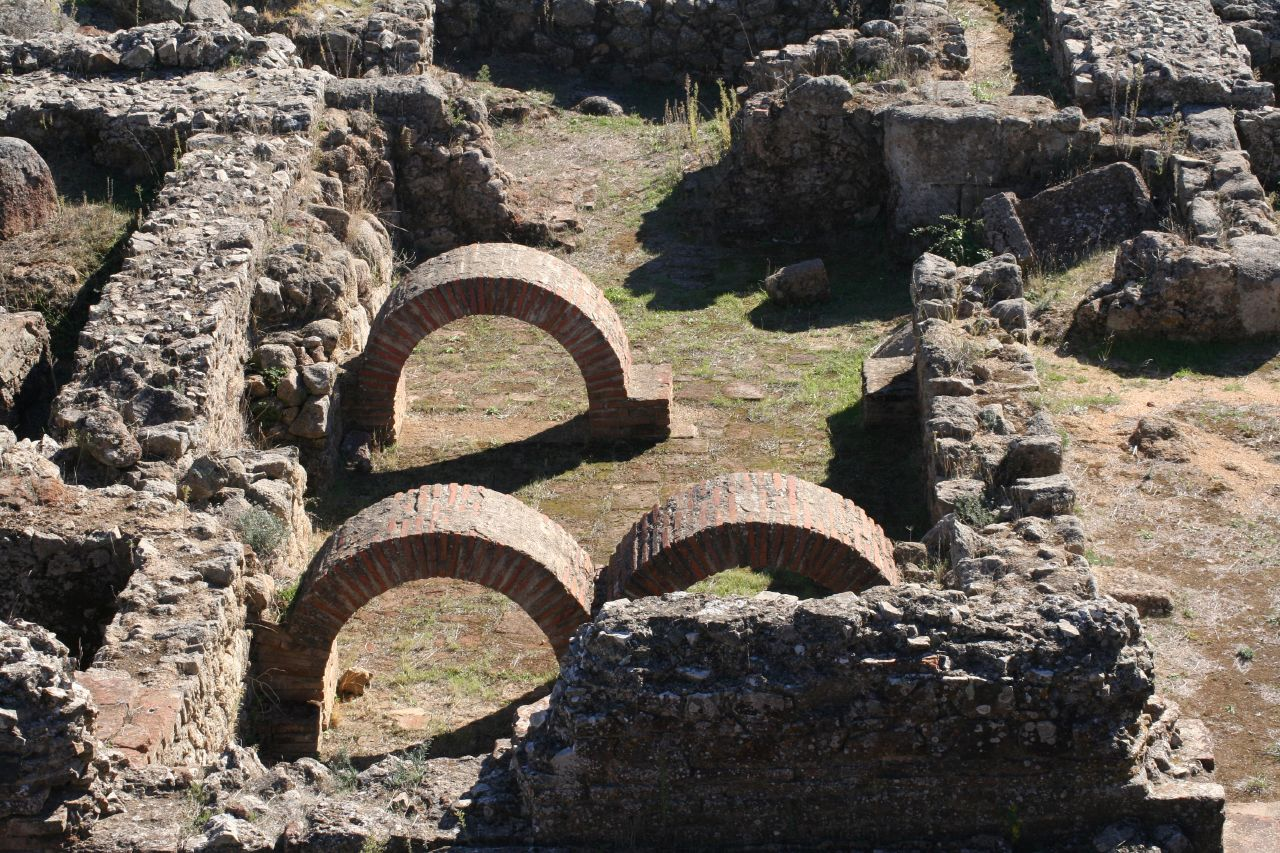
Termas de la villa romana de San Cucufate[85] (Vila de Frades).
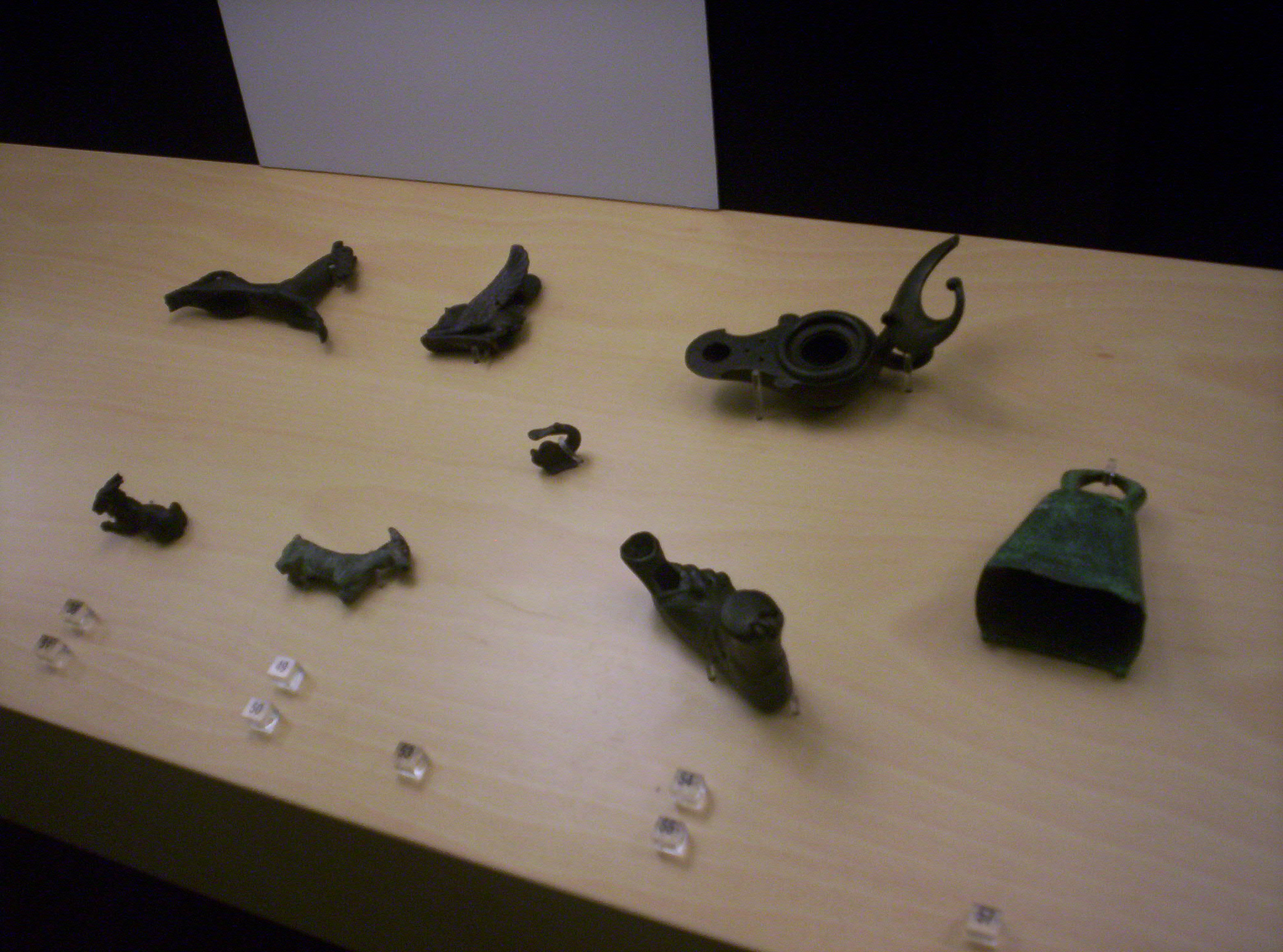
Objetos de bronce, entre ellos una lucerna.
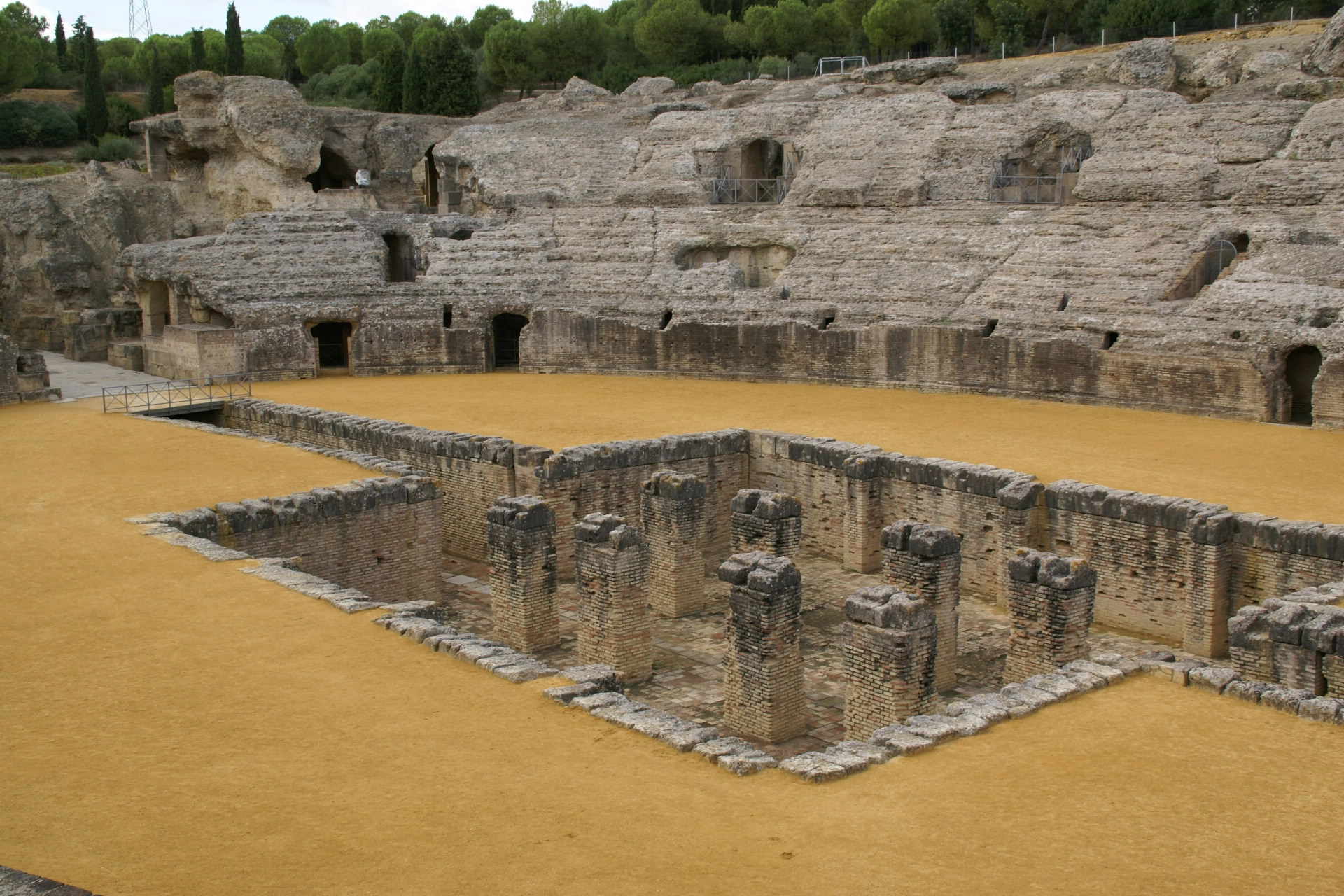
Anfiteatro de Italica.
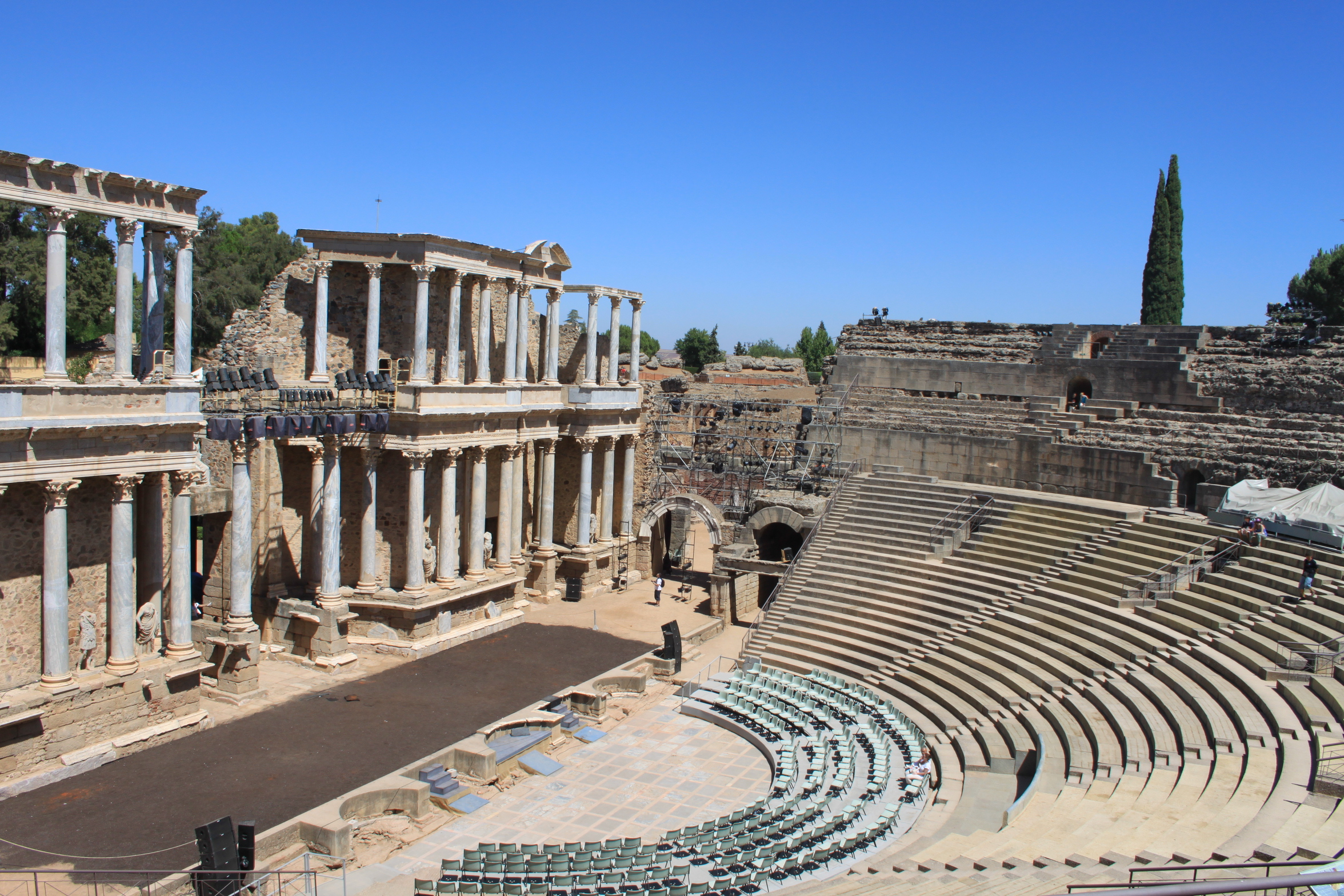
Teatro de Emerita Augusta.
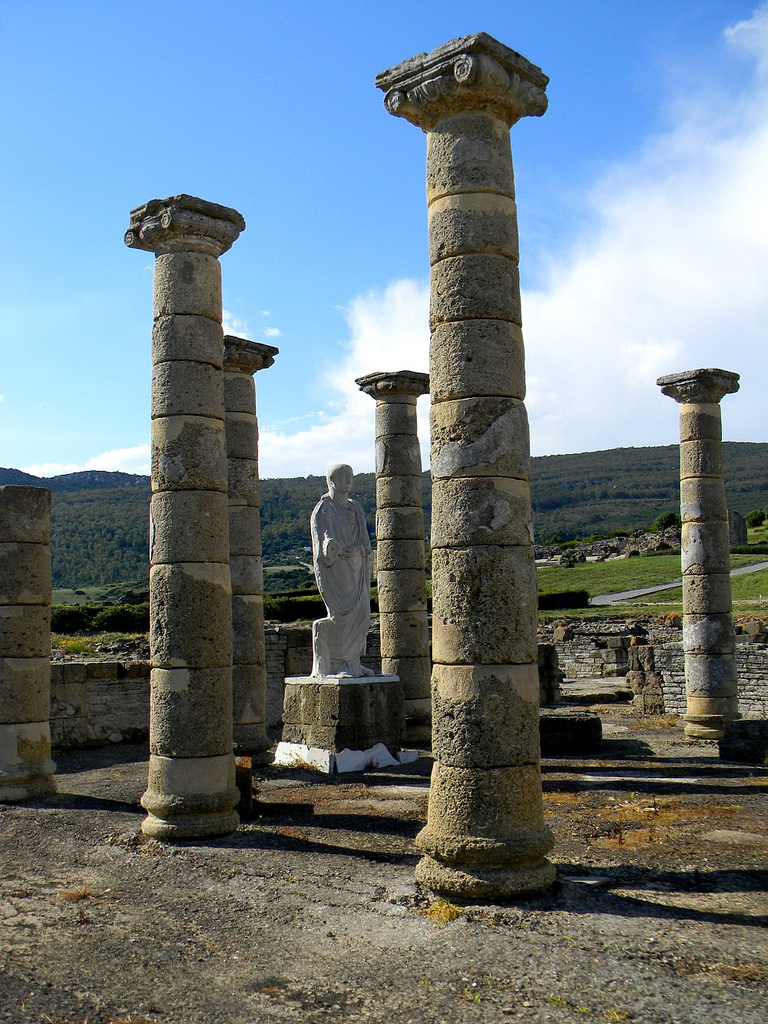
Basílica de Baelo Claudia.
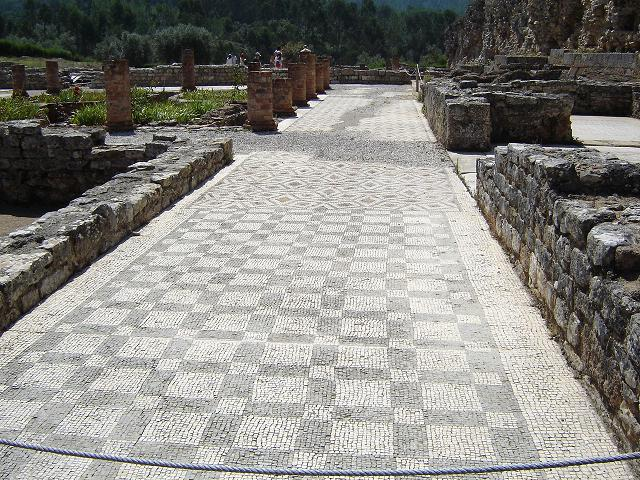
Calle pavimentada en Conimbriga.